# Josselin (Morbihan)
Pour les articles homonymes, voir Josselin.
Josselin [ʒɔslɛ̃]  est une commune française, située dans le département du Morbihan en région Bretagne.
La commune de Josselin est labellisée Petite Cité de caractère, Ville fleurie quatre fleurs ainsi que Village étape.

## Géographie

### Localisation
La ville de Josselin est située sur les rives de l'Oust, une rivière dont le cours canalisé constitue une section du canal de Nantes à Brest. Josselin se situe à 12 km à l'ouest de Ploërmel, à 34 km à l'est de Pontivy, à 44 km au nord de Vannes, à 73 km au nord-est de Lorient et à 81 km à l'ouest de Rennes. La voie express Lorient-Rennes (Nationale 24) contourne l'agglomération par le nord. La commune a une superficie de seulement 4,48 km2 et son territoire se limite pour l'essentiel à l'agglomération proprement dite.

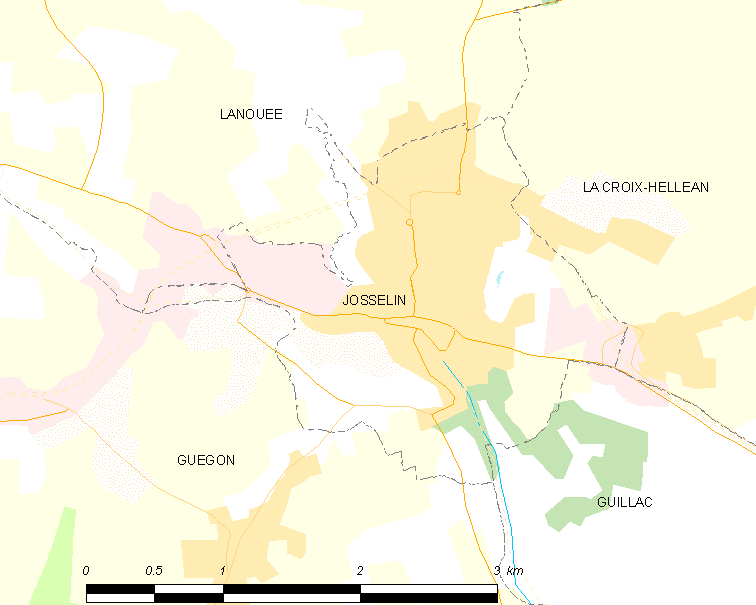
Carte de Josselin et des communes avoisinantes.

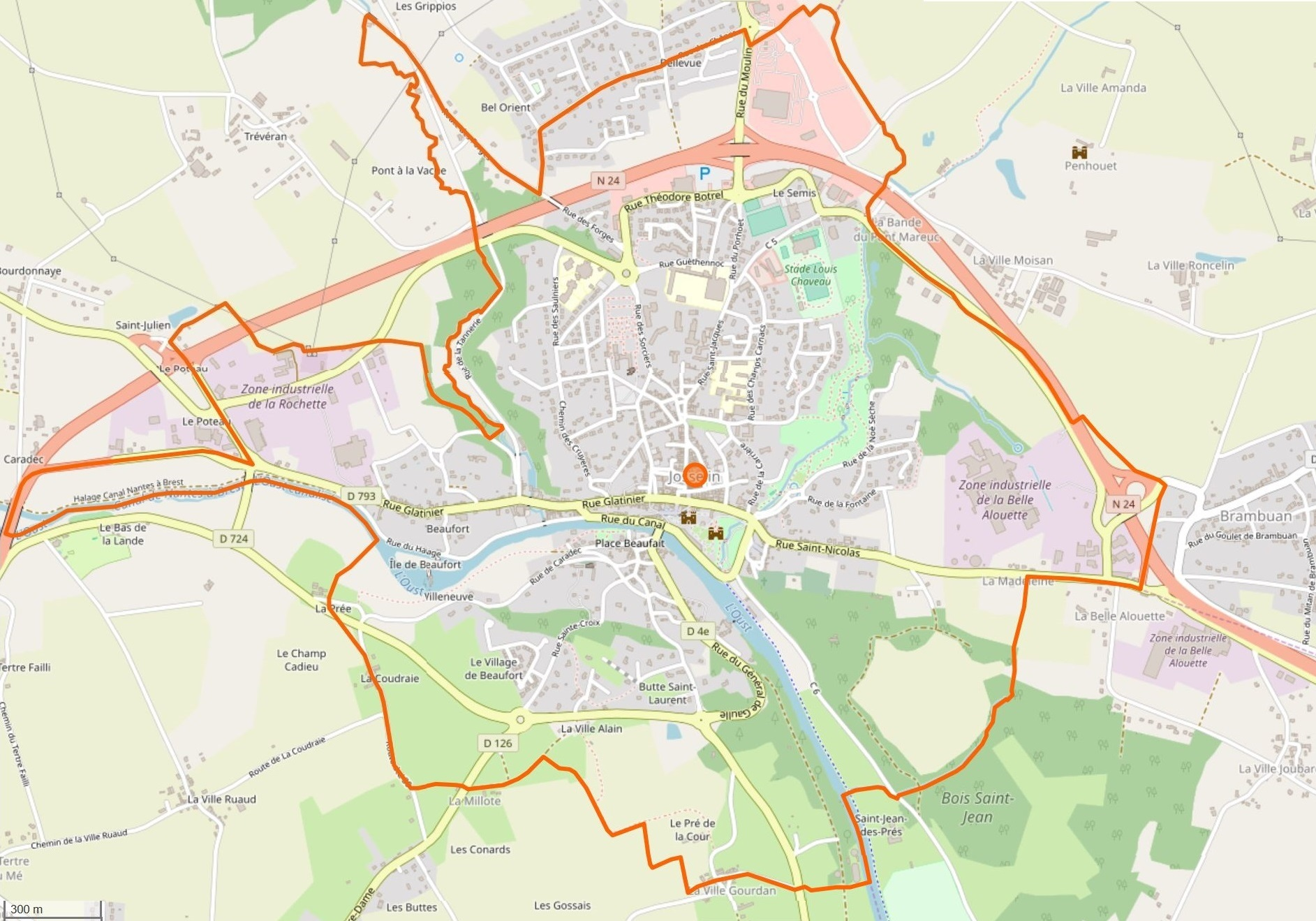
Carte de Josselin (contours de la commune en orange).

| Forges de Lanouée |          | La Croix-Helléan |
|                   | Josselin |                  |
| Guégon            |          | Guillac          |

### Relief et hydrographie

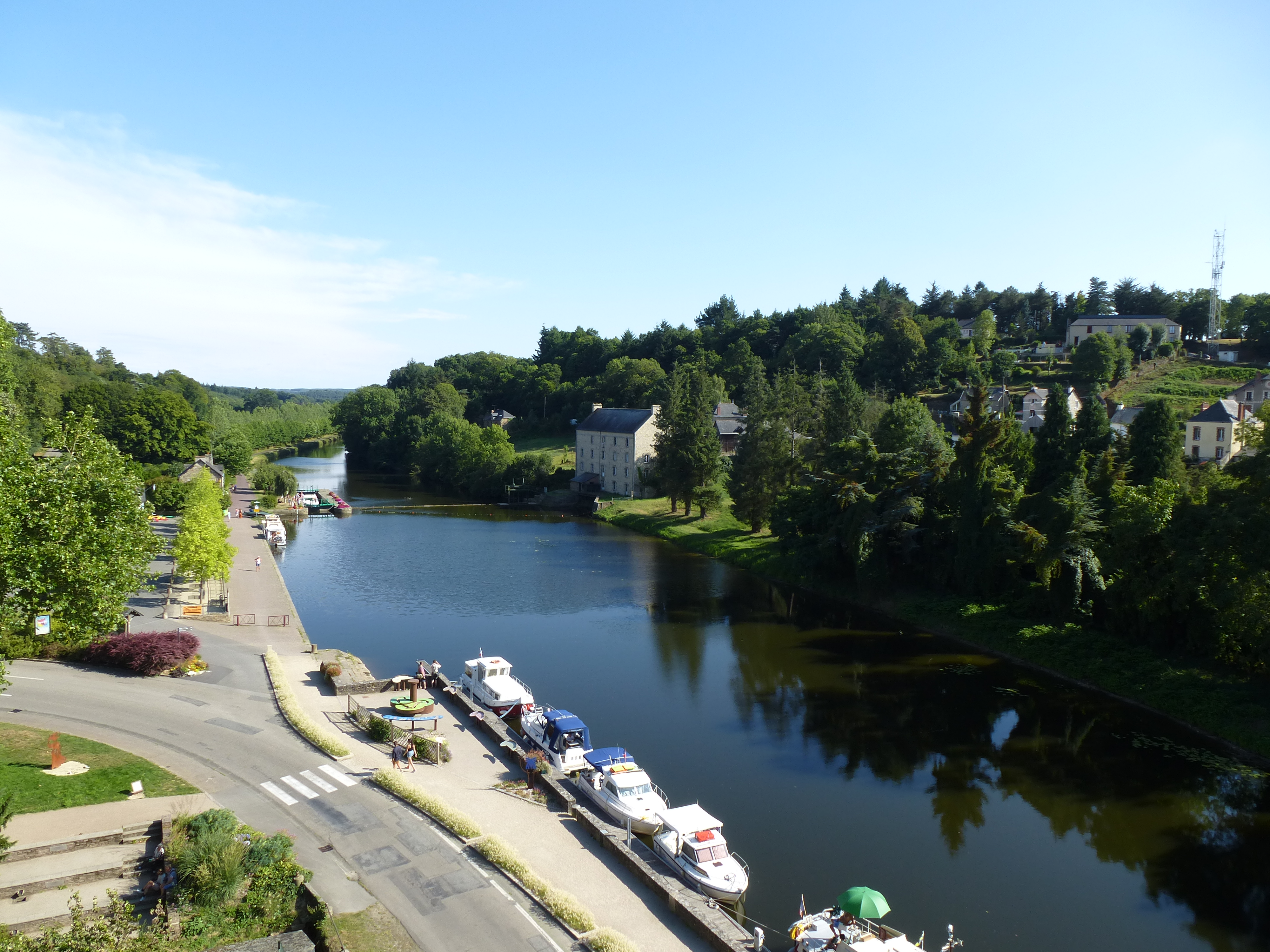
L'Oust à Josselin.

La ville de Josselin est située de part et d'autre de la vallée de l'Oust, la partie principale étant sur la rive gauche, au nord de la vallée (le site a probablement été choisi à l'origine pour son intérêt défensif) ; seul l'ancien faubourg de Sainte-Croix est sur la rive droite, au sud de la vallée. La commune est vallonnée, présente un dénivelé important d'environ 60 mètres entre les hauteurs du plateau (93 mètres pour l'altitude maximale située dans le quartier de Sainte-Croix au niveau de la Butte Saint-Laurent, moins pour le centre-ville situé vers 60 à 70 mètres d'altitude) et la vallée de l'Oust, le cours d'eau coulant vers 35 mètres d'altitude. Le château a été construit directement sur la rive gauche de l'Oust tandis que la cité médiévale s'est développée à proximité du château, sur la colline cernée au sud par l'Oust, à l'ouest par le Crasseux et à l'est par un petit cours d'eau, la Minette, sur les rives duquel se trouve le principal jardin public de la ville, vaste de 6 hectares, le Jardin du Bois d'Amour, qui contient notamment un conservatoire de rhododendrons ; ces deux derniers cours d'eau étant des affluents de rive gauche de l'Oust. L'île de Beaufort, enserrée entre deux bras de l'Oust, se situe au sud-ouest de la ville.
| - Carte topographique de la commune de Josselin. |

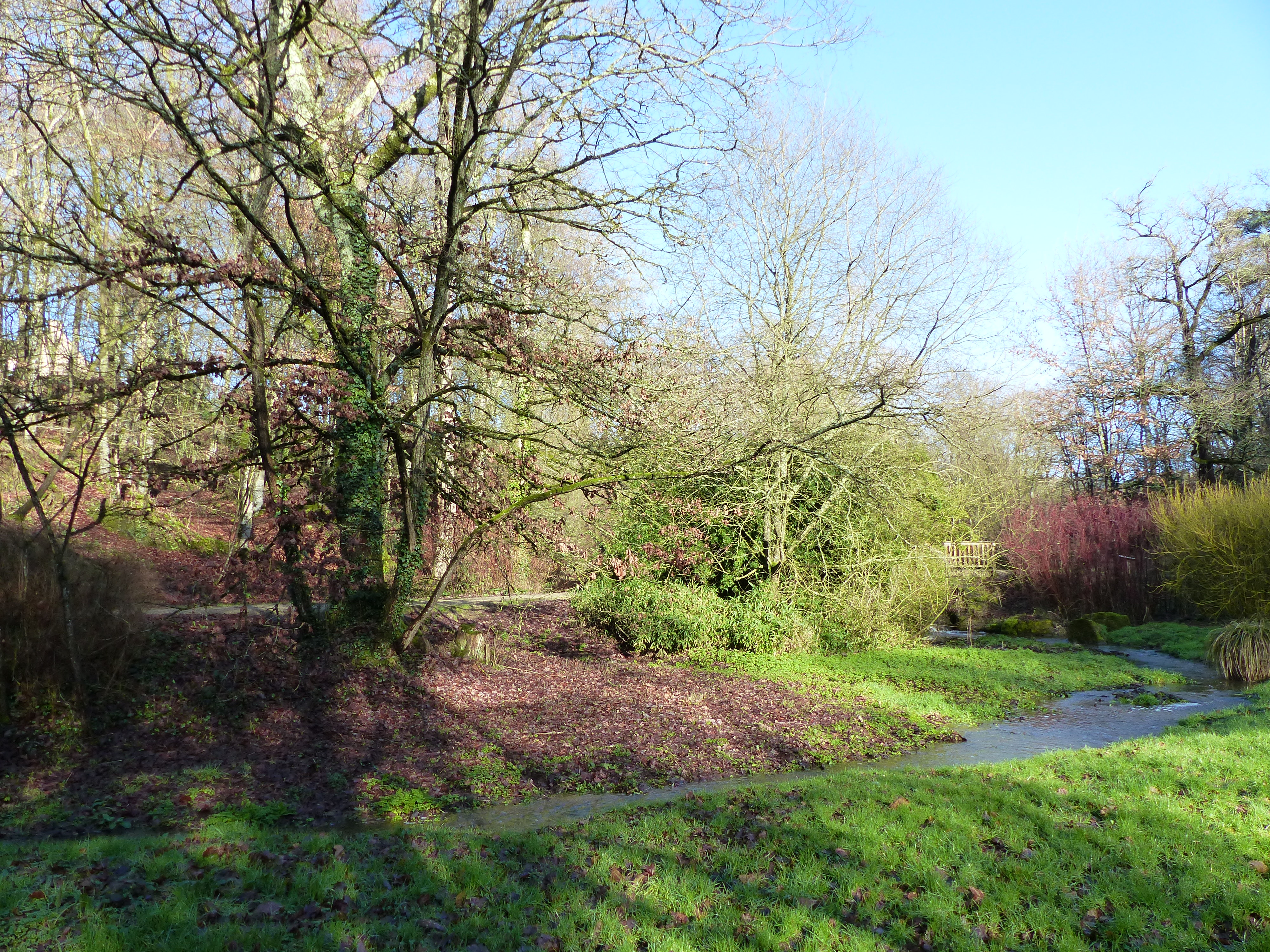
Le jardin du Bois d'Amour et la rivière Minette.
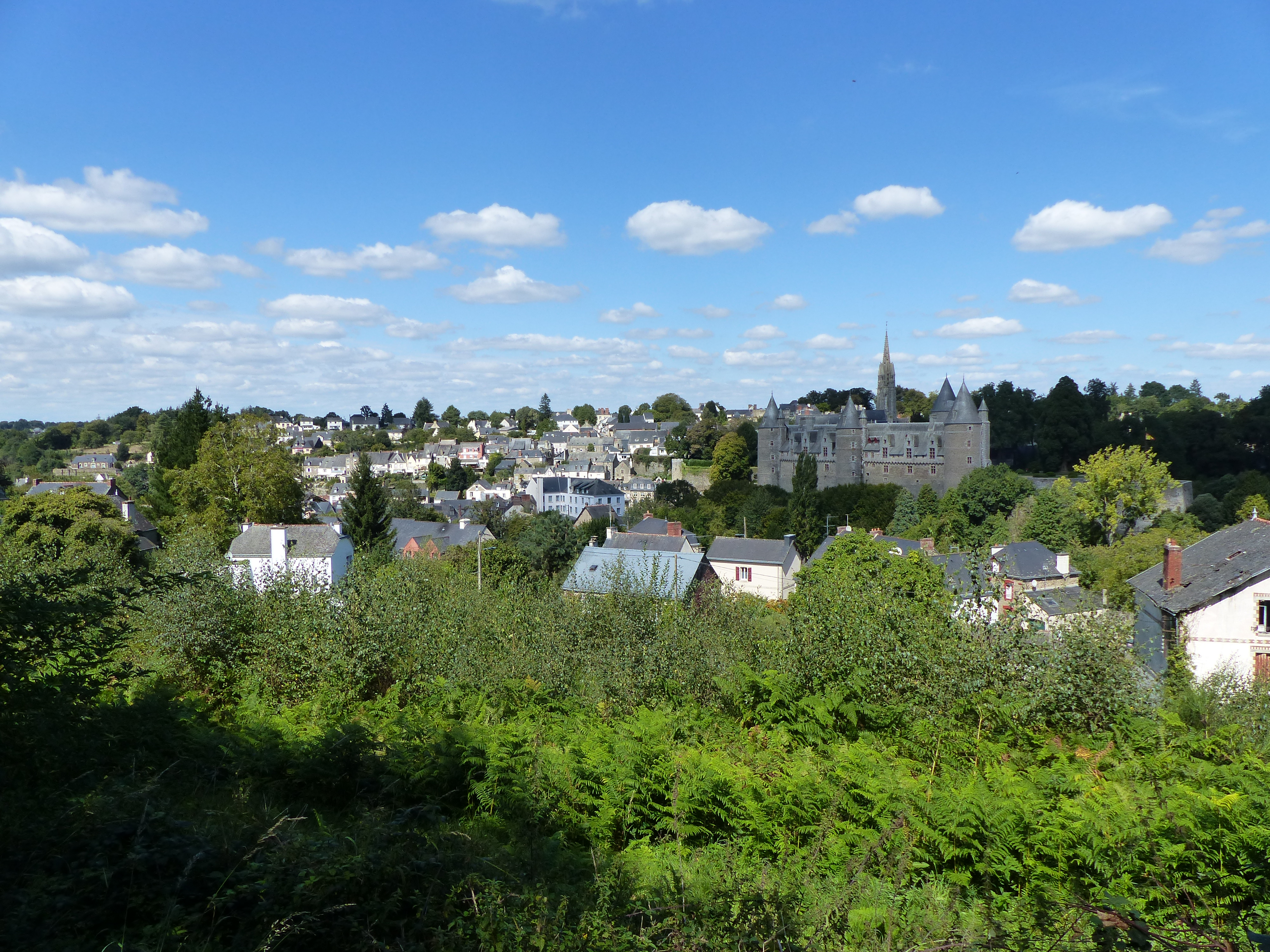
Le château de Josselin vu depuis la butte Saint-Laurent.
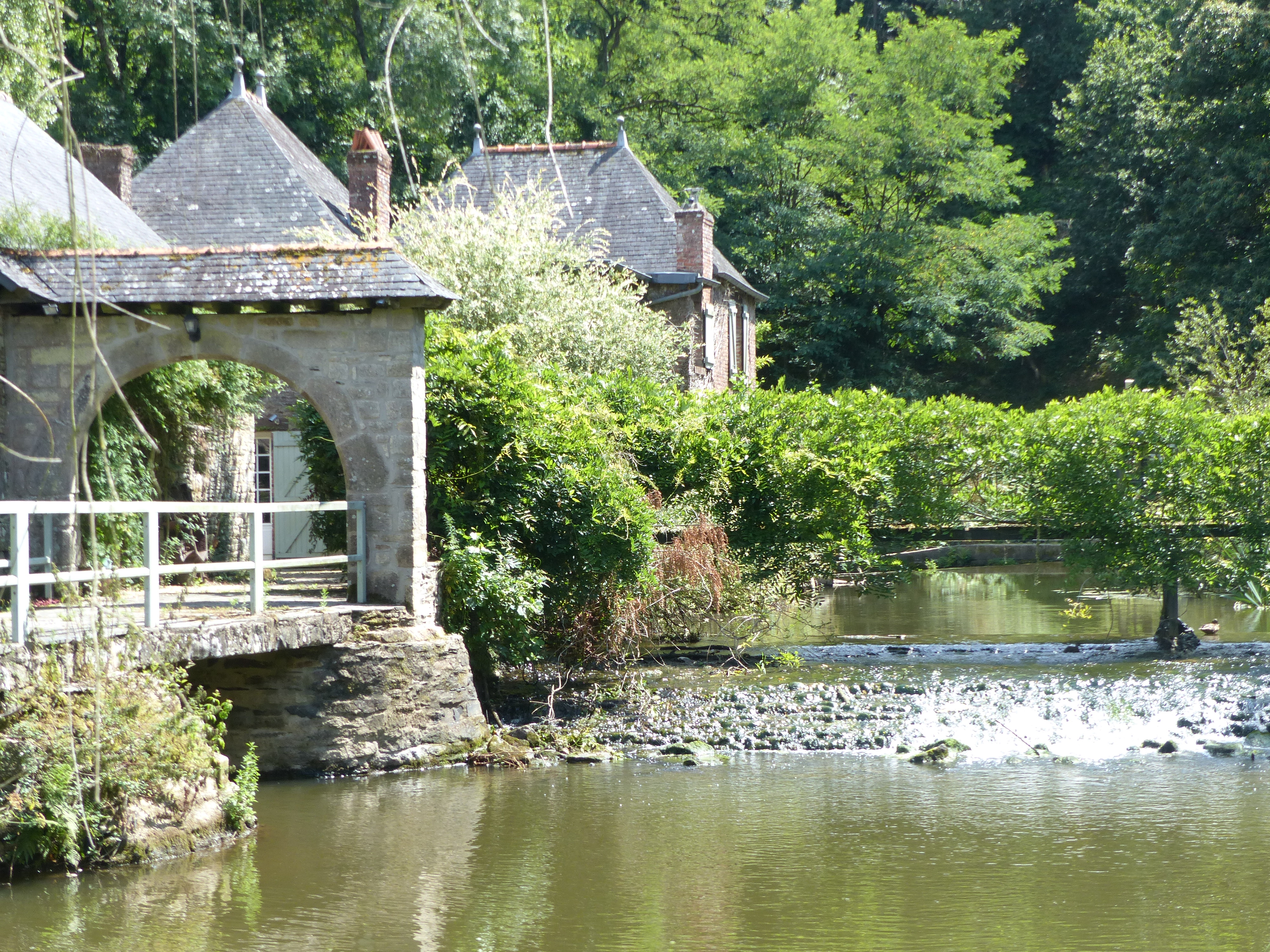
L'Oust au niveau du moulin de Beaufort.

### Hydrographie
Pour un article plus général, voir Réseau hydrographique du Morbihan.
La commune est située dans le bassin Loire-Bretagne. Elle est drainée par le canal de Nantes à Brest, l'Oust, le Crasseux et divers autres petits cours d'eau,.
Le canal de Nantes à Brest est un canal, chenal et un estuaire et un cours d'eau naturel navigable sur une grande partie de son cours, d'une longueur de 364 km, prend sa source dans la commune de Nort-sur-Erdre et se jette  dans la Loire à Nantes. 
L'Oust, d'une longueur de 145 km, prend sa source dans la commune de La Harmoye et se jette  dans la Vilaine à Rieux, après avoir traversé 46 communes. 
Le Crasseux, d'une longueur de 11 km, prend sa source dans la commune de Forges et se jette  dans le canal de Nantes à Brest sur la commune. 

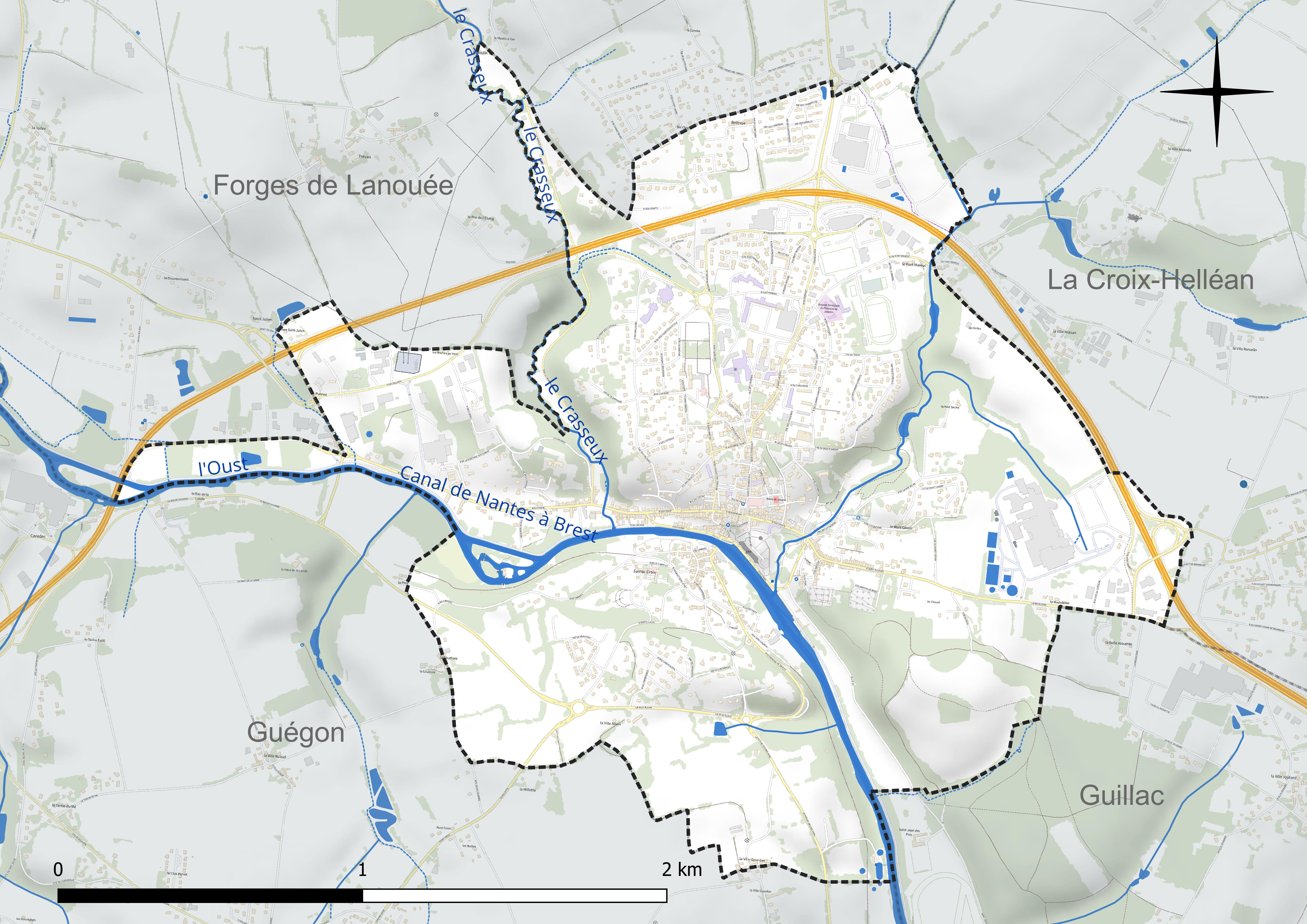
Réseau hydrographique de Josselin.

### Climat
Pour des articles plus généraux, voir Climat de la Bretagne et Climat du Morbihan.
En 2010, le climat de la commune est de type climat océanique franc, selon une étude du CNRS s'appuyant sur une série de données couvrant la période 1971-2000. En 2020, Météo-France publie une typologie des climats de la France métropolitaine dans laquelle la commune est exposée à un climat océanique et est dans la région climatique Bretagne orientale et méridionale, Pays nantais, Vendée, caractérisée par une faible pluviométrie en été et une bonne insolation. Parallèlement l'observatoire de l'environnement en Bretagne publie en 2020 un zonage climatique de la région Bretagne, s'appuyant sur des données de Météo-France de 2009. La commune est, selon ce zonage, dans la zone « Intérieur Est », avec des hivers frais, des étés chauds et des pluies modérées.
Pour la période 1971-2000, la température annuelle moyenne est de 11,3 °C, avec une amplitude thermique annuelle de 12,5 °C. Le cumul annuel moyen de précipitations est de 860 mm, avec 12,9 jours de précipitations en janvier et 6,6 jours en juillet. Pour la période 1991-2020, la température moyenne annuelle observée sur la station météorologique la plus proche, située sur la commune de Ploërmel à 12 km à vol d'oiseau, est de 12,0 °C et le cumul annuel moyen de précipitations est de 767,2 mm,. Pour l'avenir, les paramètres climatiques de la commune estimés pour 2050 selon différents scénarios d'émission de gaz à effet de serre sont consultables sur un site dédié publié par Météo-France en novembre 2022.

### Transports

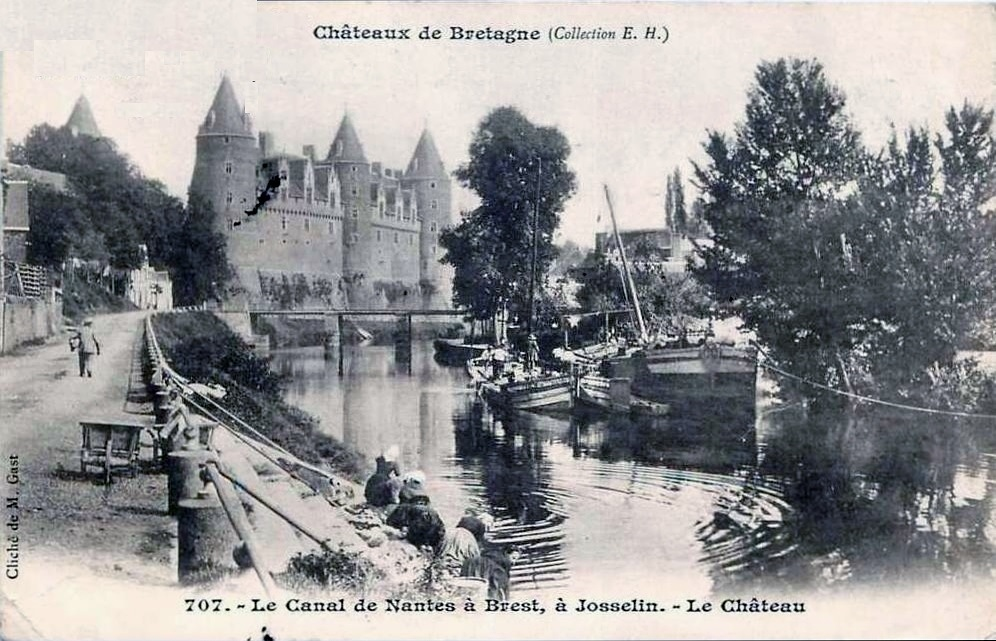
Le canal de Nantes à Brest au début du XXe siècle près du château de Josselin (carte postale, collection Émile Hamonic).

Le canal de Nantes à Brest (Oust canalisé) traverse la ville, passant dans sa partie sud. Deux écluses se trouvent sur le territoire de Josselin, dont celles de Josselin (écluse no 35), de Beaufort (écluse no 36) ; celle de Caradec (écluse no 37) se trouve proche de la limite ouest de la commune, mais sur le territoire de Lanouée. Le port fluvial de Josselin est une escale touristique ; on peut y accéder depuis Arzal, via Redon en remontant la Vilaine, puis l'Oust, ou depuis Lorient, via le Blavet, Pontivy et le canal de Nantes à Brest.

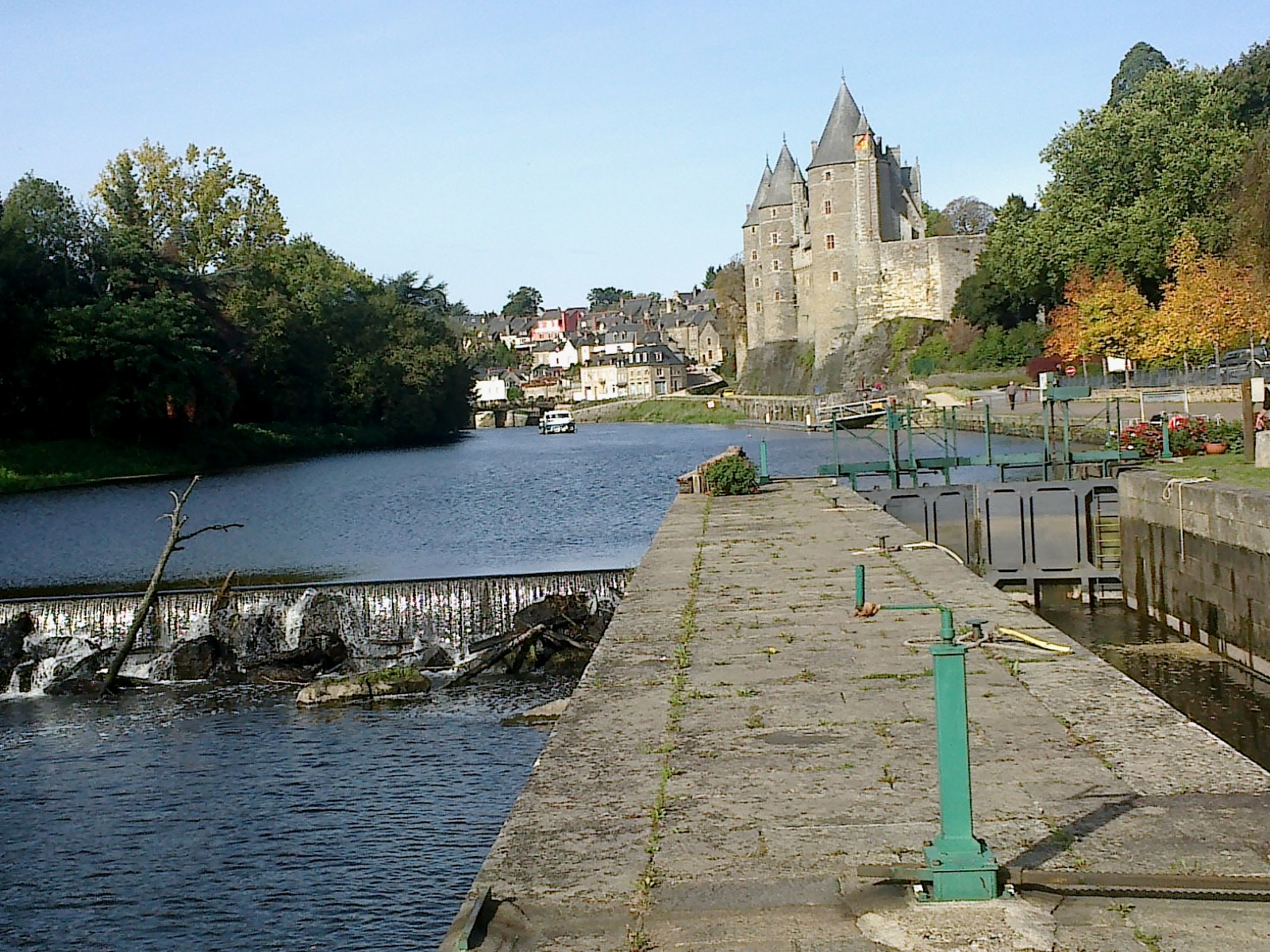
L'écluse de Josselin et le château.
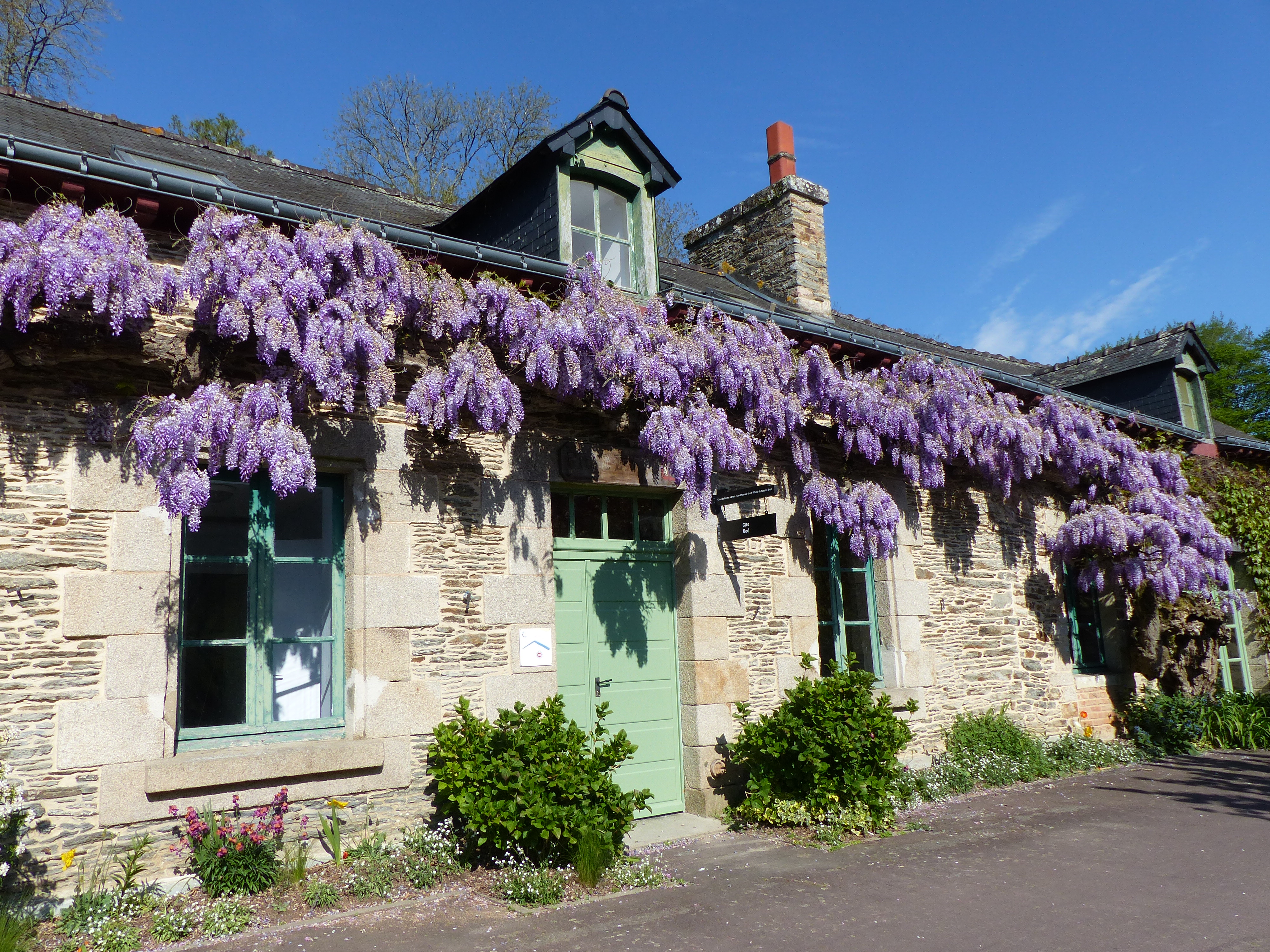
La maison éclusière de Josselin.
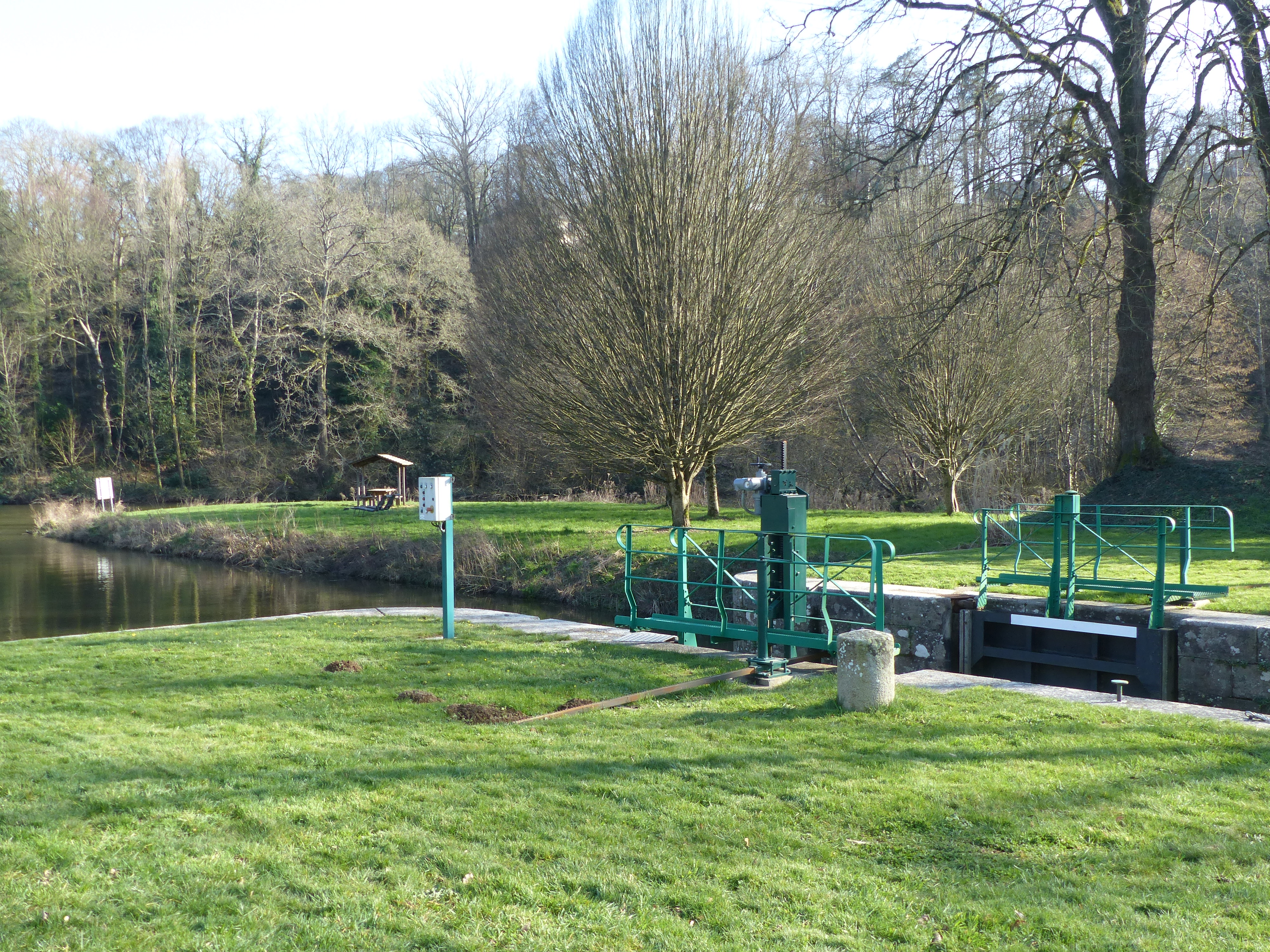
L'écluse de Beaufort.
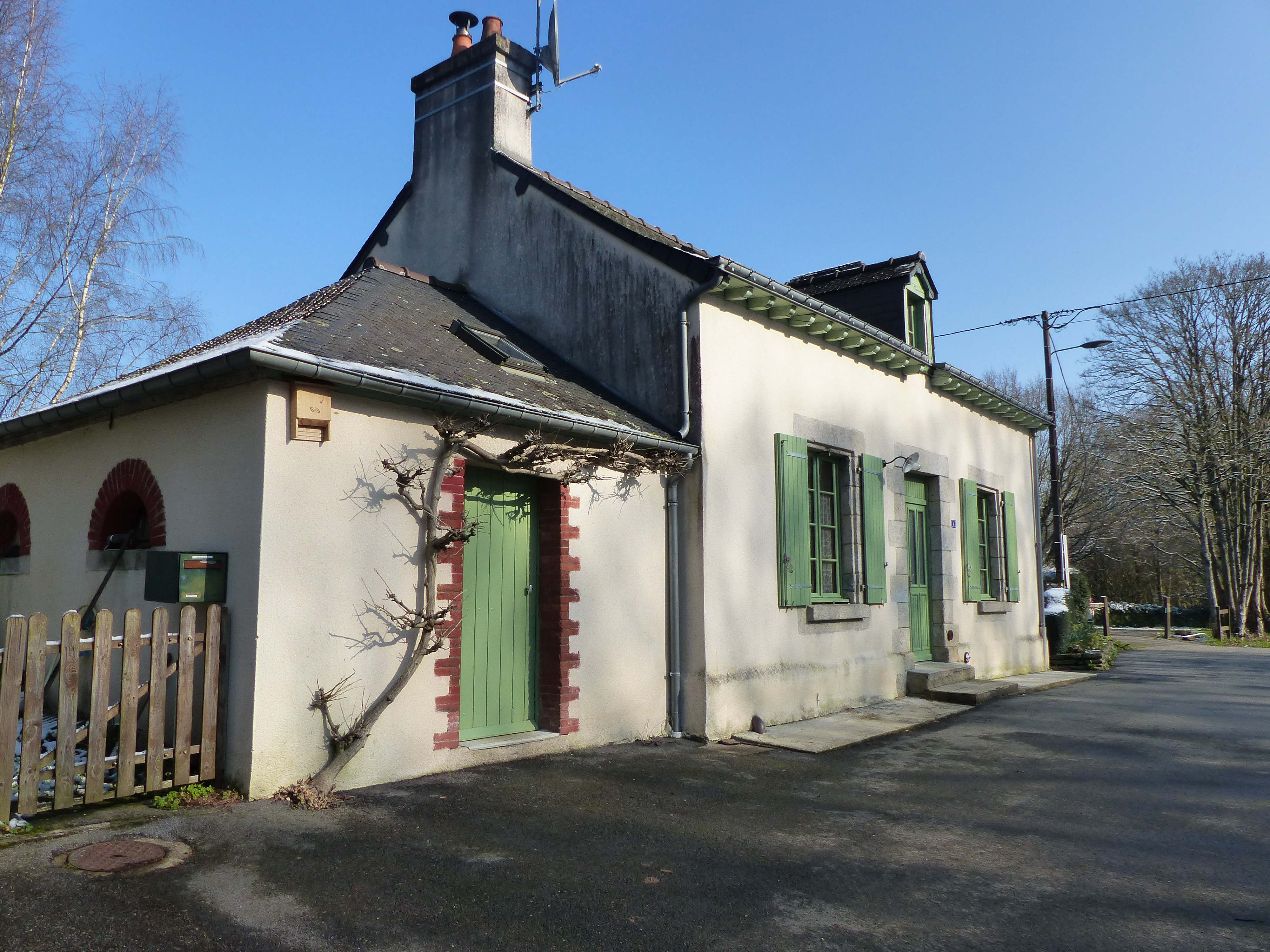
La maison éclusière de Beaufort.
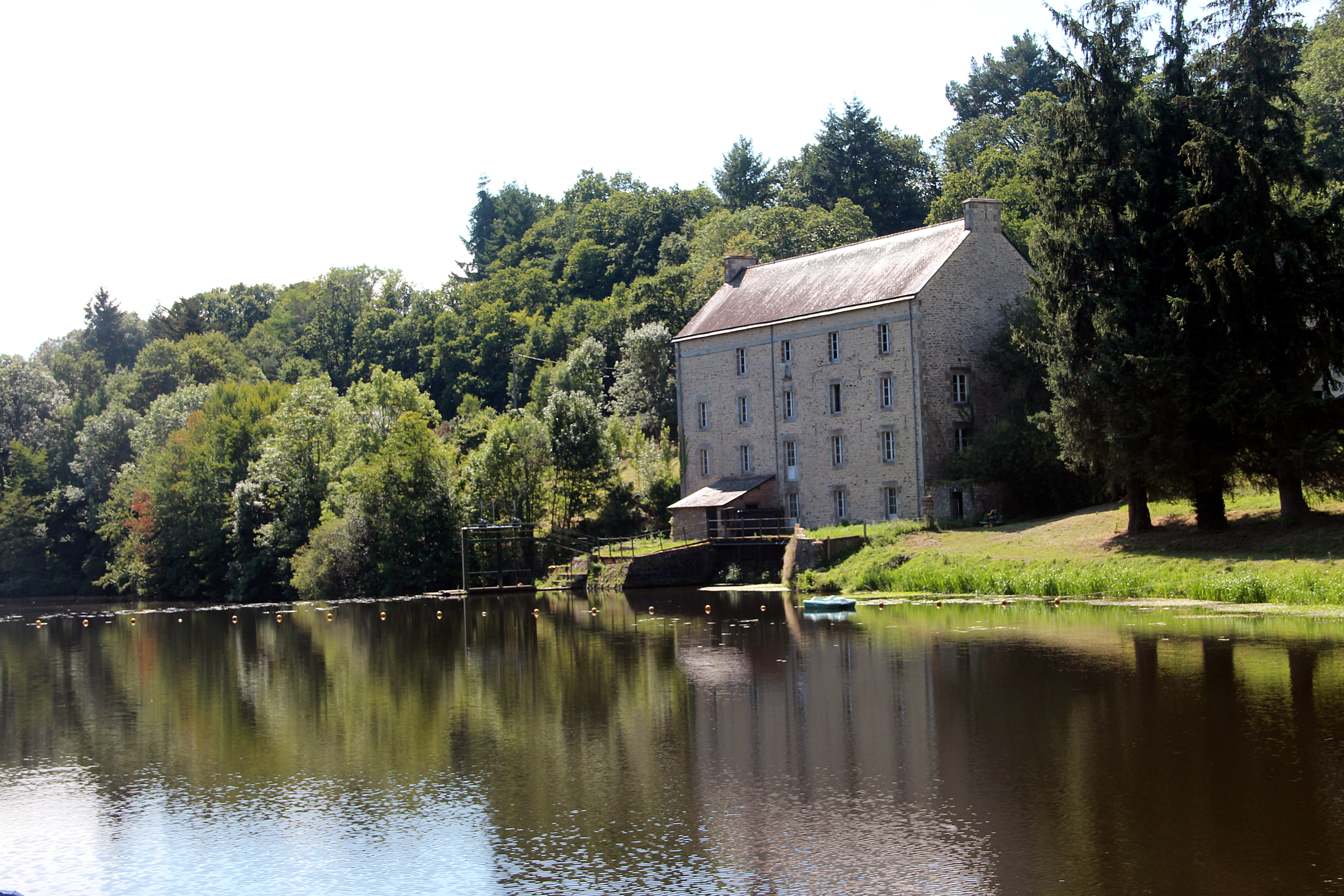
Le moulin (minoterie) de la Butte Saint-Laurent et le canal de Nantes à Brest.

Par voie routière, Josselin est desservie par la voie expresse RN 24 qui vient de Rennes, contourne la ville par le nord et continue en direction de Lorient ; trois échangeurs desservent Josselin : La Belle Alouette (Josselin-est), Josselin Nord (Josselin-centre) et La Rochette (Josselin-ouest). La ville est aussi traversée par la D 764 (en direction de Pontivy) et par la D 793 vers Mohon en direction du nord et la D 4 vers Val d'Oust en direction du sud-est.

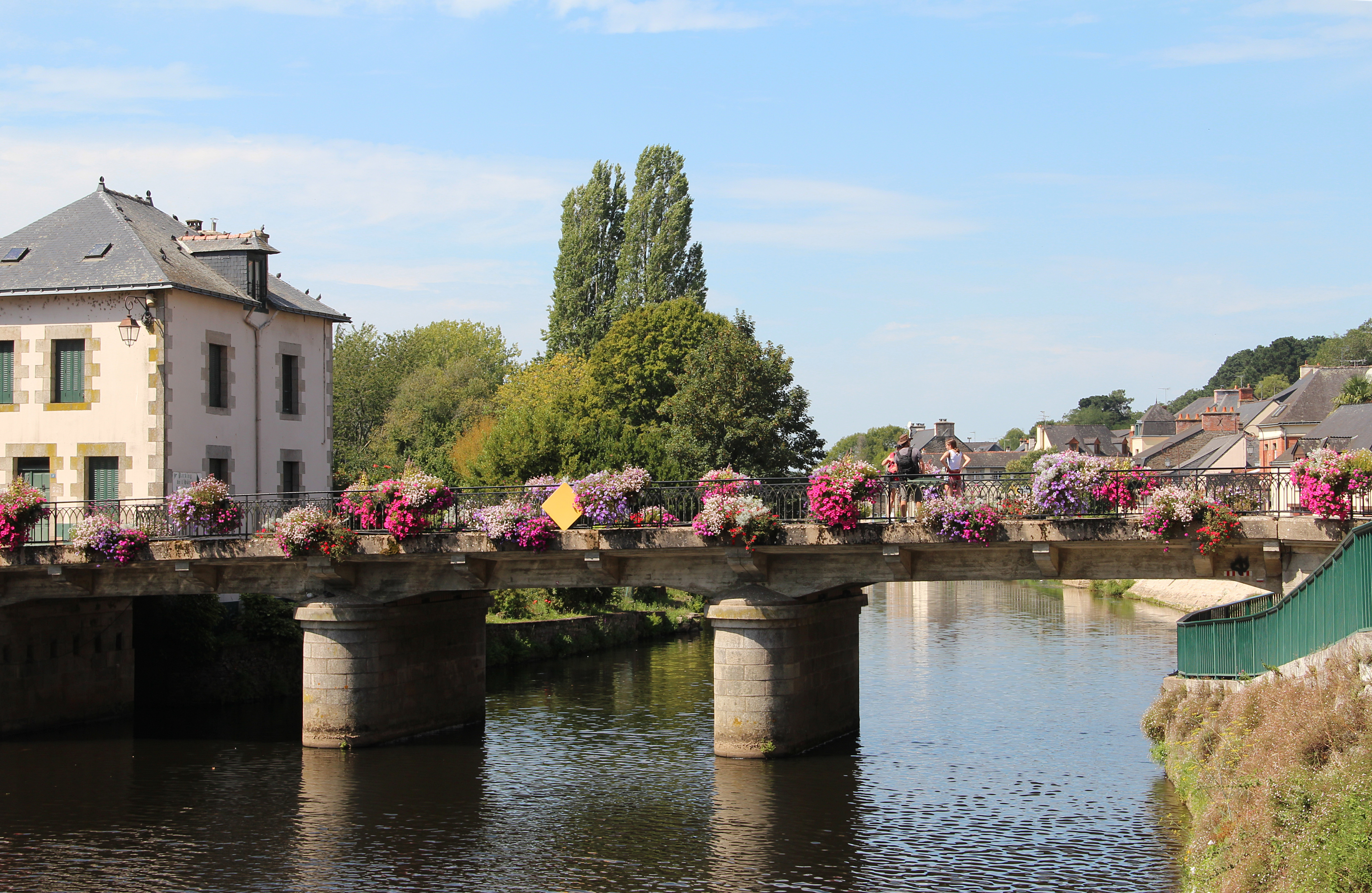
Le pont Sainte-Croix, sur l'Oust (canal de Nantes à Brest).
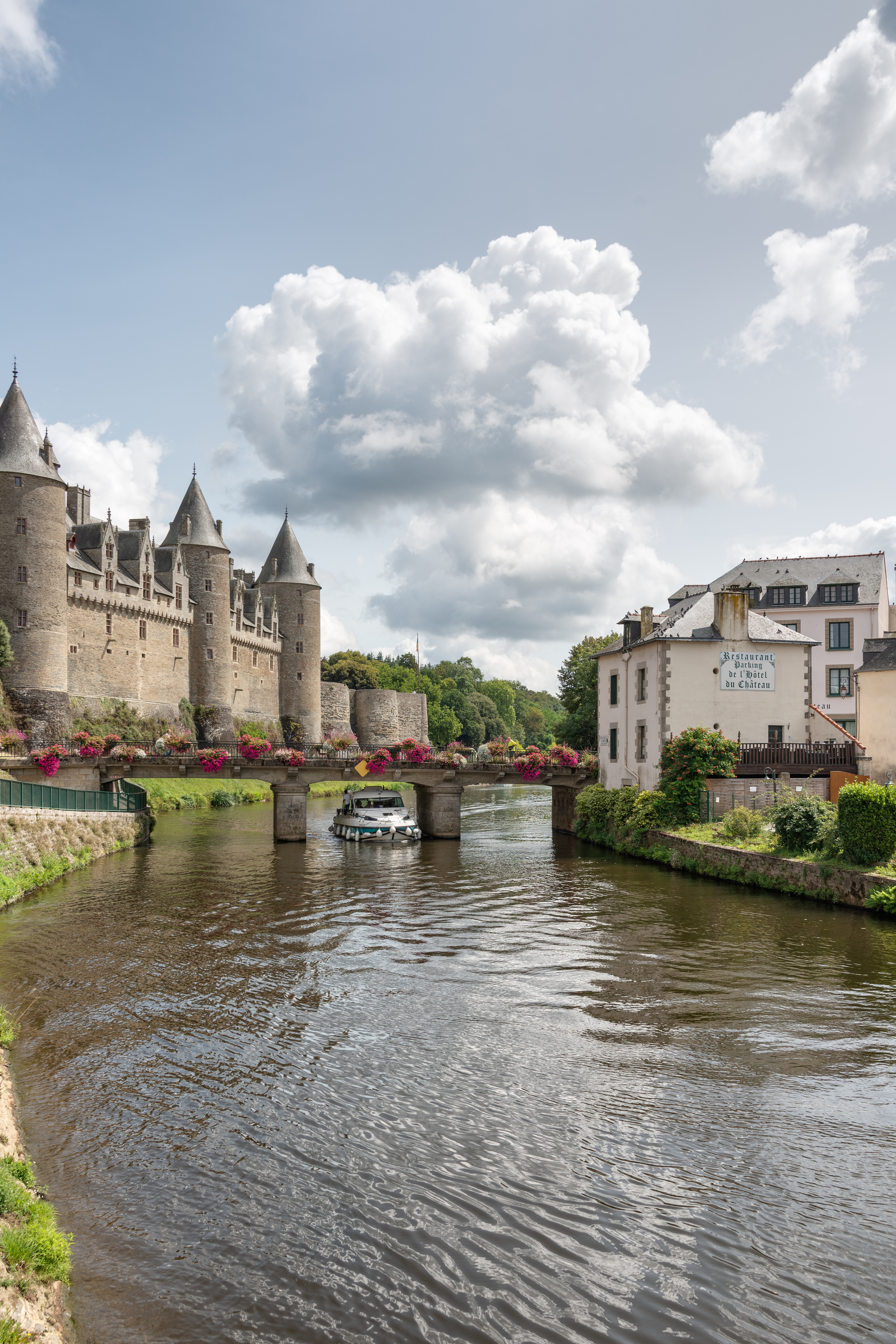
Le pont Sainte-Croix et le château.
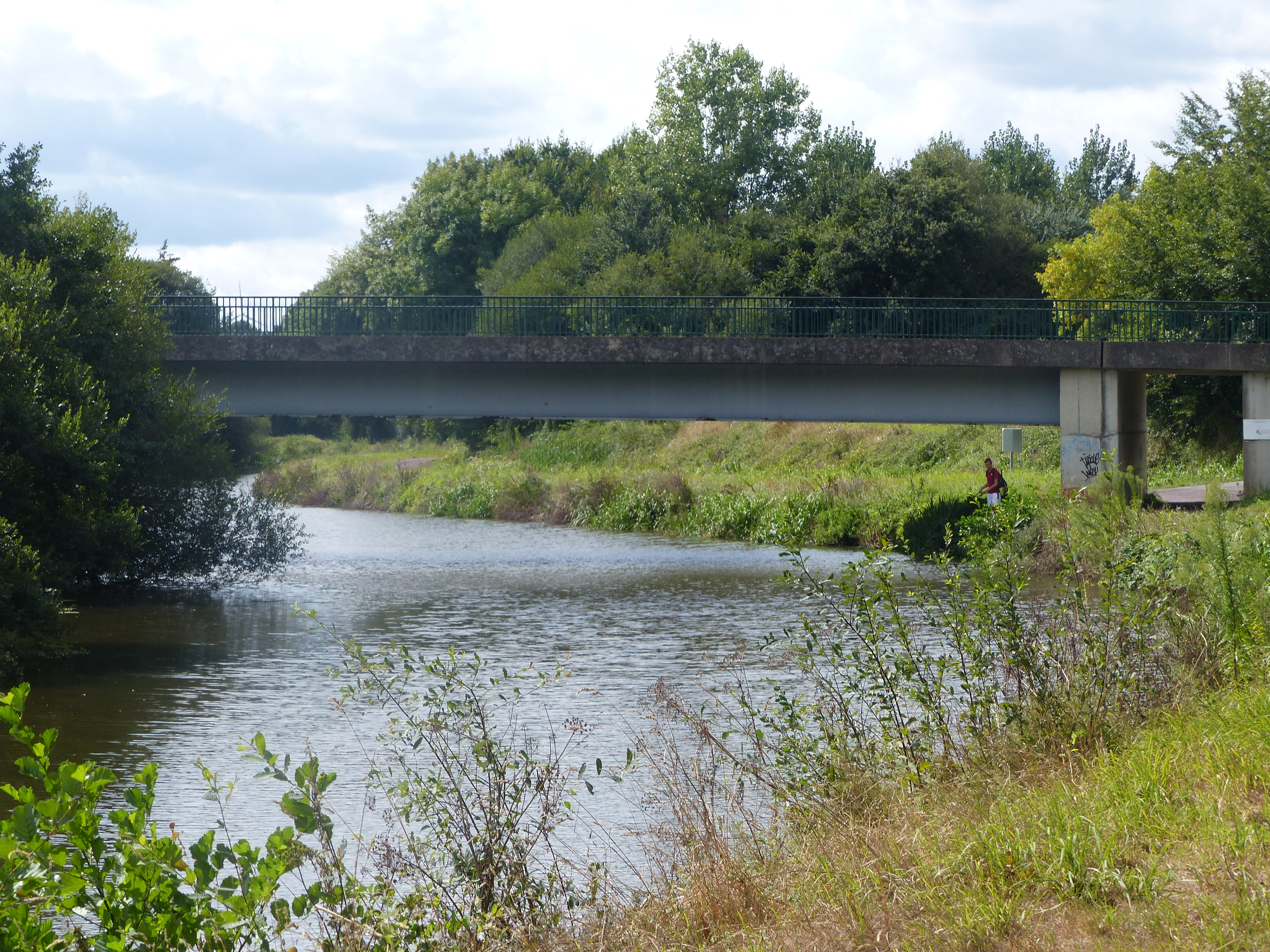
Le pont de la Rochette, sur l'Oust, entre Josselin et Guégon.

Josselin a été desservie par voie ferroviaire par la Compagnie des Chemins de fer du Morbihan, la ville se trouvant sur la ligne à voie métrique allant de Ploërmel à Pontivy via Moulin-Gilet (en Moréac) où un embranchement permettait de se diriger vers Locminé, puis Baud ou Vannes mais cette ligne, ouverte en 1902, ferma en 1947.

## Urbanisme

### Typologie
Au 1er janvier 2024, Josselin est catégorisée bourg rural, selon la nouvelle grille communale de densité à sept niveaux définie par l'Insee en 2022.
Elle appartient à l'unité urbaine de Josselin, une unité urbaine monocommunale constituant une ville isolée,. Par ailleurs la commune fait partie de l'aire d'attraction de Josselin, dont elle est la commune-centre,. Cette aire, qui regroupe 4 communes, est catégorisée dans les aires de moins de 50 000 habitants,.

### Occupation des sols
L'occupation des sols de la commune, telle qu'elle ressort de la base de données européenne d’occupation biophysique des sols Corine Land Cover (CLC), est marquée par l'importance des territoires artificialisés (61,1 % en 2018), en augmentation par rapport à 1990 (49,6 %). La répartition détaillée en 2018 est la suivante : zones urbanisées (47,8 %), zones agricoles hétérogènes (14,1 %), zones industrielles ou commerciales et réseaux de communication (13,3 %), terres arables (12,1 %), prairies (8,3 %), forêts (4,3 %). L'évolution de l'occupation des sols de la commune et de ses infrastructures peut être observée sur les différentes représentations cartographiques du territoire : la carte de Cassini (XVIIIe siècle), la carte d'état-major (1820-1866) et les cartes ou photos aériennes de l'IGN pour la période actuelle (1950 à aujourd'hui).

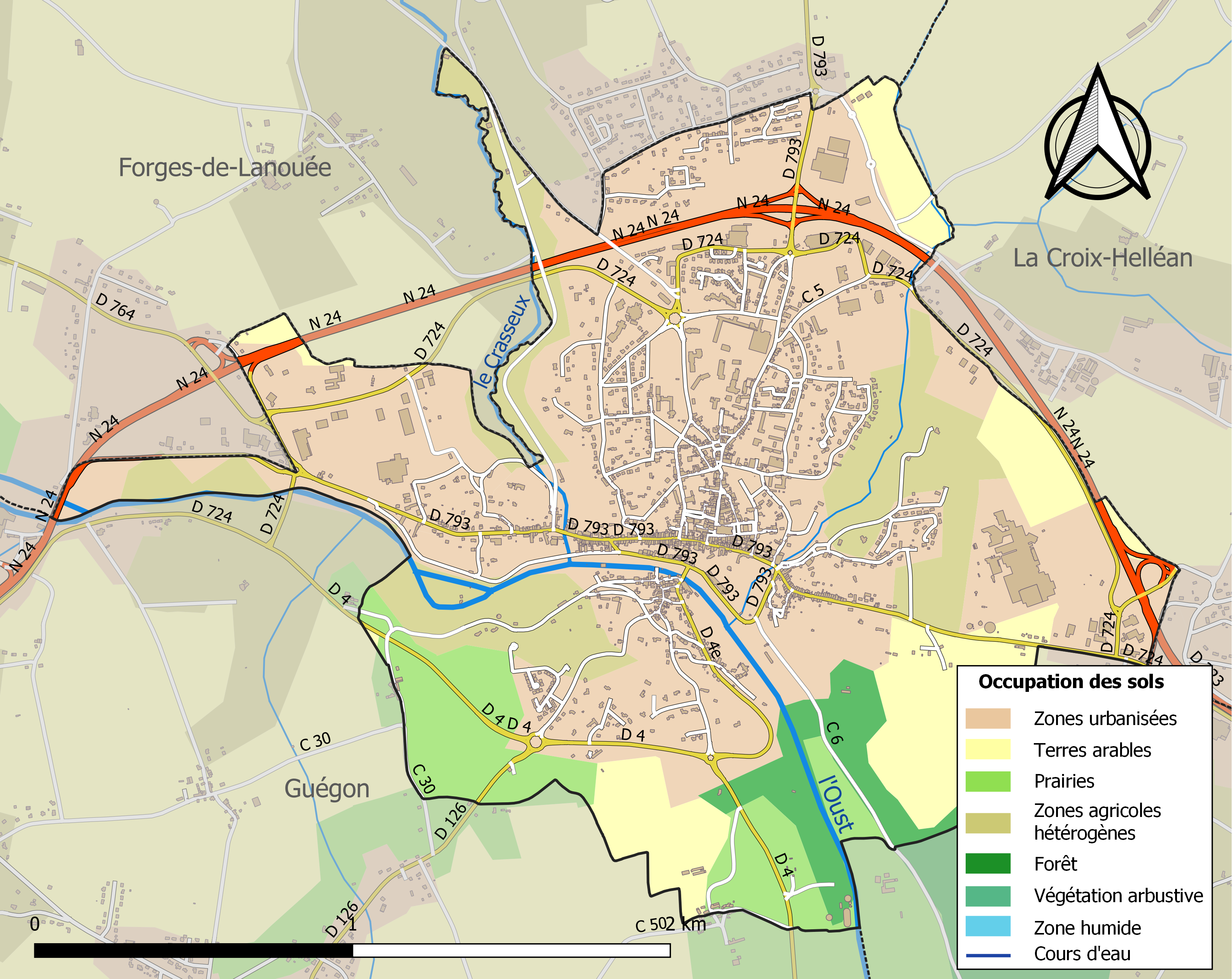
Carte des infrastructures et de l'occupation des sols de la commune en 2018 (CLC).
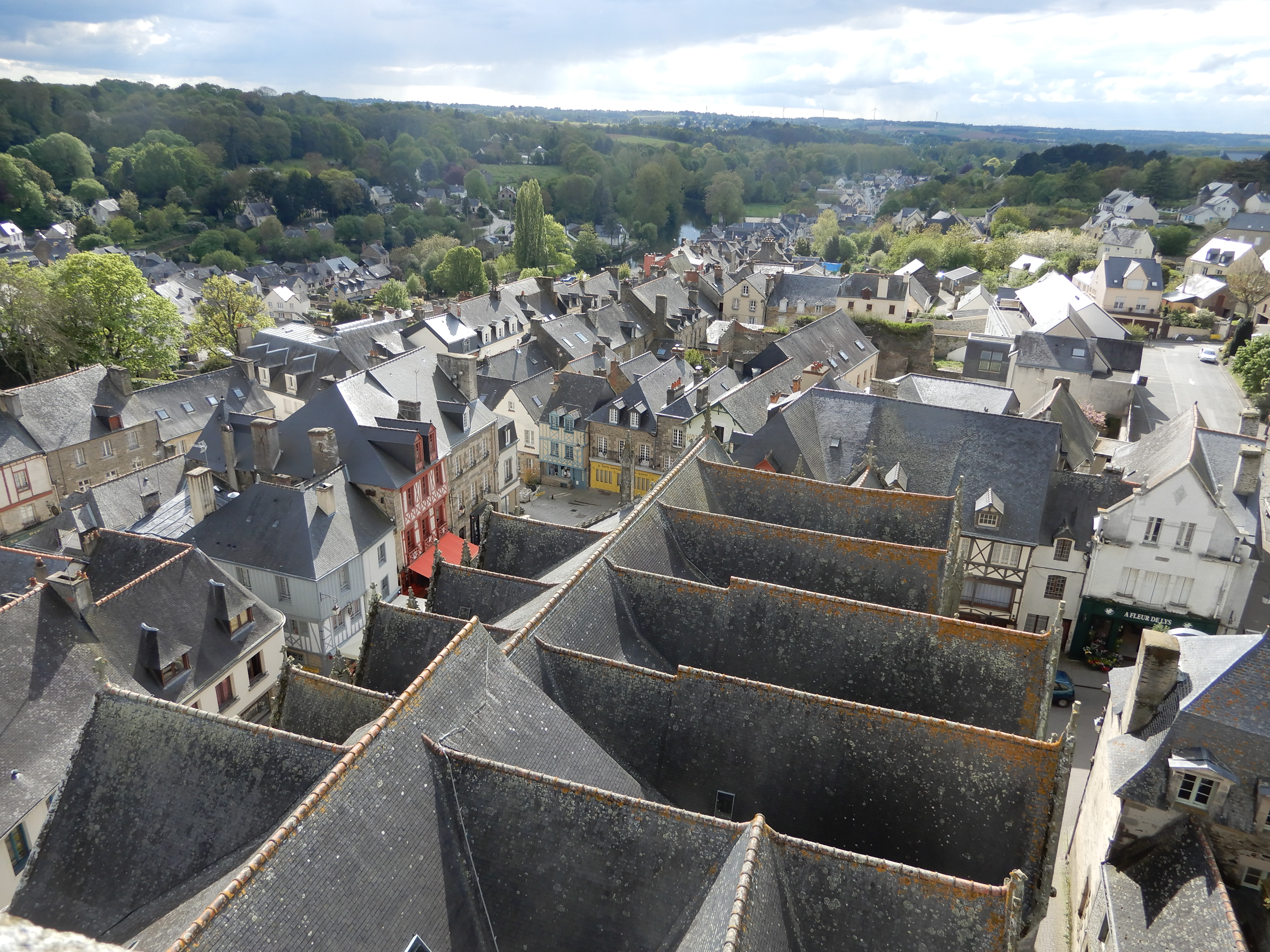
Josselin vue depuis le clocher de la basilique.

## Toponymie
Josselin doit son nom à Josselin de Porhoët, vicomte de Rennes et seigneur de Porhoët, bâtisseur du château. Son père, Guethenoc, en avait quant à lui édifié l'abbaye.
Les attestations anciennes sont Goscelinus castellum en 1066, Castrum et castellum de Goscelini en 1080, Castro et Castellanum Joscelini au XIe siècle, Castrum Guoscelini en 1129, Castri Iocelini en 1371, puis Jocelin en 1406, Jocelyn en 1453, Josselino en 1453 et enfin Gosselin en 1630.
Le nom en gallo de la commune est Jocelein, Jocelin ou Joczelein[réf. souhaitée], la forme Josilin, se fonde sur la phonétique française.

## Histoire

### Moyen Âge et Renaissance

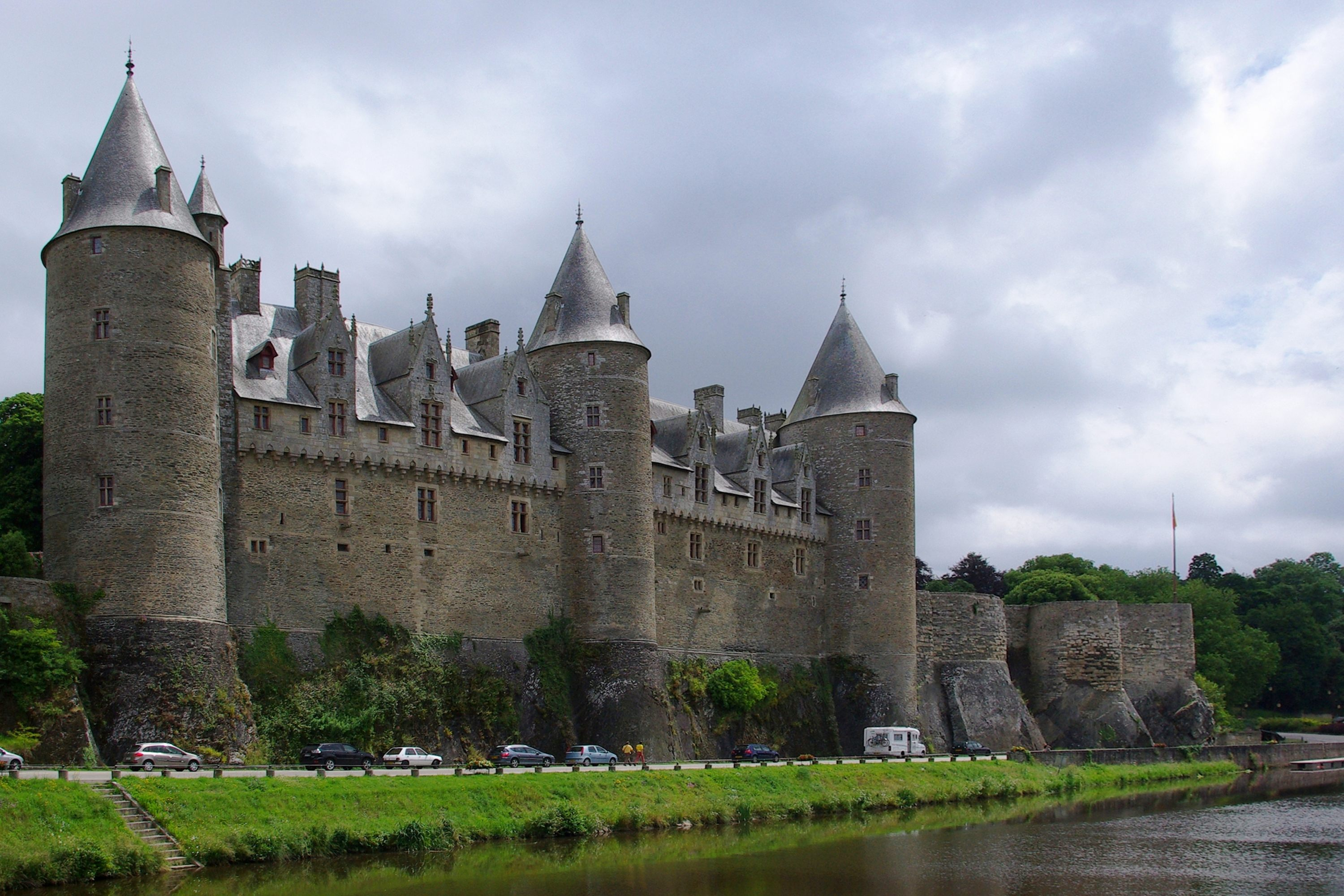
Le château vu des quais de l'Oust.

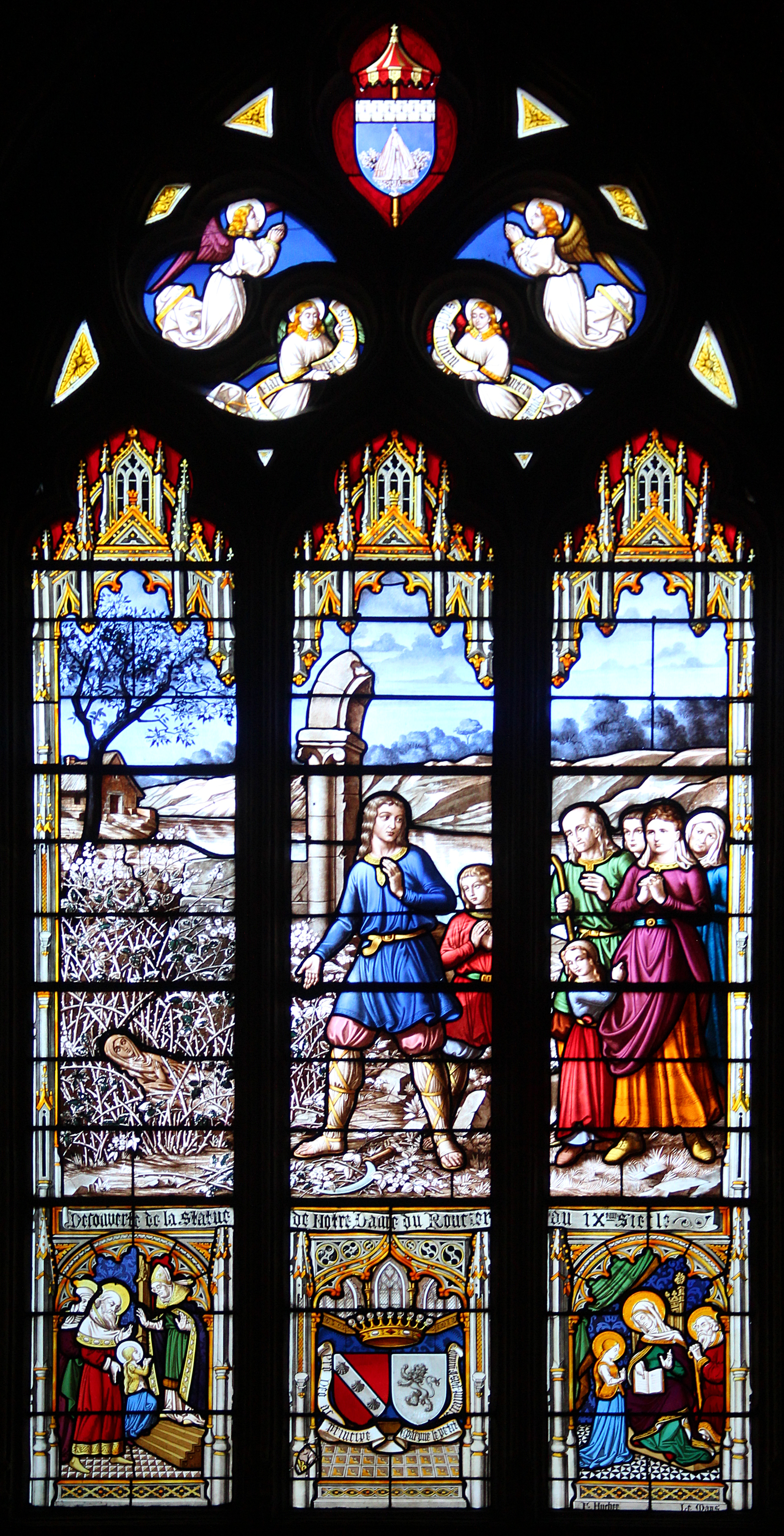
La découverte de la statue de Notre-Dame du Roncier (vitrail de la basilique Notre-Dame du Roncier).

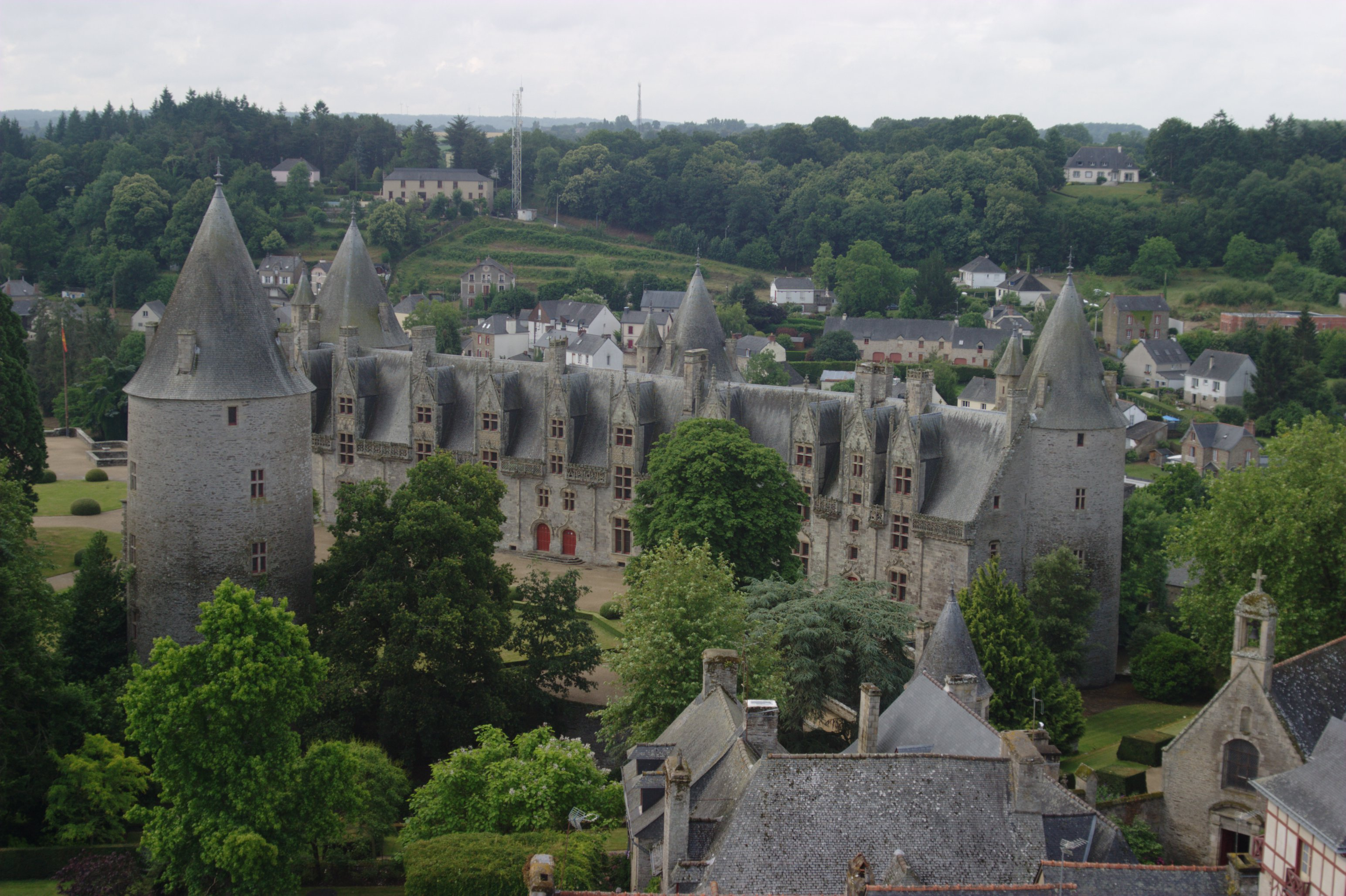
Château de Josselin vu depuis le clocher de la basilique.

Josselin est une ville probablement créée aux alentours de l'an mil par Guethenoc, vicomte de Porhoët, bien qu'une voie gallo-romaine traversait déjà la ville pour faire la jonction avec les plus importantes cités gallo-romaines d’Armorique. Le vicomte de Porhoët aurait fait construire en ce lieu un premier château en bois vers l'an 1008 et qui sera détruit, comme la basilique et l'ensemble de la ville, par le roi Henri II Plantagenêt en 1168. Son fils Goscelinus, dit aussi Josselin de Porhoët, donne son nom à la nouvelle forteresse, Castellum Goscelini, d'où Château-Josselin puis Josselin, le bourg castral qui offre une relative sécurité.
Selon la légende, en 808, un laboureur découvre une statue de bois dans les ronces (Notre-Dame-du-Roncier) qui permit à sa fille, aveugle de naissance, de retrouver la vue. À la suite de ce miracle, une chapelle (les premiers documents la désignent sous le nom de « Notre-Dame du Château »), puis une église (dont il reste certains chapiteaux datant du XIIe siècle) et enfin une basilique sont construites à l'endroit de cette découverte.
Le 27 mars 1351 c'est dans l'église Notre-Dame que Beaumanoir et ses chevaliers vinrent prier la Madone avant d'engager le Combat des Trente qui se déroula à mi-chemin entre Josselin et Ploërmel lors de la guerre de Cent Ans. Dans cette église, reconstruite au XVe siècle par Marguerite de Rohan (veuve de Jean IV de Beaumanoir et remariée avec Olivier V de Clisson), devenue basilique au XIXe siècle, une fresque rappelle ce combat des Trente. Malgré la conversion des Rohan au protestantisme, cette église est sans conteste le premier lieu de pèlerinage de Bretagne méridionale jusqu'à la construction du sanctuaire de Sainte-Anne-d'Auray au XVIIe siècle.
Olivier V de Clisson (sa fille Béatrix de Clisson épouse Alain VIII de Rohan) acquiert la seigneurie en 1370 et fait construire une imposante citadelle munie de huit tours et d'un donjon haut de 90 mètres. Son arrière-petit-fils, Jean II de Rohan la transforme en un logis de style Renaissance remarquable notamment par sa façade de granit sculpté.
La pauvreté documentaire de cette période ne permet pas de bien saisir le rythme et les étapes de cet encellulement lié à la construction de ce château et au pardon de Notre-Dame du Roncier, mais il correspond à une entreprise des Rohan de défrichement, de concentration et de domination des hommes.
Grâce à une conjoncture économique favorable, au développement d'un espace géographique immédiat, aux moyens d'accès et de sécurité et à ses capacités d'accueil, la cité devient un centre commercial important. L'afflux de marchands et de paysans nécessite l'édification d'une cohue. Ville drapante renommée, elle a le privilège de députer aux états de Bretagne sous l'Ancien Régime.
En 1488 le duc François II fit démanteler le château, mais on le fortifia à nouveau en 1589 ; ce qui n'empêcha pas, lors des Guerres de la Ligue, les troupes de la Ligue de s'en emparer et le duc de Mercœur d'en faire une de ses principales places d'armes.

### Temps modernes
Bannis de Josselin en raison de leur conversion à la religion protestante (c'est la vicomtesse douairière de Rohan, Isabeau d'Albret, veuve de René Ier de Rohan et sœur du roi de Navarre Henri II, qui favorisa la propagation du calvinisme dans ses domaines en 1560), les Rohan perdent un temps leurs droits sur le fief de Josselin, mais Henri IV les leur restitue.
En 1629 Richelieu, qui menait une politique visant à assurer la suprématie du pouvoir royal au détriment des Grands, fit démanteler le donjon du château. La famille de Rohan, convertie au protestantisme sous l'influence de Marguerite de Navarre, sœur du roi François Ier, s'oppose au pouvoir royal. Pour punir Henri II de Rohan, le cardinal de Richelieu ordonne le démantèlement du château et fait démolir le donjon, ainsi que trois tours. Croisant le duc Henri de Rohan dans l'antichambre du roi, il lui dit victorieux : « Monsieur le duc, je viens de jeter une bonne boule dans votre jeu de quilles ! »

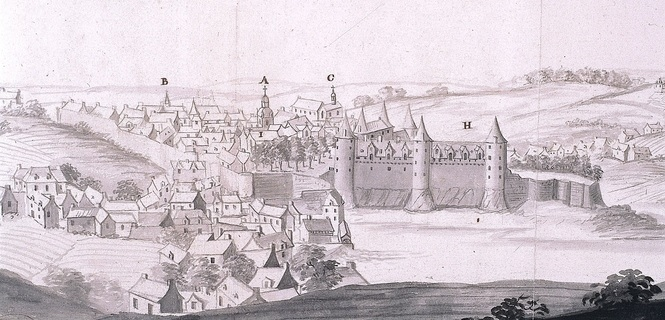
Les fortifications de Josselin vers 1750 (collection de Robien, Bibliothèque municipale de Rennes).

La ville qui était fortifiée depuis le XIe siècle, voit ses murailles reconstruites au gré des destructions dues aux attaques que subit la ville au cours des siècles. Ces fortifications qui tombaient en ruine sont finalement démolies dans la seconde partie du XVIIIe siècle.
On pénétrait dans Josselin par plusieurs portes :
- au nord par la porte Saint-Martin qui était également appelée porte de Haut. Elle donnait accès au faubourg Saint-Martin par un pont dormant enjambant les douves. Elle était flanquée de deux tourelles, appelées casemates, qui étaient couvertes d'ardoises et sa voûte abritait en temps de paix de petites boutiques ;
- à l'est, la porte Saint-Nicolas qui donnait accès au faubourg Saint-Nicolas. Cette porte est détruite, en 1777, afin d'élargir la route reliant Ploërmel à Pontivy ;
- à l'ouest, la porte du Lion qui conduisait au faubourg de Glatinier ou étaient regroupés un grand nombre d'artisans drapiers. Les riches marchands de toile du Pays de Léon séjournaient à Josselin et y envoyaient leurs enfants apprendre le commerce et la langue française. Le nom de porte du Léon transformé au fil du temps en porte du Lion vient probablement de cette présence et du titre de prince de Léon que portait le duc de Rohan.

Un couvent des Ursulines est fondé en 1646.

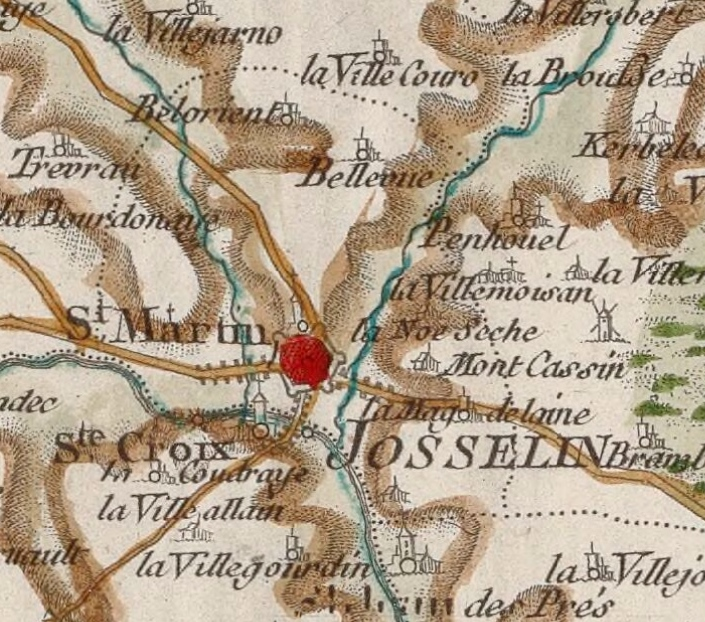
Carte de Cassini de Josselin (1789).

Jean-Baptiste Ogée écrit en 1778 que Josselin compte alors 3 500 habitants et quatre paroisses : Notre-Dame, Sainte-Croix, Saint-Martin et Saint-Nicolas. Il précise aussi que la cure de Notre-Dame est à l'alternative, celles de Saint-Martin et Saint-Nicolas présentées par l'évêque et que Sainte-Croix est un prieuré desservi par un prêtre séculier à portion congrue et qu'on trouve à Josselin, les abbayes de chanoines réguliers (en plus l'abbaye de Saint-Jean-des-Prés se trouvait à proximité, mais sur le territoire de la paroisse de Guillac), de bénédictines, les couvents des Carmes et des Ursulines, un hôpital, une communauté de ville avec droit de député aux États de Bretagne, une subdélégation, une brigade de maréchaussée, deux postes, l'une aux lettres, l'autre aux chevaux et un marché tous les samedis ». Il narre aussi de manière détaillée l'histoire de Josselin.

### Révolution française
Josselin est chef-lieu du district de Josselin de 1790 à 1795, où siégeait une commission militaire révolutionnaire.
L'église Notre-Dame du Roncier est pillée et la statue miraculeuse livrée aux flammes lors de la Terreur ; quelques fragments de la statue furent sauvés.
En mai 1795, une bande de Chouans conduite par de Boulainvilliers coupa les Arbres de la liberté dans les paroisses autour de Montfort, Josselin et Ploërmel. Le 16 juillet 1795 une troupe d'insurgés, vêtue de rouge, forte de 100 à 150 hommes, fit le siège de Josselin ; la ville n'était plus guère fortifiée, mais ses portes tenaient encore debout et ses murs d'enceinte, vieux et branlante, étaient encore continus ; les Chouans, au nombre probablement de 4 500 environ, commandés par le Chevalier de Tinténiac, s'emparèrent des faubourgs Saint-Nicolas et Saint-Martin, les pillant et incendiant quelques maisons ; mais la garnison défendant la ville, aidée par des colonnes de secours venues de Ploërmel et Loudéac parvint finalement à les repousser ; les combats auraient fait 6 morts et 15 blessés graves dans les rangs des « Bleus » et 8 morts et 7 « charretées » de blessés chez les « Rouges », lesquels furent soignés dans des hôpitaux improvisés, notamment au château de Kerguéhennec.

### Les aboyeuses de Josselin

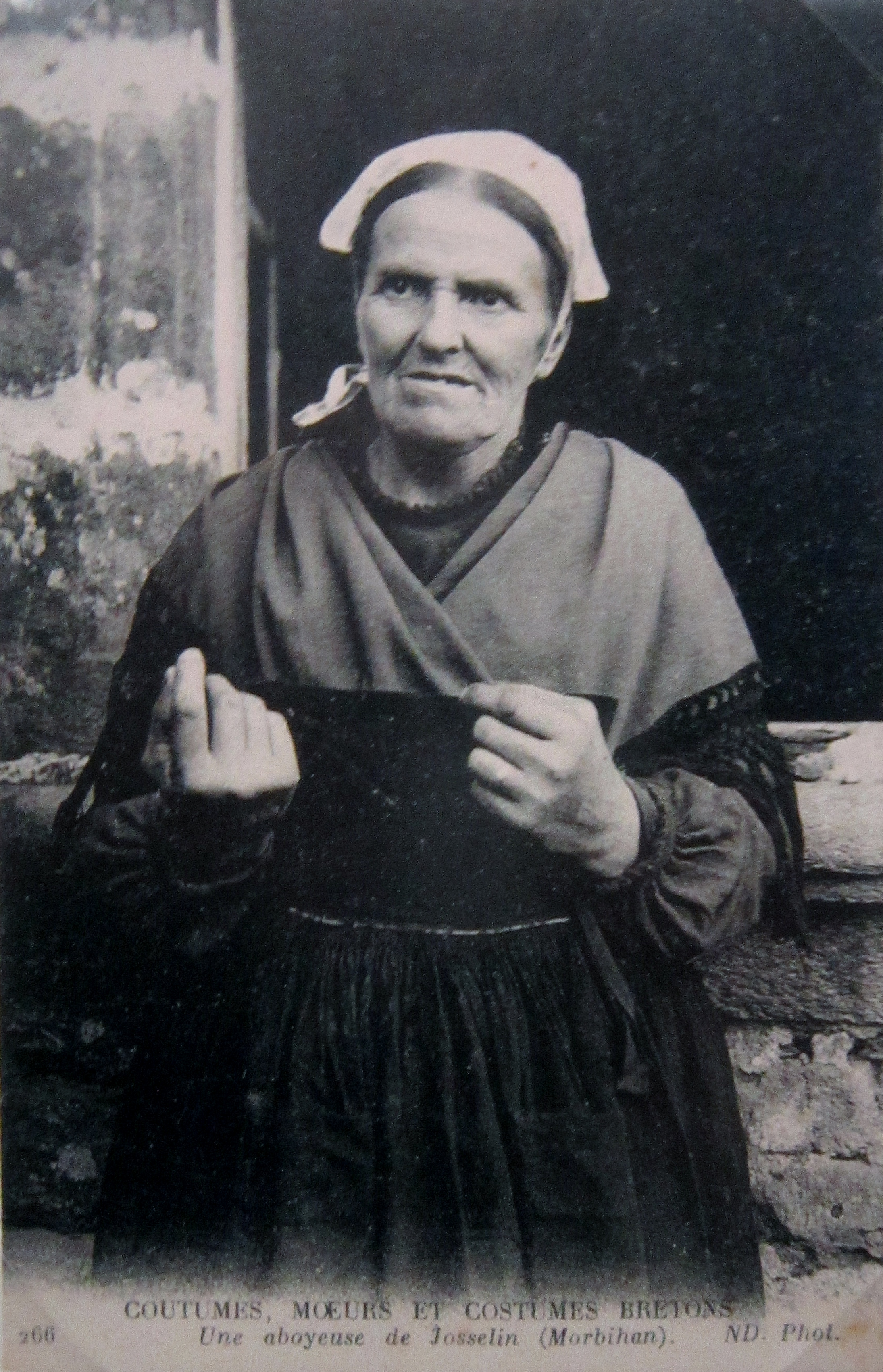
Une « aboyeuse » de Josselin (carte postale ND Photo, avant 1918).

Les aboyeuses de Josselin étaient des femmes qui entraient en transe lors du pèlerinage de Notre-Dame du Roncier à Josselin. Les sons rauques, animaux, semblables à des aboiements, qu'elles produisaient pendant leur crise sont à l'origine de cette appellation.
Selon la légende, en 808, un paysan découvrit une statue de la Vierge dans un champ de ronces, près de Josselin. La statue aurait provoqué la guérison de sa fille, puis d'autres personnes. Notre-Dame du Roncier devint vite célèbre et fut richement dotée dès le Moyen Âge par les seigneurs du Porhoët, puis par les Rohan ; au XVIIe siècle, le pèlerinage attire des milliers de pèlerins le jour de la Pentecôte. En 1728, des enfants de Camors, victimes d'un mal étrange (ils crient en aboyant comme des chiens) sont guéris, puis d'autres personnes, des femmes principalement (« en proie à de curieuses crises de folie, la bouche écumant, les yeux à demi-fermés, émettant des râles ressemblant à des aboiements de chien »), d'où le nom de « pardon des aboyeuses ». Ce mal non identifié par la médecine subsiste jusque vers 1950.
Ce phénomène, parfois vu comme un mouvement d'hystérie collective, est étayé par de nombreux témoignages, de 1728 à 1953. Notre-Dame du Roncier était jadis invoquée contre les crises d'épilepsie. De nos jours, le « pardon des aboyeuses » reste fréquenté, mais les autorités religieuses l'ont déplacé au 8 septembre.

### LeXIXesiècle
Bonaparte, alors Premier Consul, demande le 15 prairial an XI (4 juin 1803 à son ministre de la justice Régnier de demander des renseignements sur les maires et curés de Josselin et des communes voisines, « ainsi que sur la situation de l'esprit public de ces communes et ceux des habitants qui pourraient être soupçonnés » de correspondre avec Georges Cadoudal.

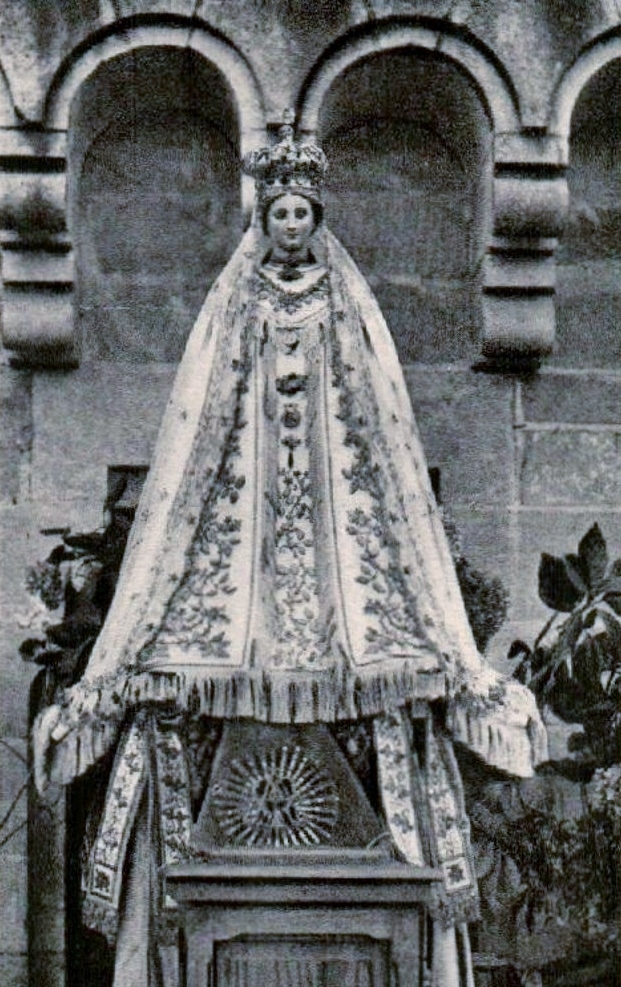
La statue (refaite) de Notre-Dame du Roncier.

Au XIXe siècle, deux curés s'efforcent de ressusciter le pèlerinage, tombé en désuétude depuis la Révolution française : Maingu fit couronner le 8 septembre 1868 sous le pontificat de Pie IX la statue (refaite) de Notre-Dame du Roncier et Louis Simon obtint le 12 avril 1891 du pape Léon XIII un bref d'érection de l'église en basilique mineure.
A. Marteville et P. Varin, continuateurs d'Ogée, indiquent en 1843 que la commune est « formée des quatre anciennes paroisses de Josselin » ; pour une superficie totale de 454 ha, les terres labourables occupaient 231 ha, les prés et pâturages 72 ha, les bois 7 ha, les vergers et jardins 36 ha, les landes et incultes 31 ha et la superficie bâtie 10 ha ; deux moulins à eau Beaufort et Craneuc (l'inventaire du patrimoine culturel breton a recensé 7 moulins à eau et un à vent ayant existé à un moment ou à un autre sur le territoire de Josselin). Ils écrivent aussi que « Josselin a perdu sous le rapport de l'industrie ; comme toute la Bretagne, il a été laissé de côté par les nouvelles inventions ; cependant il y existe encore des tanneries, des moulins à tan, quelques fabriques de gros draps et de chandelles. Ces fabriques ont des débouchés dans toute la Basse Bretagne et précisent aussi qu'il y a foire le dernier samedi de chaque mois et grande foire la veille de la Pentecôte.

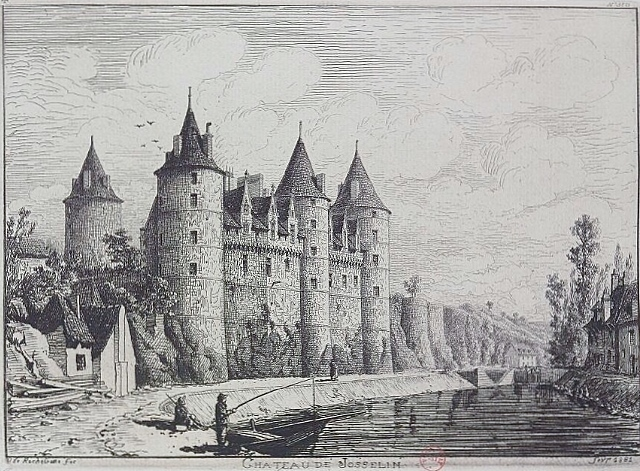
Le château de Josselin en 1881 (eau-forte de Victor de Rochebrune).
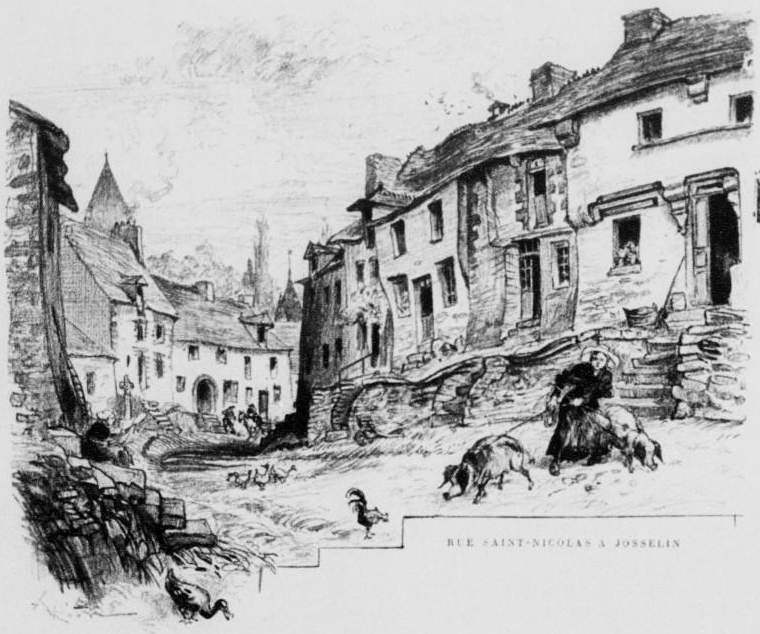
La rue Saint-Nicolas à Josselin vers 1900 (lithographie d'Albert Robida).

L'hôpital-hospice de Josselin était tenu par les Sœurs de la Sagesse. En 1885, sœur Saint-Fortunat en fut nommée directrice et le resta au moins jusqu'en 1910, date à laquelle est fut décorée de la Médaille de l'Assistance en raison de son zèle et de son dévouement pendant toutes ces années au chevet des malades.

### LeXXesiècle

#### La Belle Époque
Une épidémie de scarlatine se produit à Josselin fin mai 1900.
Le pardon de Notre-Dame du Roncier attirait de nombreux pèlerins : par exemple l'assistance à celui du 8 septembre 1900, présidé par l'évêque de Vannes, Amédée Latieule, est évaluée à plus de 10 000 personnes. « À la procession de l'après-midi, on remarquait au premier rang M. le duc de Rohan, maire, accompagné de ses adjoints. La décoration des rues de Josselin était splendide. Le soir, les illuminations étaient magnifiques ».

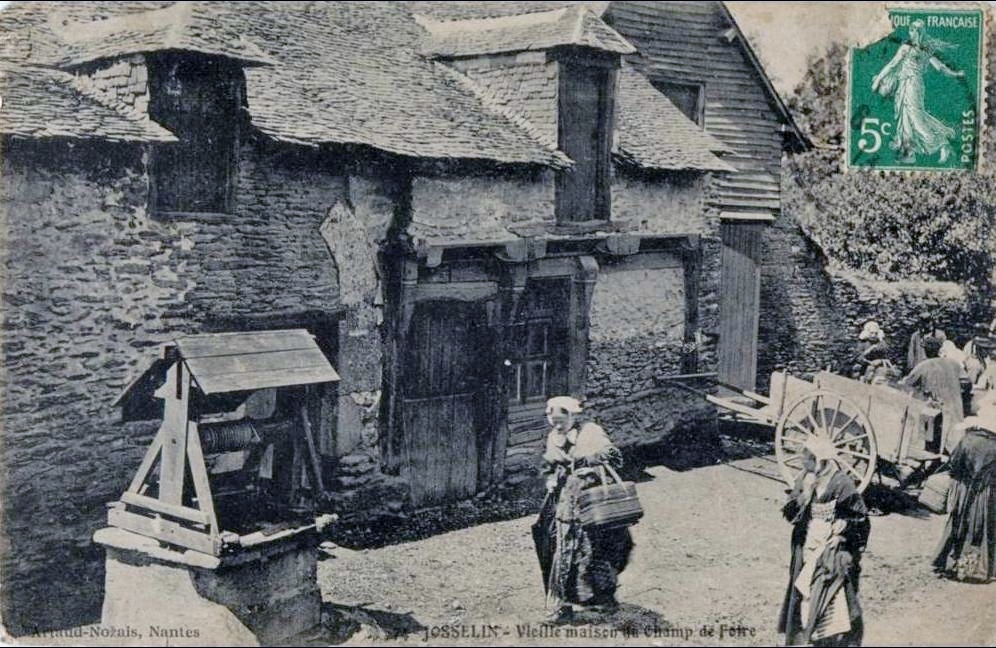
Josselin : vieille maison du champ de foire au début du XXe siècle (carte postale).
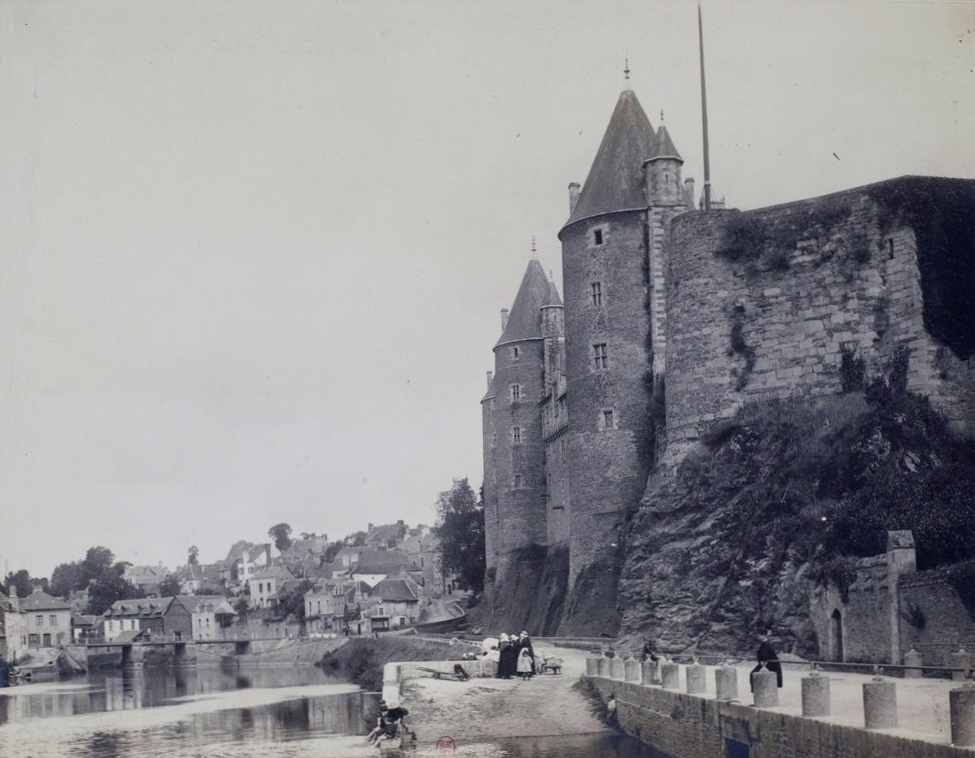
Le château de Josselin et la rive de l'Oust vers 1905 (Voyage en Bretagne, auteur anonyme).
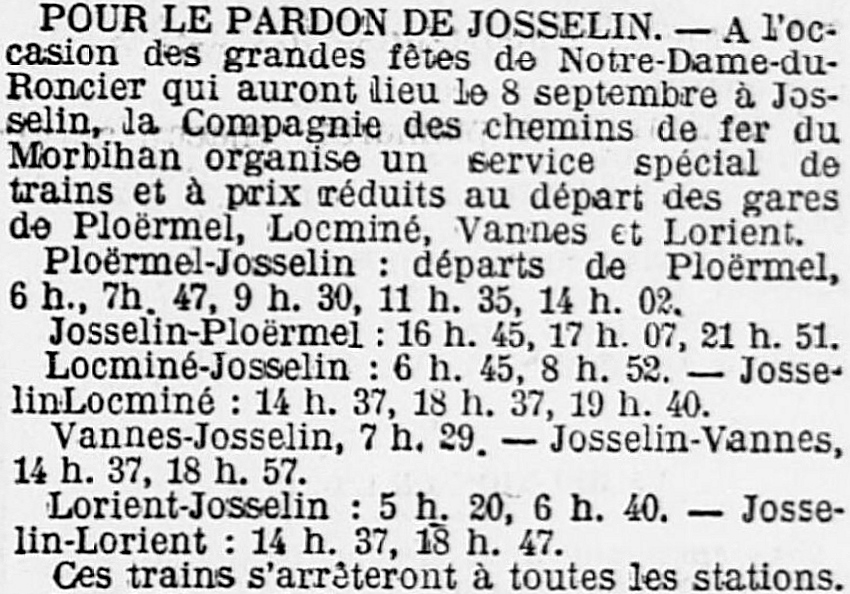
La desserte en trains pour le pardon de Josselin du 8 septembre 1912 (journal L'Ouest-Éclair).

En 1908, la construction d'un abattoir municipal est demandée car les abattoirs privés de certains bouchers sont « de véritables cloaques infectant leur quartier. (...) La santé des habitants l'exige et leur intérêt aussi de toute façon. Car si Josselin attire tant de touristes chaque année, si bon nombre de retraités y élisent domicile pour leurs vieux jours, ce n'est pas précisément la propreté qui les y engage ».
En 1905, 14 religieuses de l'établissement de Josselin des Filles de la Sagesse furent poursuivies devant les tribunaux pour « infraction à la loi sur les congrégations » car elles continuaient à vivre en commun, mais elles furent finalement acquittées.

#### La Première Guerre mondiale
Le monument aux morts de Josselin porte les noms de 104 soldats morts pour la France pendant la Première Guerre mondiale ; parmi eux 2 (Eugène Bouix et François Layeux) sont morts en Belgique dès 1914 ; Henri Guillois et Louis Martin sont morts de maladie alors qu'ils étaient en captivité en Allemagne ; tous les autres sont morts sur le sol français, huit d'entre eux (Henri Allain, Frédéric Billy, Armand Brajeul, Joseph Grandvalet, Lucien Le Coq, Georges Le Gall, Emmanuel Nouvel, Georges Philippe) ayant été décorés à la fois de la Médaille militaire et de la Croix de guerre et deux (Josselin de Rohan-Chabot, député, et Alain Jamyot de la Haye) de la Légion d'honneur et de la Croix de guerre ; Alphonse Bernalin a été fait officier de la Légion d'honneur.

#### L'Entre-deux-guerres

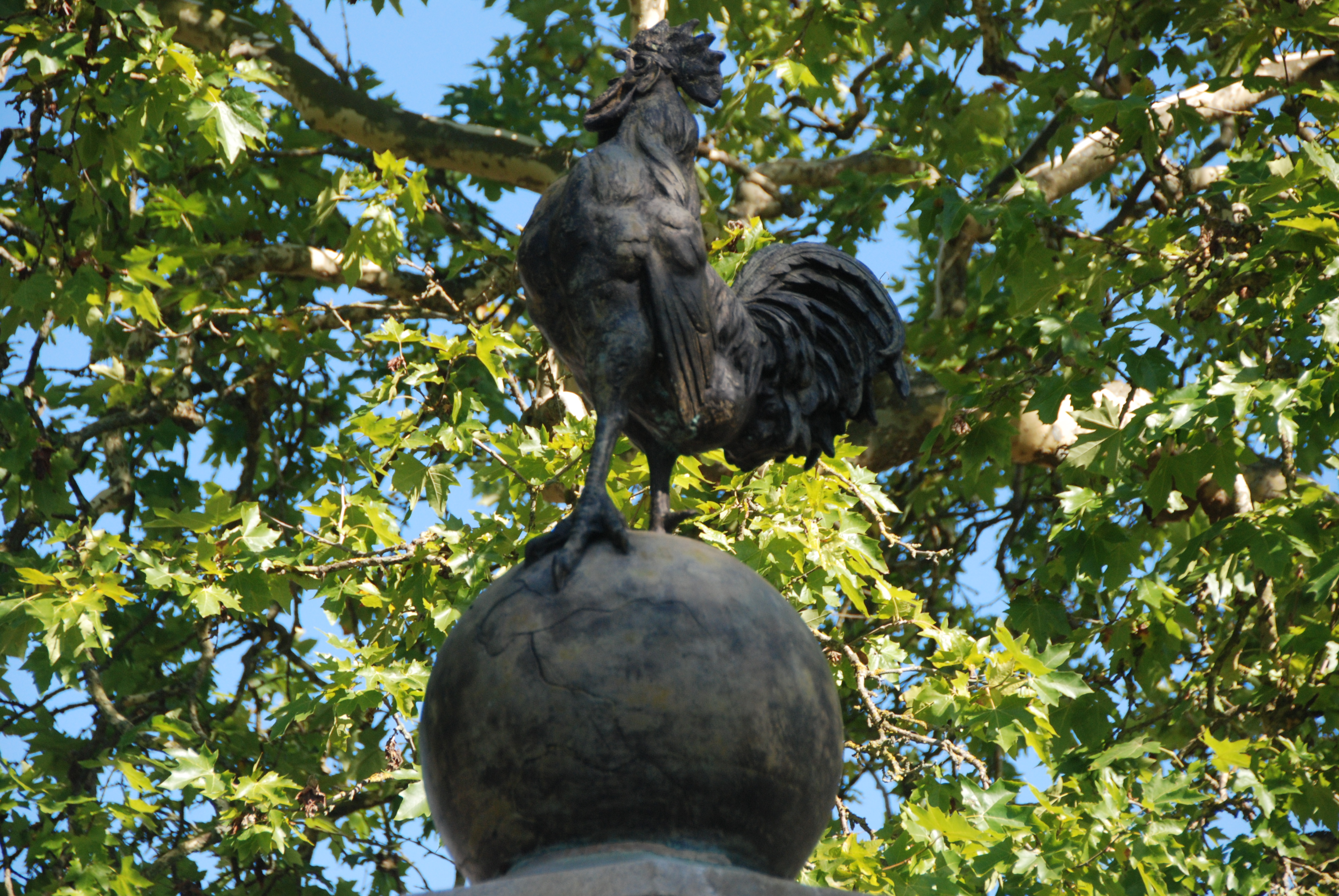
Le monument aux morts de Josselin : le coq sommital.

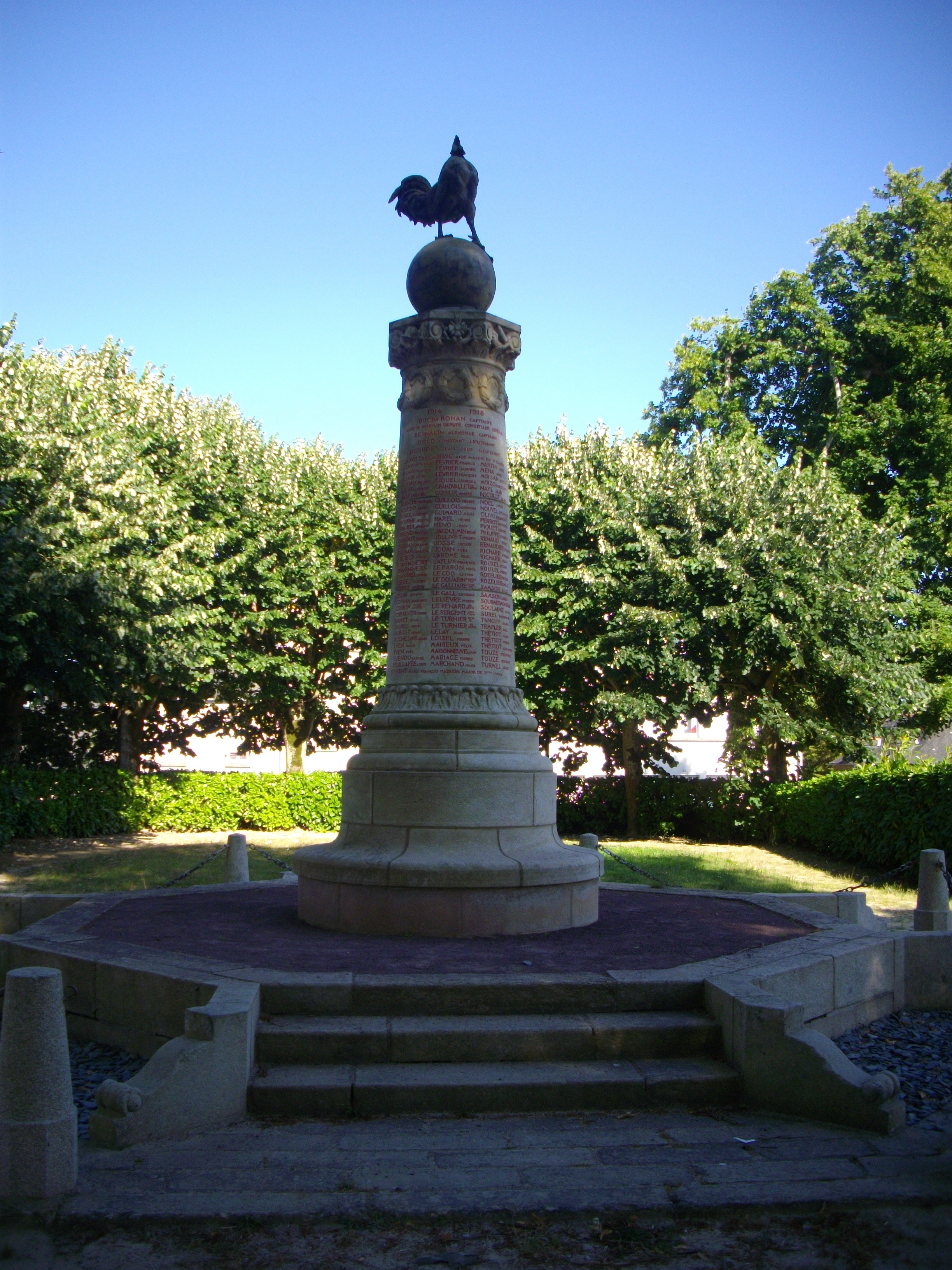
Le monument aux morts de Josselin : vue d'ensemble.

Le monument aux morts de Josselin date de 1920 ; conçu par l'architecte A. Lafargue, il est édifié par l'entrepreneur M. Tripon Joubard, de Josselin ; surmonté d'un coq en bronze, il porte l'inscription : « La ville de Josselin à ses enfants morts pour la France ».
En 1926, « le vieux dôme d'ardoises coiffant disgrâcieusement la tour-forteresse de la basilique menace ruine » et il faut démolir le tiers de la superficie de l'église ; mais l'argent manque pour procéder à une véritable restauration : le chanoine Lanco parcourt le pays du Porhoët et parvient à obtenir des dons en nature (notamment les chênes et châtaigniers nécessaires à la reconstruction, amenés à pied d'œuvre par les donateurs ou leurs voisins), la main-d'œuvre étant en partie fournie par des corvées volontaires de fidèles.
Le pardon de Notre-Dame du Roncier est alors très fréquenté comme en témoigne par exemple celui du 8 septembre 1936 : le journal L'Ouest-Éclair titre : « Le grand pardon de Josselin. Une foule immense a participé aux fêtes du 68e anniversaire du couronnement de N.-D. du Roncier ».

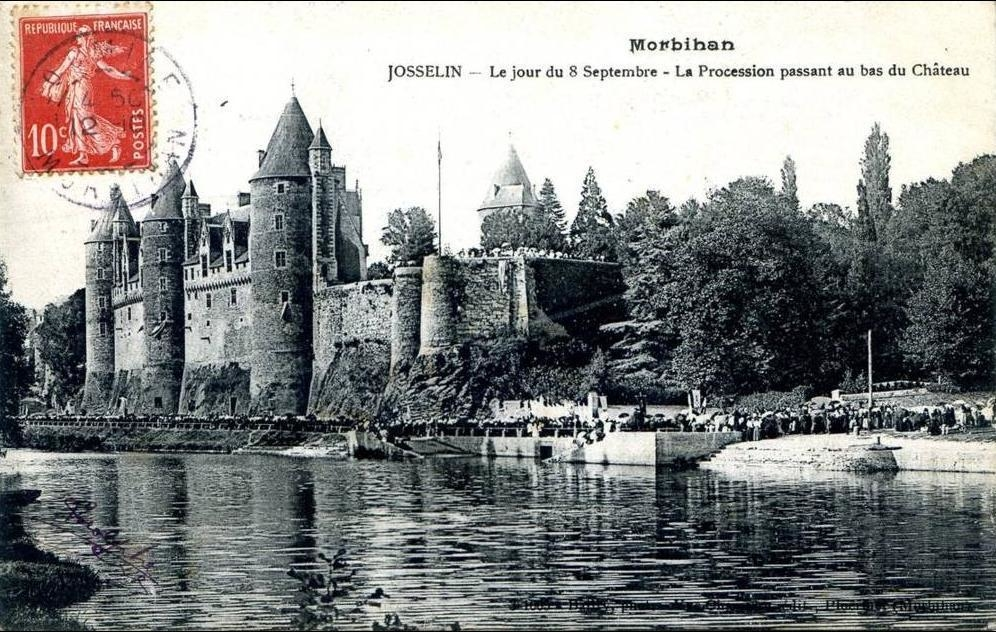
La procession du pardon de Notre-Dame du Roncier passant devant le château de Josselin (carte postale, vers 1920).
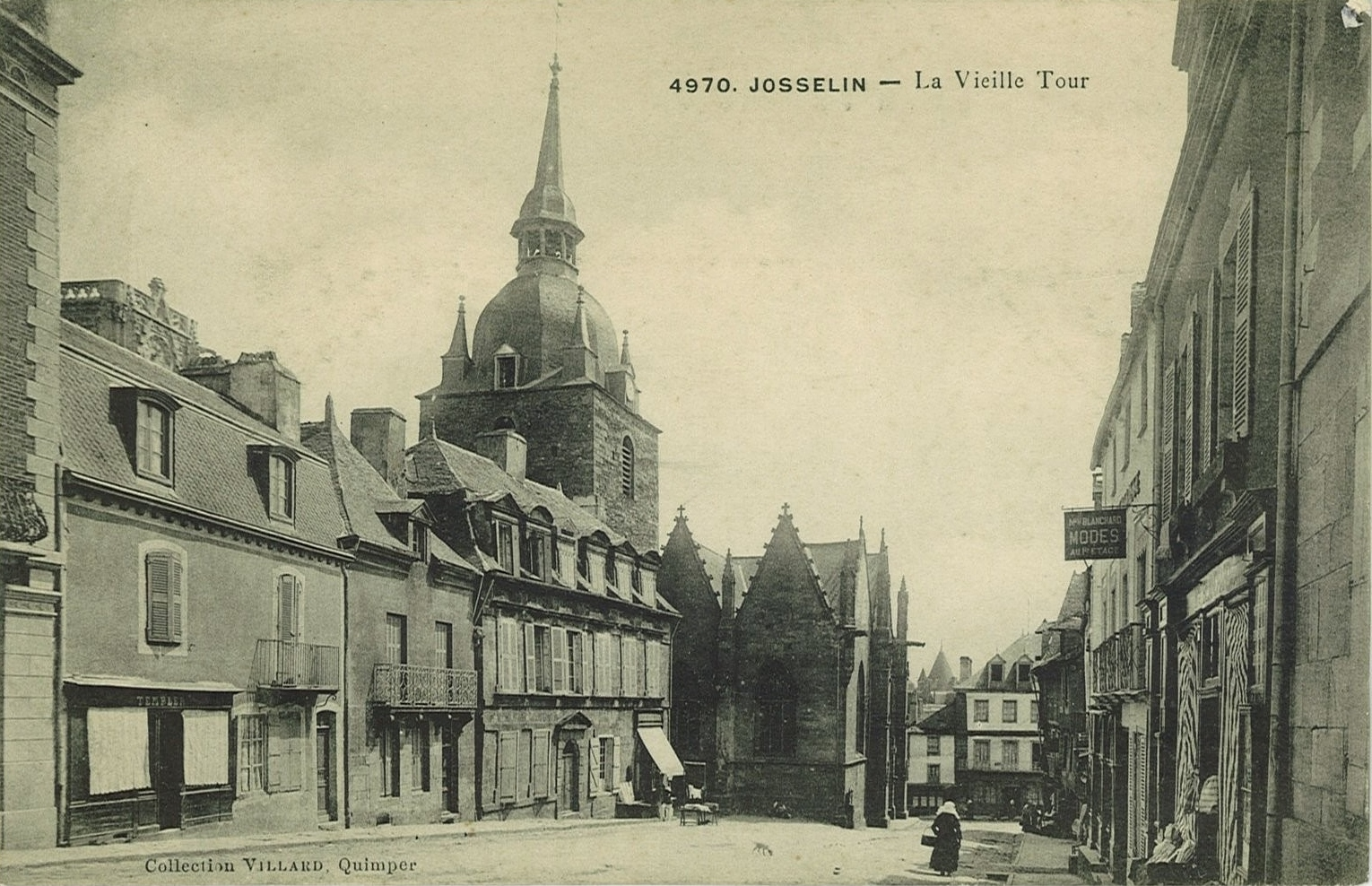
Josselin : la rue principale et la basilique Notre-Dame-du-Roncier vers 1925 (carte postale Villard).
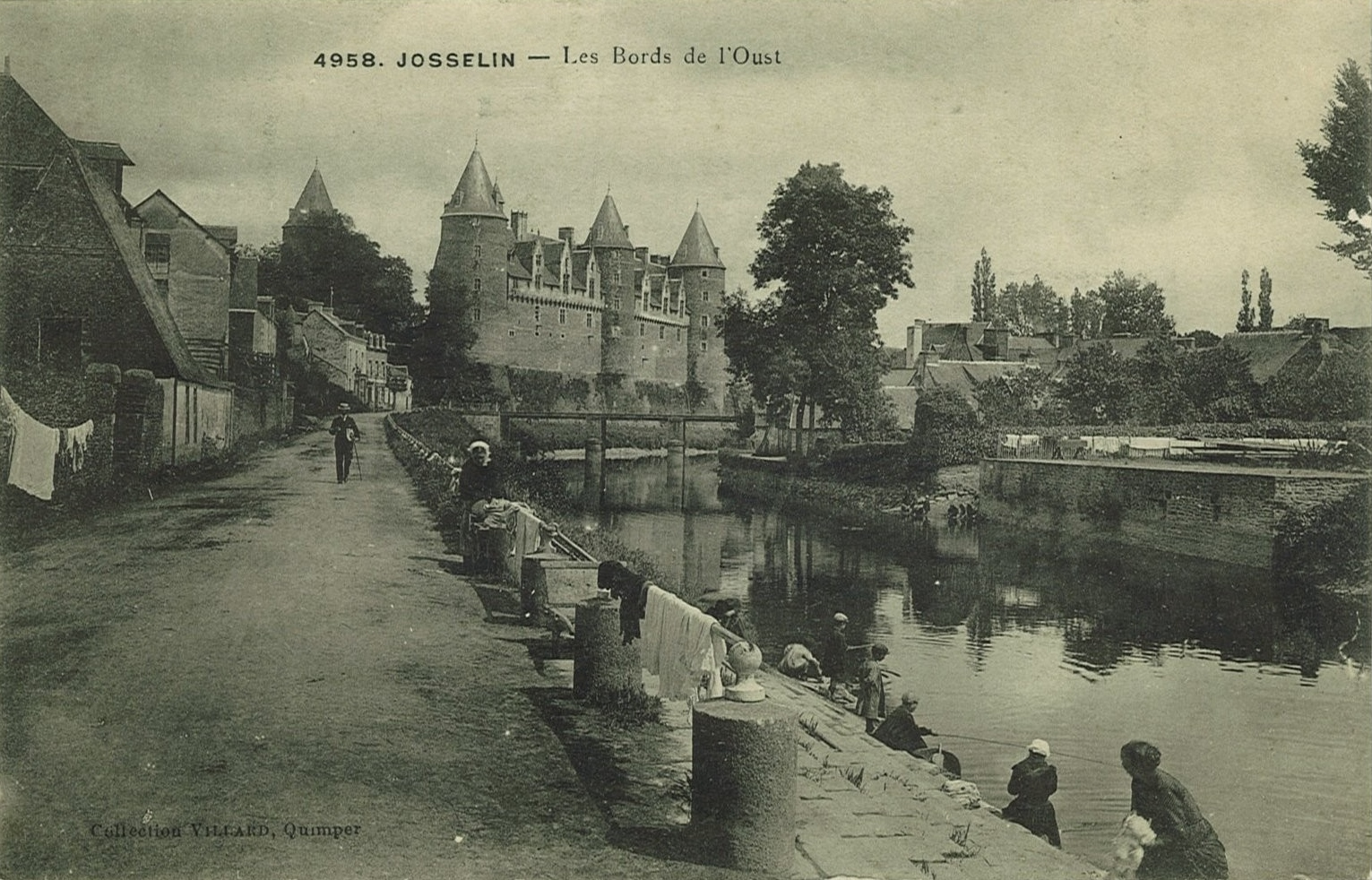
Josselin : les bords de l'Oust et le château vers 1925 (carte postale Villard).
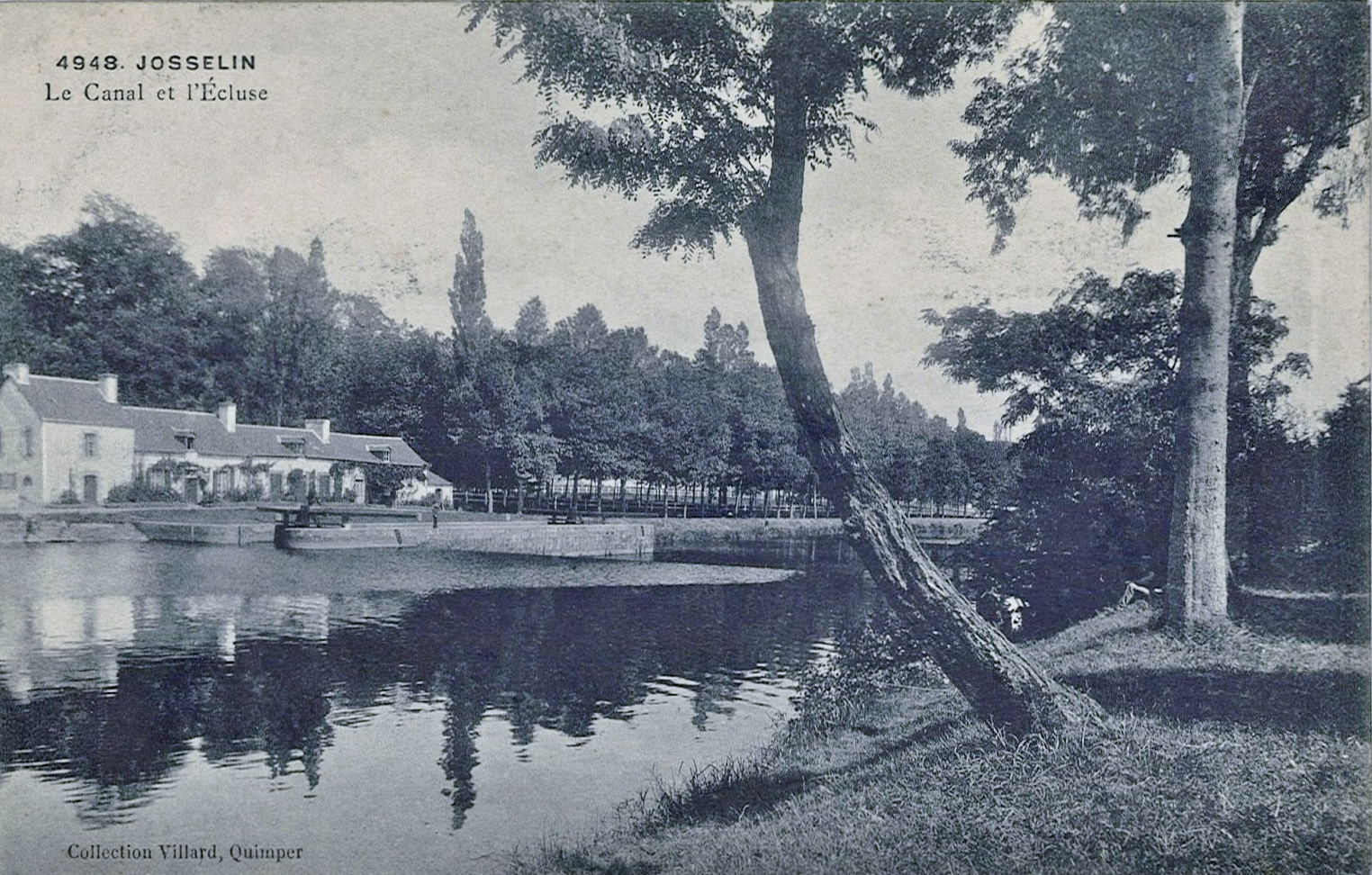
Josselin : le canal de Nantes à Brest (Oust canalisé) et l'écluse (carte postale Villard, vers 1925).

Josselin est alors une ville dont les foires et marchés restent très animés.

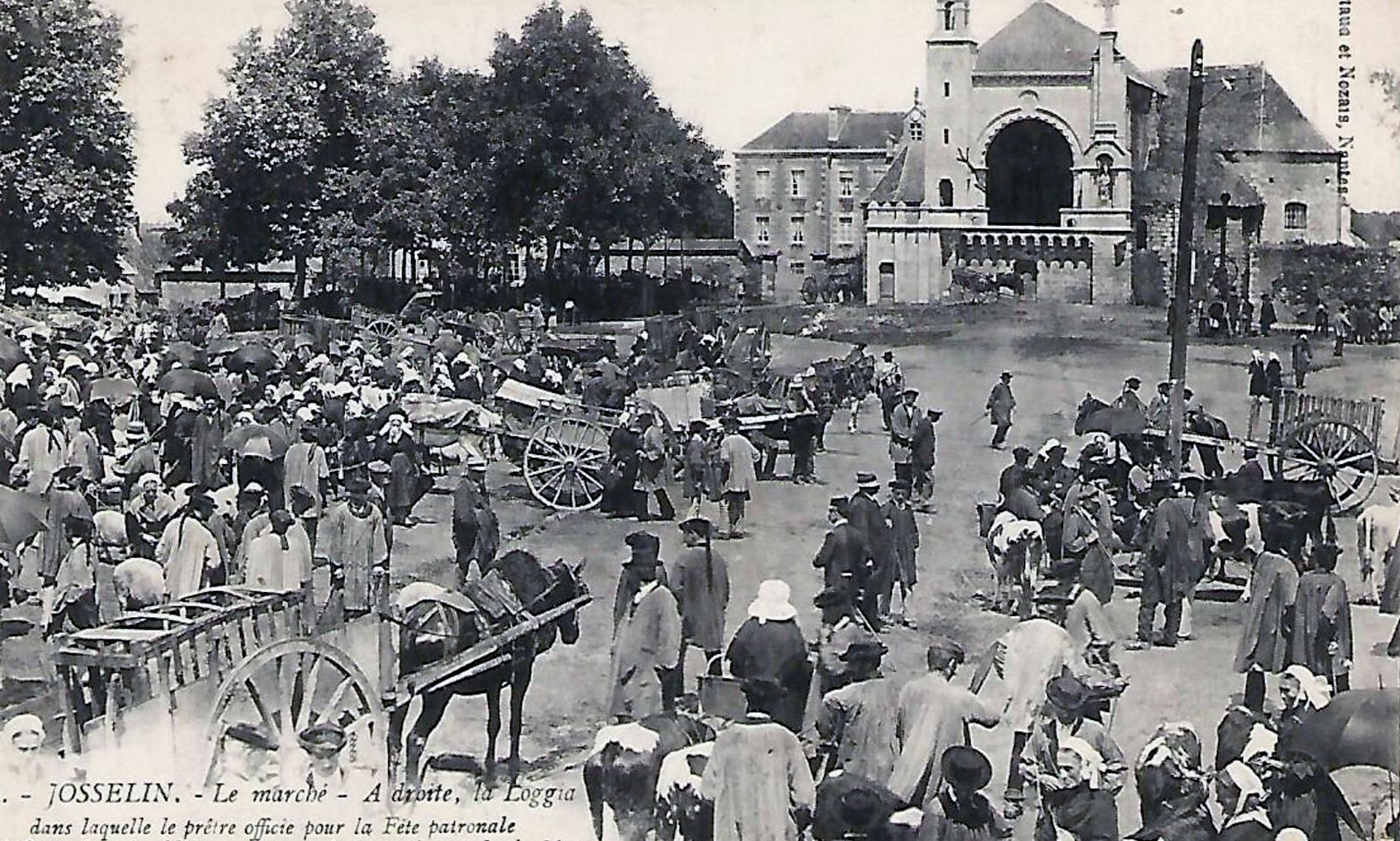
Josselin : le marché devant l'église Saint-Martin vers 1925 (carte postale Artaud et Nozais).
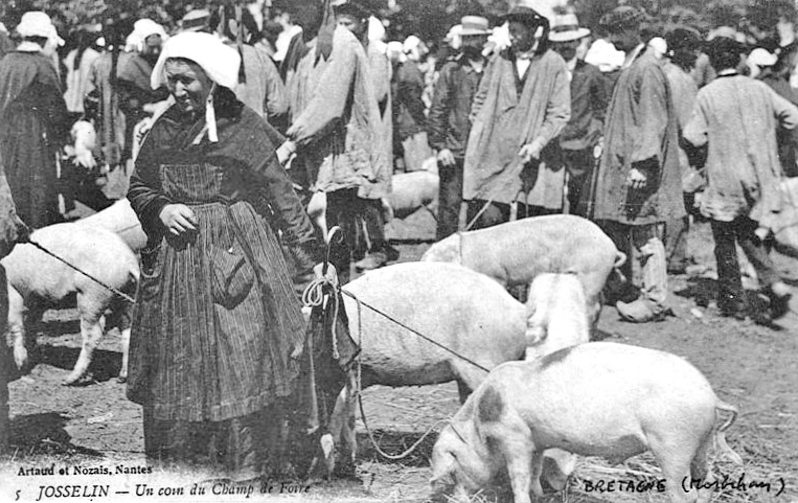
Josselin : un coin du champ de foire vers 1925 (carte postale Artaud et Nozais).
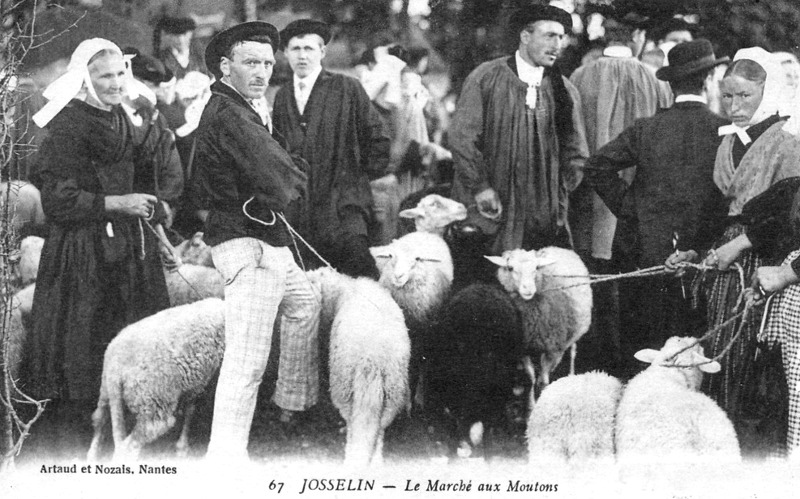
Josselin : le marché aux moutons vers 1925 (carte postale Artaud et Nozais).
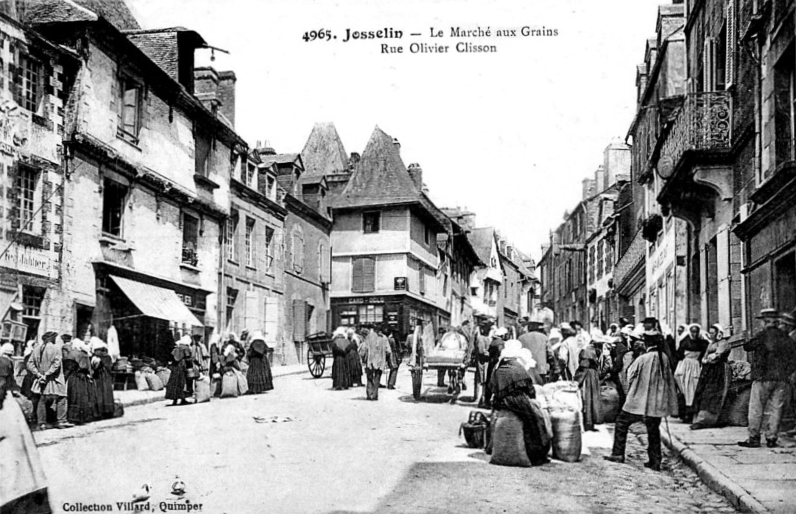
Le marché aux grains de Josselin vers 1925 (carte postale Villard).
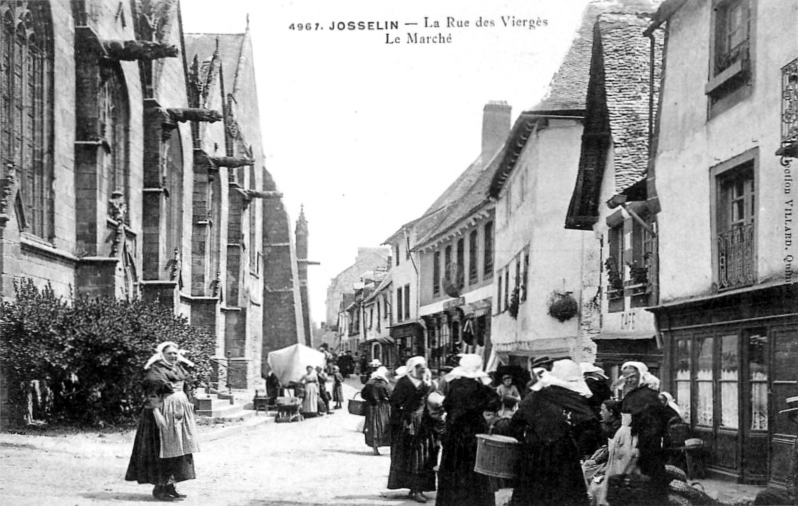
Josselin : le marché rue des Vierges vers 1925 (carte postale Villard).

#### La Seconde Guerre mondiale

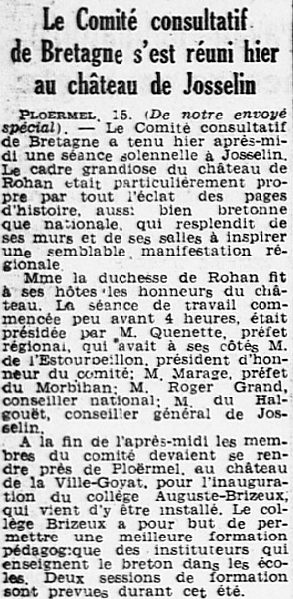
La réunion du « Comité consultatif de Bretagne » tenue au château de Josselin le 14 juillet 1943 (journal L'Ouest-Éclair du 16 juillet 1943).

Le monument aux morts de Josselin porte les noms de 14 personnes mortes pour la France pendant la Seconde Guerre mondiale ; parmi elles François Rouxel, mort des suites de ses blessures aux Pays-Bas au printemps 1940 ; cinq résistants FFI : Ernest Coquentin et Joseph Hedan (morts accidentellement), Adolphe Gabellec (adjudant de gendarmerie à Josselin, mortellement blessé lors des combats du maquis de Saint-Marcel), Georges Le Berd (fusillé), Alphonse Texier (déporté et mort au camp de concentration de Neuengamme le 15 décembre 1944) ; Robert Moisan (membre des Forces aériennes françaises libres, disparu au large de la Hollande le 23 octobre 1942) et René Michel (saint-cyrien, combattant des Forces françaises libres, tué le 12 janvier 1944 lors de la Campagne d'Italie), tous deux décorés de la Légion d'honneur et de la Croix de guerre).
Des résistants furent torturés dans la clinique Saint-Martin en 1943 et 1944. Un monument commémoratif « aux fusillés et aux résistants », situé place Saint-Martin, rappelle le souvenir de 14 personnes, dont 7 furent fusillées par les Allemands le 3 août 1944 dans la cour de la clinique Saint-Martin et du sergent parachutiste SAS Jacques Detroy tué le 5 août 1944 à Josselin.

#### L'après Seconde Guerre mondiale
Deux soldats originaires de Josselin sont morts pour la France pendant la guerre d'Indochine et un pendant la guerre d'Algérie.

## Économie

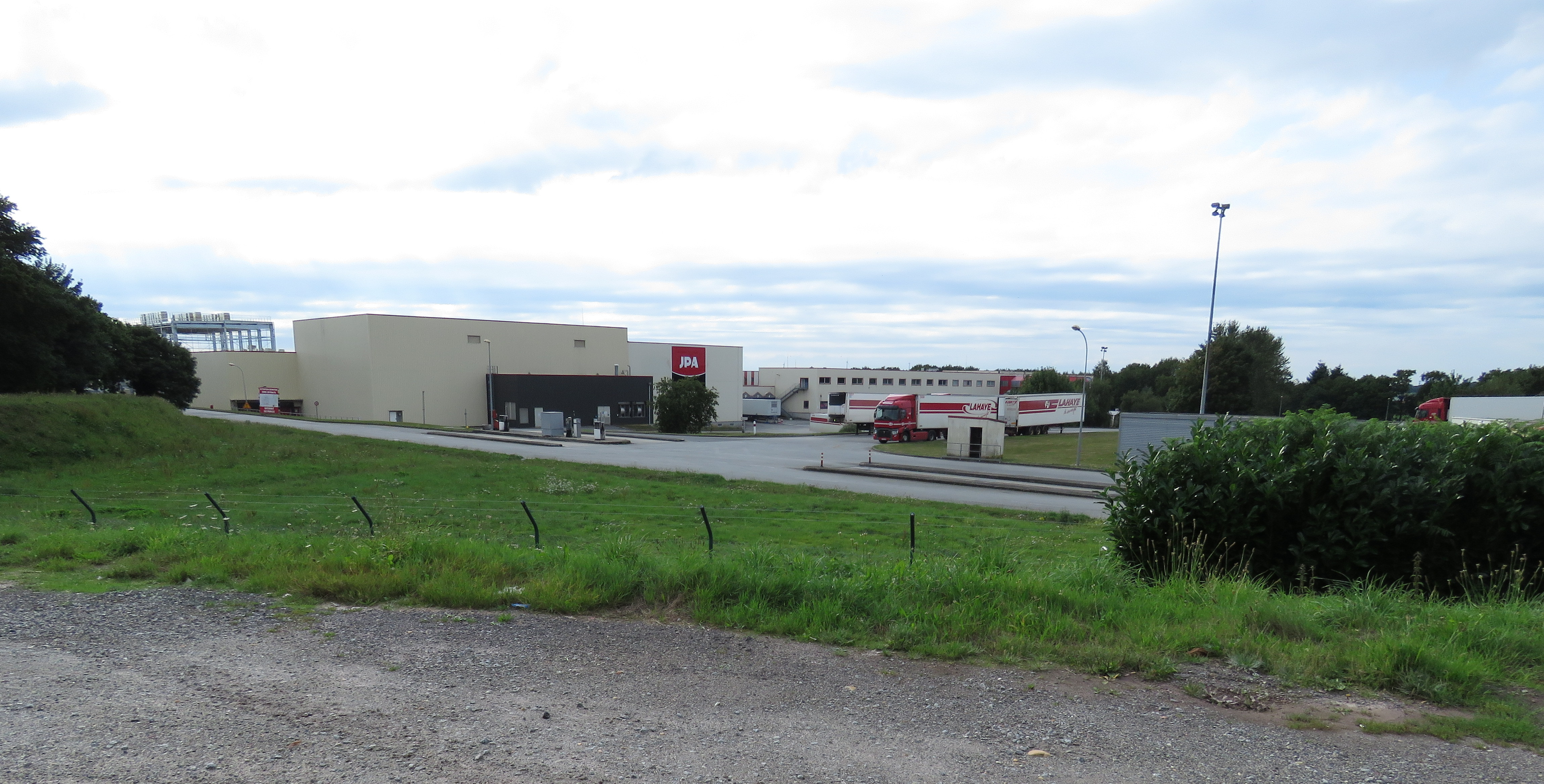
Les abattoirs JPA.

L'économie de Josselin repose essentiellement sur deux secteurs : l'agro-alimentaire grâce à la présence d'un établissement des abattoirs JPA [Josselin porc abattage une filiale du groupe Les Mousquetaires] (ex-Gad), et le tourisme favorisé par l'organisation d'une fête médiévale tous les deux ans, et la présence du château et de nombreux bâtiments anciens. Le centre-ville est consacré au tourisme, avec de nombreux restaurants et des boutiques d'artisans et d'artistes.

## Politique et administration

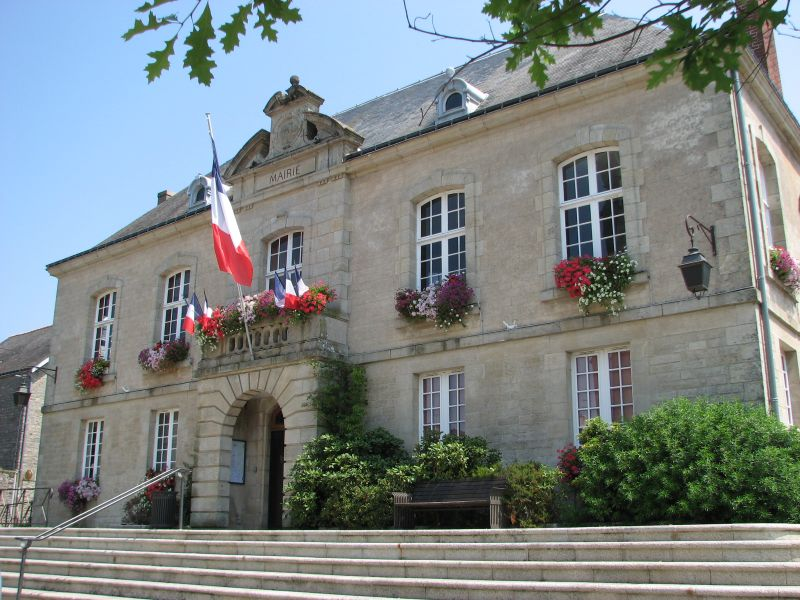
La mairie de Josselin.

## Population et société

### Démographie

#### Évolution démographique
L'évolution du nombre d'habitants est connue à travers les recensements de la population effectués dans la commune depuis 1793. Pour les communes de moins de 10 000 habitants, une enquête de recensement portant sur toute la population est réalisée tous les cinq ans, les populations de référence des années intermédiaires étant quant à elles estimées par interpolation ou extrapolation. Pour la commune, le premier recensement exhaustif entrant dans le cadre du nouveau dispositif a été réalisé en 2006.

En 2022, la commune comptait 2 559 habitants, en évolution de +2,2 % par rapport à 2016 (Morbihan : +3,82 %, France hors Mayotte : +2,11 %).
| 1793  | 1800  | 1806  | 1821  | 1831  | 1836  | 1841  | 1846  | 1851  |
| ----- | ----- | ----- | ----- | ----- | ----- | ----- | ----- | ----- |
| 3 112 | 2 559 | 2 692 | 2 740 | 2 654 | 2 879 | 2 756 | 3 091 | 2 808 |

| 1856  | 1861  | 1866  | 1872  | 1876  | 1881  | 1886  | 1891  | 1896  |
| ----- | ----- | ----- | ----- | ----- | ----- | ----- | ----- | ----- |
| 2 645 | 3 151 | 2 766 | 2 604 | 2 712 | 2 651 | 2 631 | 2 448 | 2 453 |

| 1901  | 1906  | 1911  | 1921  | 1926  | 1931  | 1936  | 1946  | 1954  |
| ----- | ----- | ----- | ----- | ----- | ----- | ----- | ----- | ----- |
| 2 500 | 2 254 | 2 351 | 2 135 | 2 238 | 2 099 | 2 195 | 2 260 | 2 328 |

| 1962  | 1968  | 1975  | 1982  | 1990  | 1999  | 2006  | 2011  | 2016  |
| ----- | ----- | ----- | ----- | ----- | ----- | ----- | ----- | ----- |
| 2 231 | 2 283 | 2 611 | 2 548 | 2 338 | 2 419 | 2 582 | 2 469 | 2 504 |

| 2021  | 2022  | - | - | - | - | - | - | - |
| ----- | ----- | - | - | - | - | - | - | - |
| 2 535 | 2 559 | - | - | - | - | - | - | - |

#### Pyramide des âges
La population de la commune est relativement âgée.
En 2018, le taux de personnes d'un âge inférieur à 30 ans s'élève à 27,4 %, soit en dessous de la moyenne départementale (31,2 %). À l'inverse, le taux de personnes d'âge supérieur à 60 ans est de 40,1 % la même année, alors qu'il est de 31,3 % au niveau départemental.
En 2018, la commune comptait 1 174 hommes pour 1 324 femmes, soit un taux de 53 % de femmes, légèrement supérieur au taux départemental (51,51 %).
Les pyramides des âges de la commune et du département s'établissent comme suit.
| Hommes | Classe d’âge | Femmes |
| ------ | ------------ | ------ |
| 2,9    | 90 ou +      | 5,8    |
| 13,0   | 75-89 ans    | 19,8   |
| 19,5   | 60-74 ans    | 18,8   |
| 19,6   | 45-59 ans    | 17,7   |
| 14,7   | 30-44 ans    | 13,1   |
| 14,0   | 15-29 ans    | 11,6   |
| 16,3   | 0-14 ans     | 13,4   |

| Hommes | Classe d’âge | Femmes |
| ------ | ------------ | ------ |
| 0,8    | 90 ou +      | 2,2    |
| 8,5    | 75-89 ans    | 11,6   |
| 20,5   | 60-74 ans    | 21,6   |
| 20,6   | 45-59 ans    | 20     |
| 17     | 30-44 ans    | 16,3   |
| 15,5   | 15-29 ans    | 13     |
| 17,1   | 0-14 ans     | 15,2   |

## Culture et patrimoine

### Langue bretonne
À la rentrée 2017, 74 élèves étaient scolarisés dans la filière bilingue catholique.

### Lieux et monuments
Josselin adopte une structure fréquente dans les villes bretonnes qui se développent aux XIe et XIIe siècles : un château, une église castrale dédiée à Notre-Dame comme Vitré, Lamballe ou Moncontour, une enceinte urbaine et, dans les différents faubourgs, des fondations monastiques.

#### Patrimoine religieux
- La basilique Notre-Dame-du-Roncier, également église paroissiale, construite à la fin du XIIe siècle et plusieurs fois agrandie et modifiée est inscrite monument historique depuis 1927 puis 1929[69],[70]. Elle abrite les gisants d'Olivier V de Clisson, connétable de France, et de sa femme Marguerite de Rohan[71],[72]. Une description détaillée de l'église et de son mobilier a été faite par Joseph-Marie Le Méné en 1891[73] et reprise par un site Internet[74].

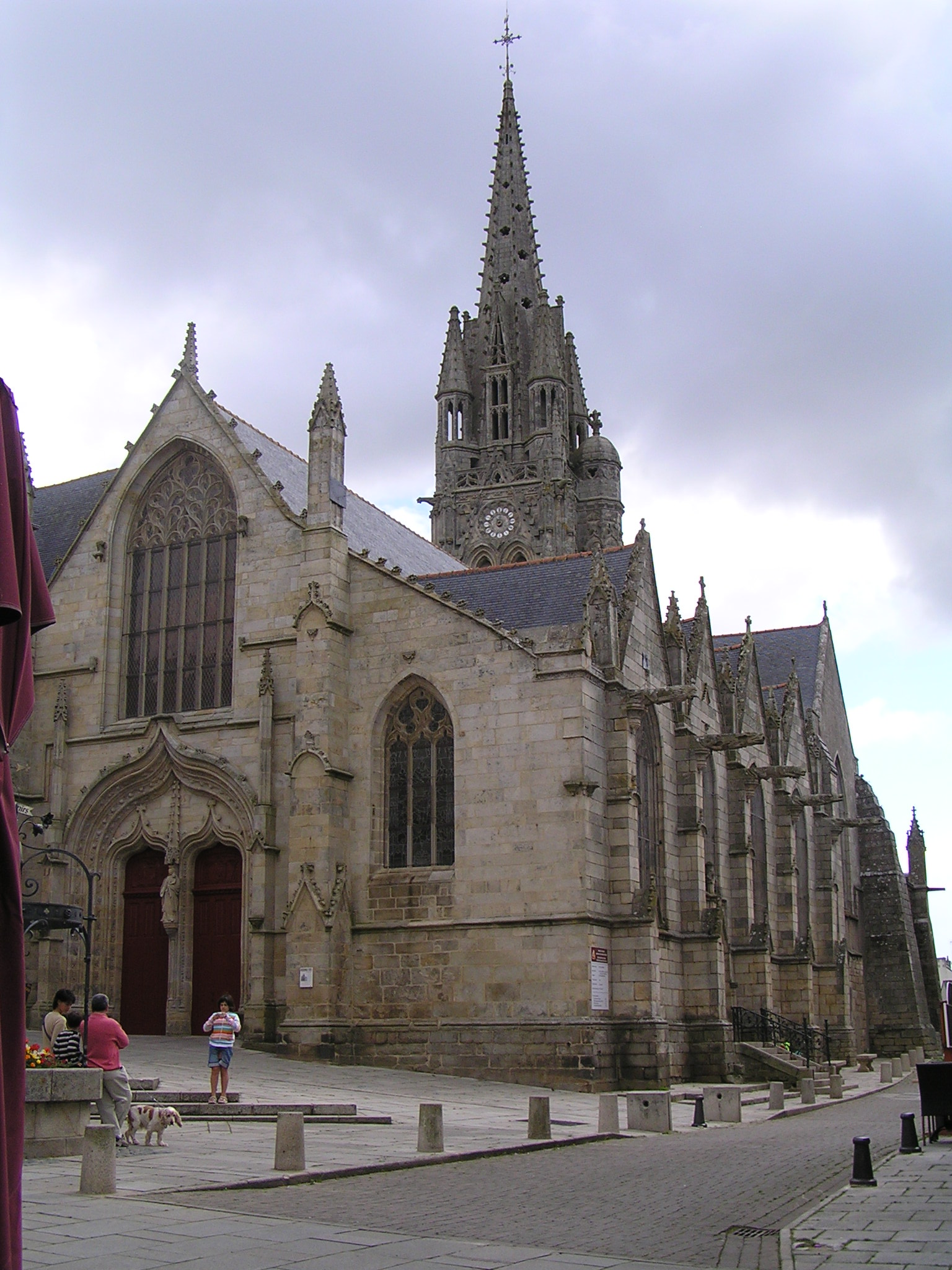
Basilique Notre-Dame du Roncier : vue extérieure d'ensemble.
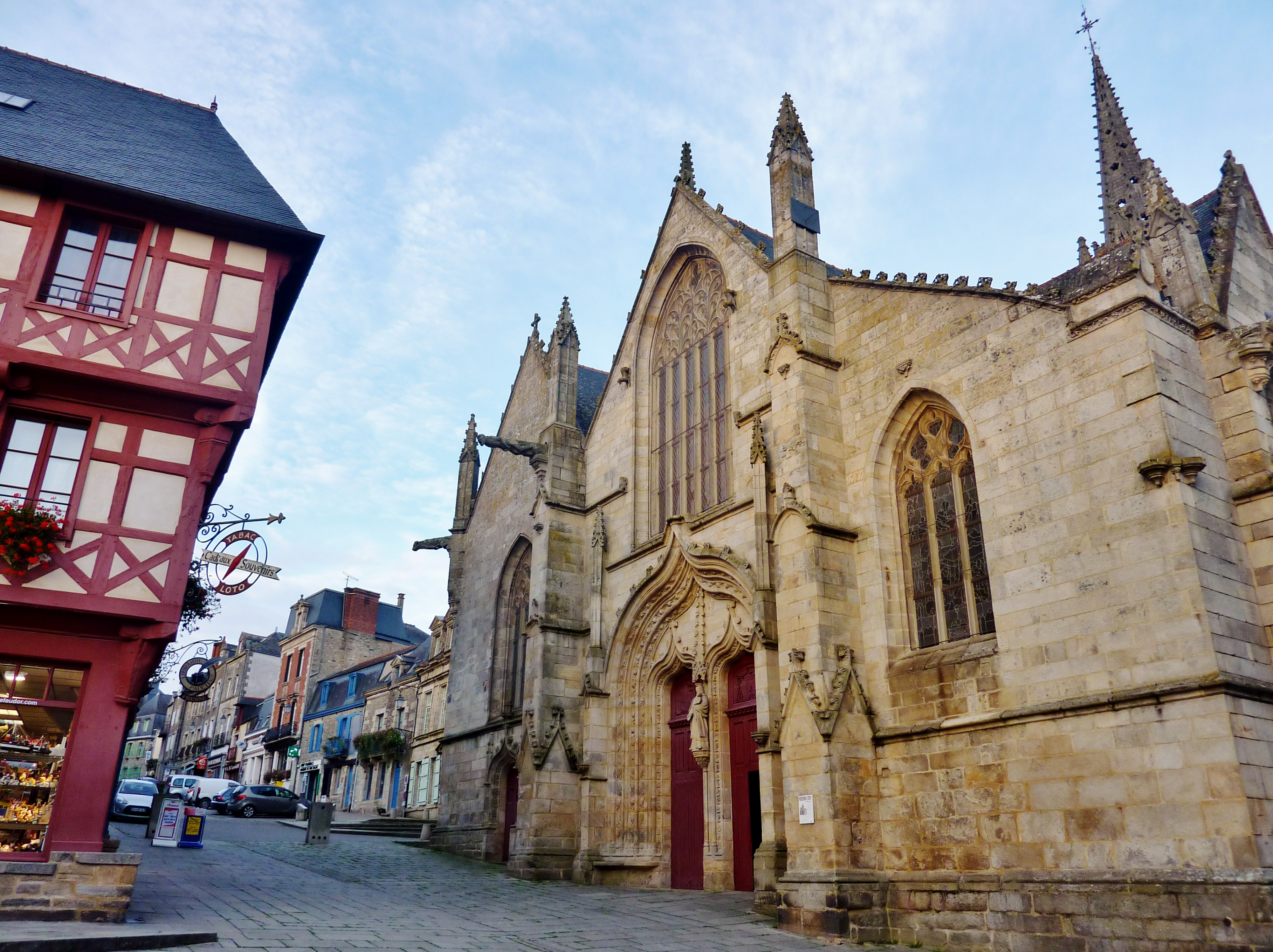
Basilique Notre-Dame du Roncier : façade ouest.
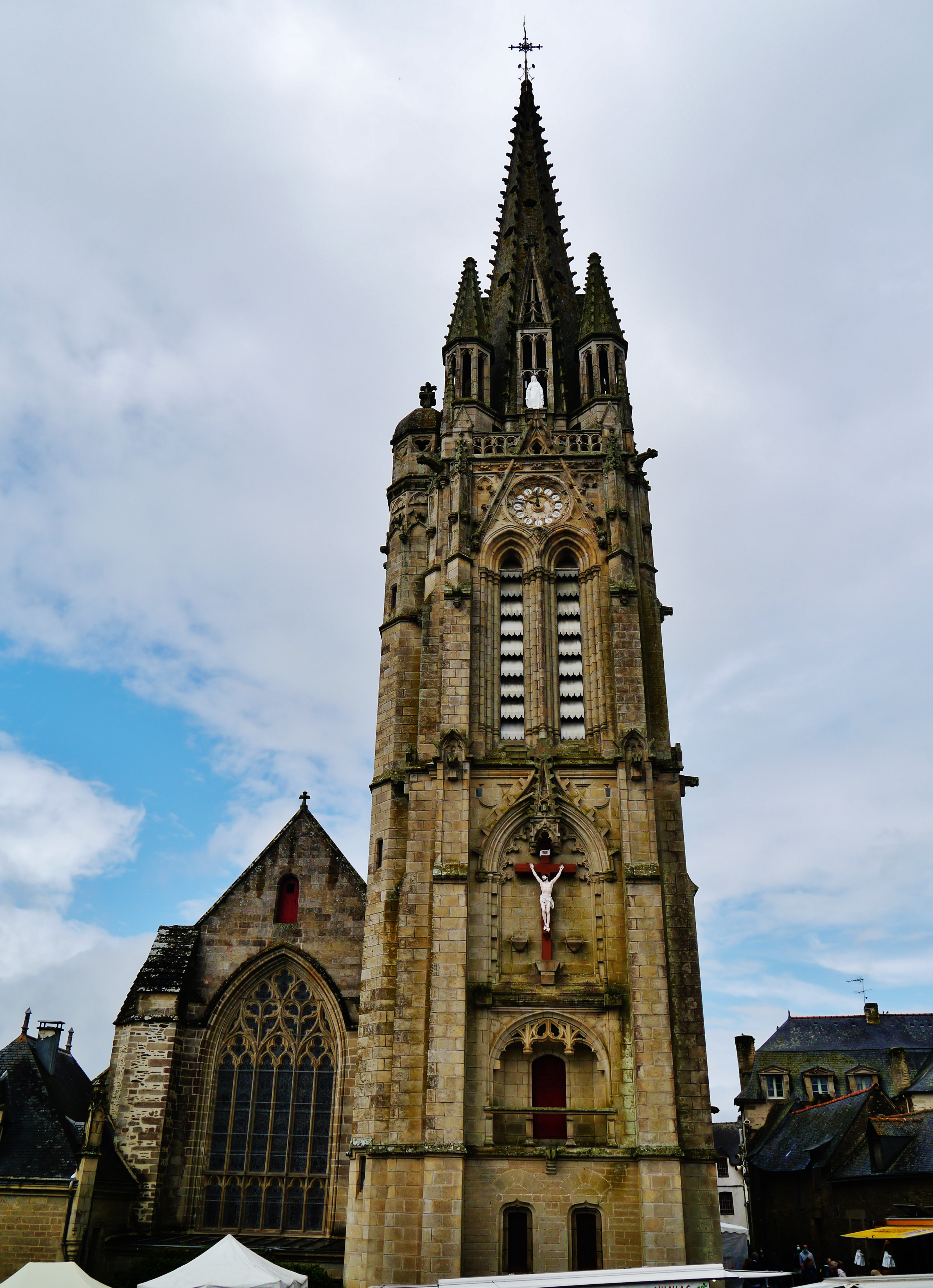
Basilique Notre-Dame du Roncier : le clocher.
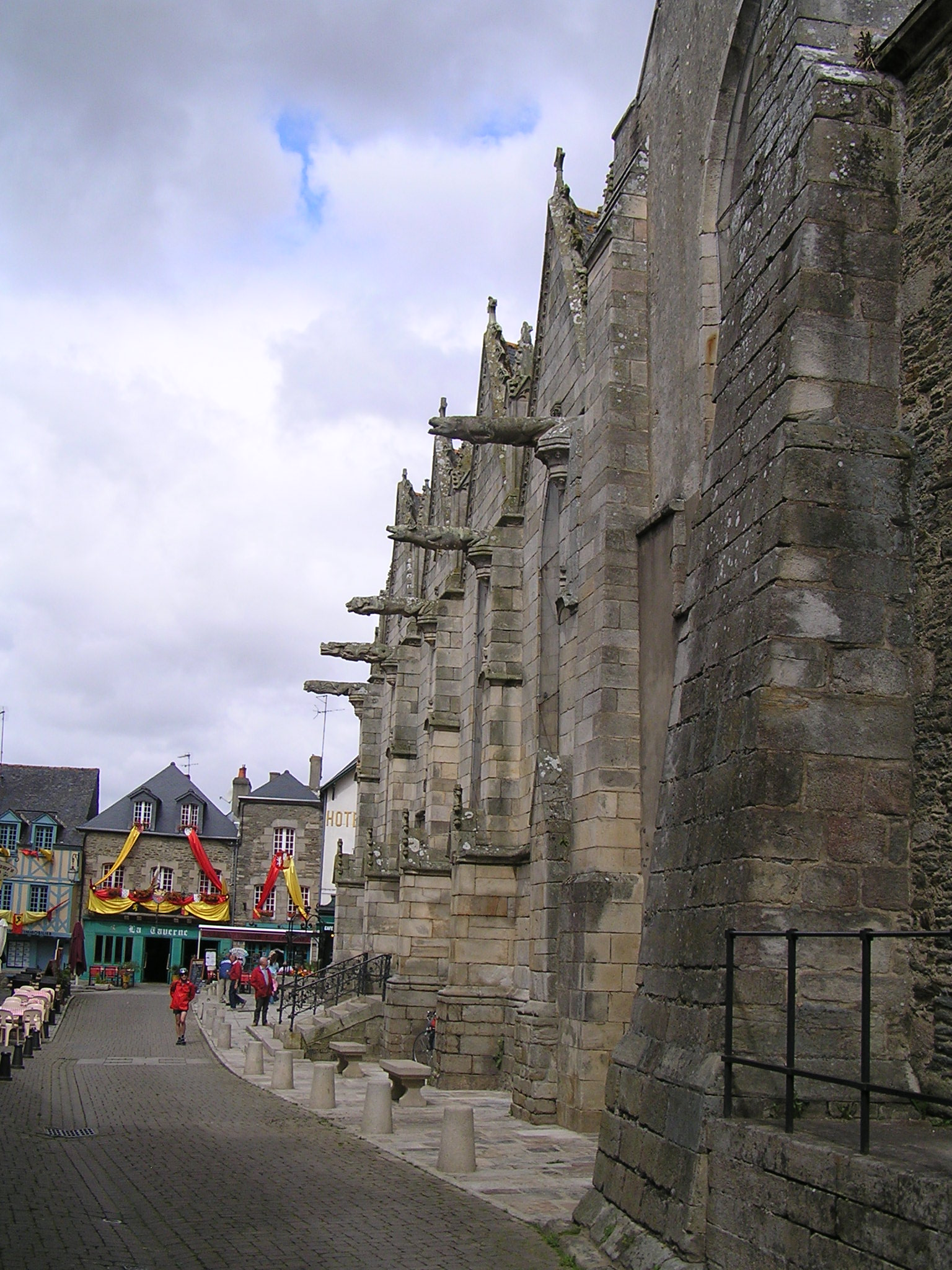
Les gargouilles de la Basilique Notre-Dame du Roncier.
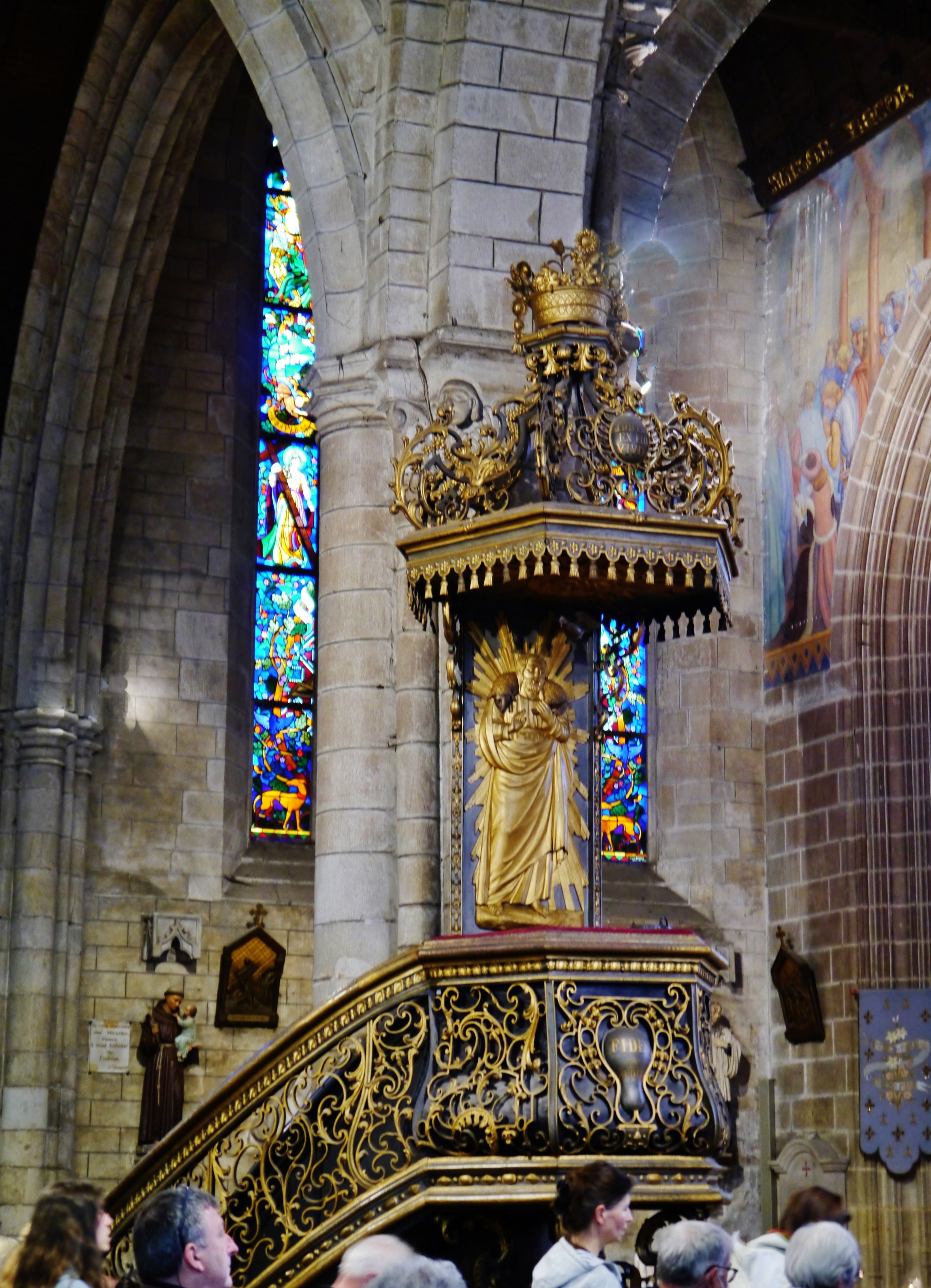
Basilique Notre-Dame du Roncier : la chaire à prêcher.
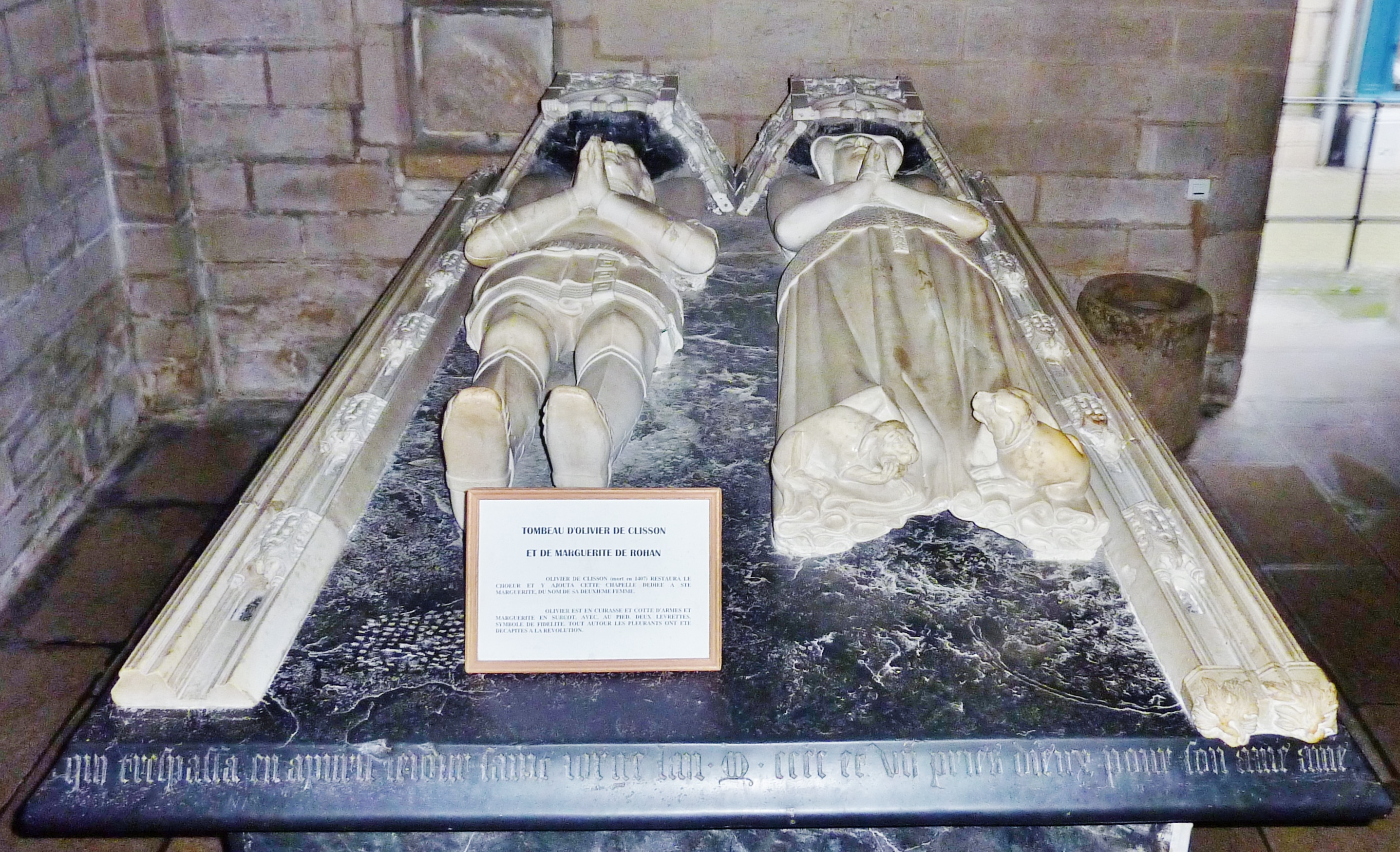
Gisants d'Olivier V de Clisson et Marguerite de Rohan.
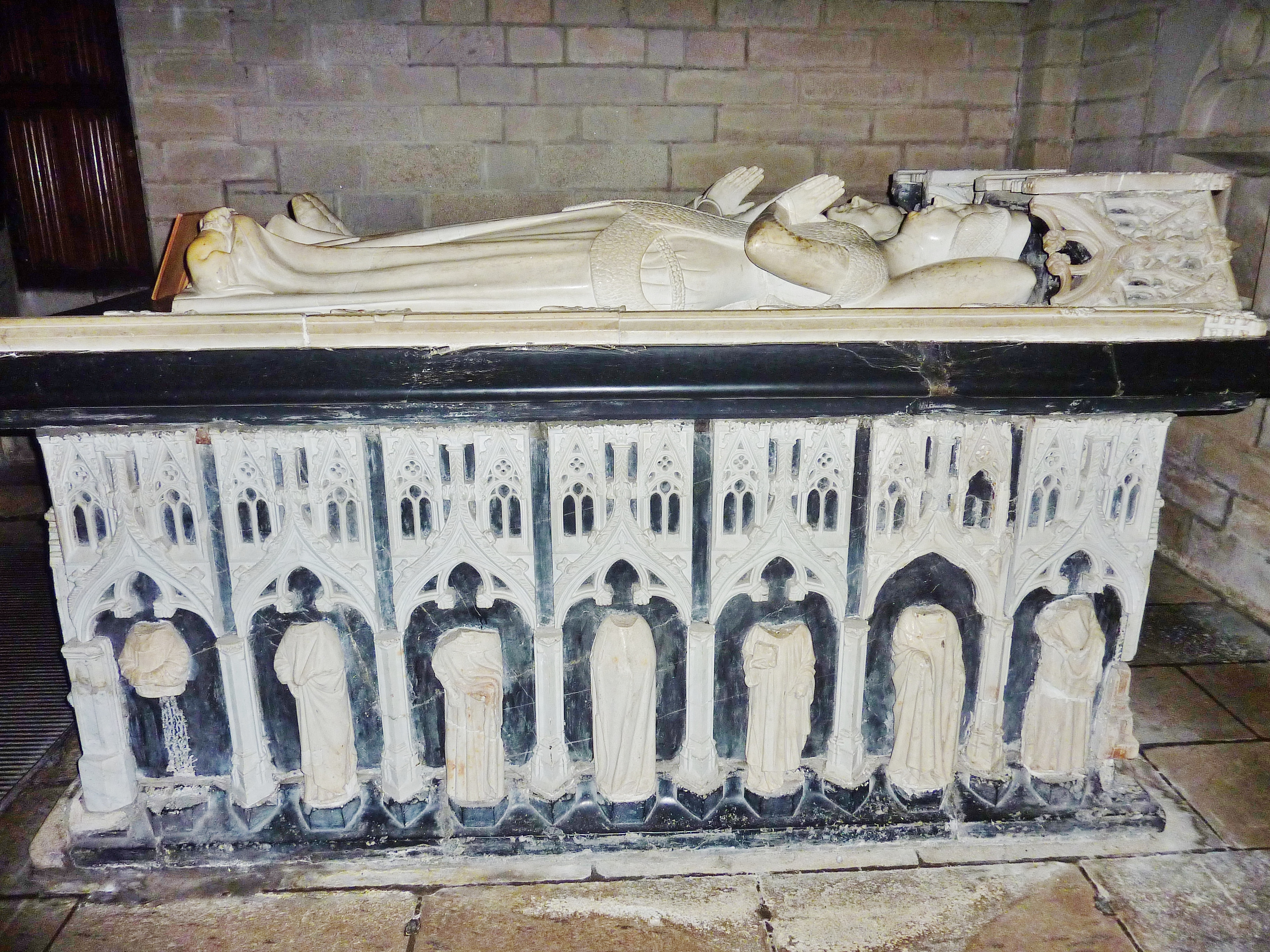
Gisants d'Olivier V de Clisson et de Marguerite de Rohan.

- La Fontaine Notre-Dame-du-Roncier encore dénommée « Fontaine Miraculeuse », datée de 1675 et restaurée en 1958, est une fontaine-mur inscrite monument historique en 1928.

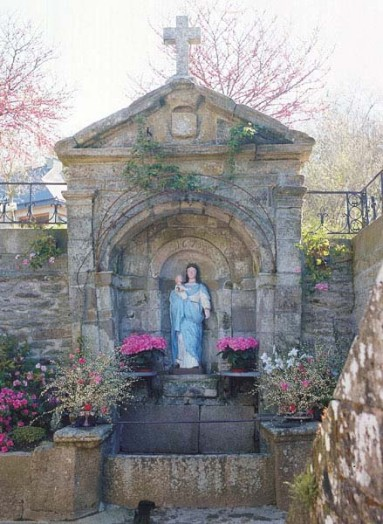
Fontaine Notre-Dame-du-Roncier.

- La chapelle Sainte-Croix fondée en 1060 au lieu-dit le prieuré par Josthon de Porhoët dont la nef du XIe siècle à chevet plat, la tour massive et la chapelle latérale ont été inscrites monuments historiques le 9 septembre 1975[75]. Elle possède un patrimoine mobilier religieux important (maître-autel, statues, bénitier, etc.[76]).

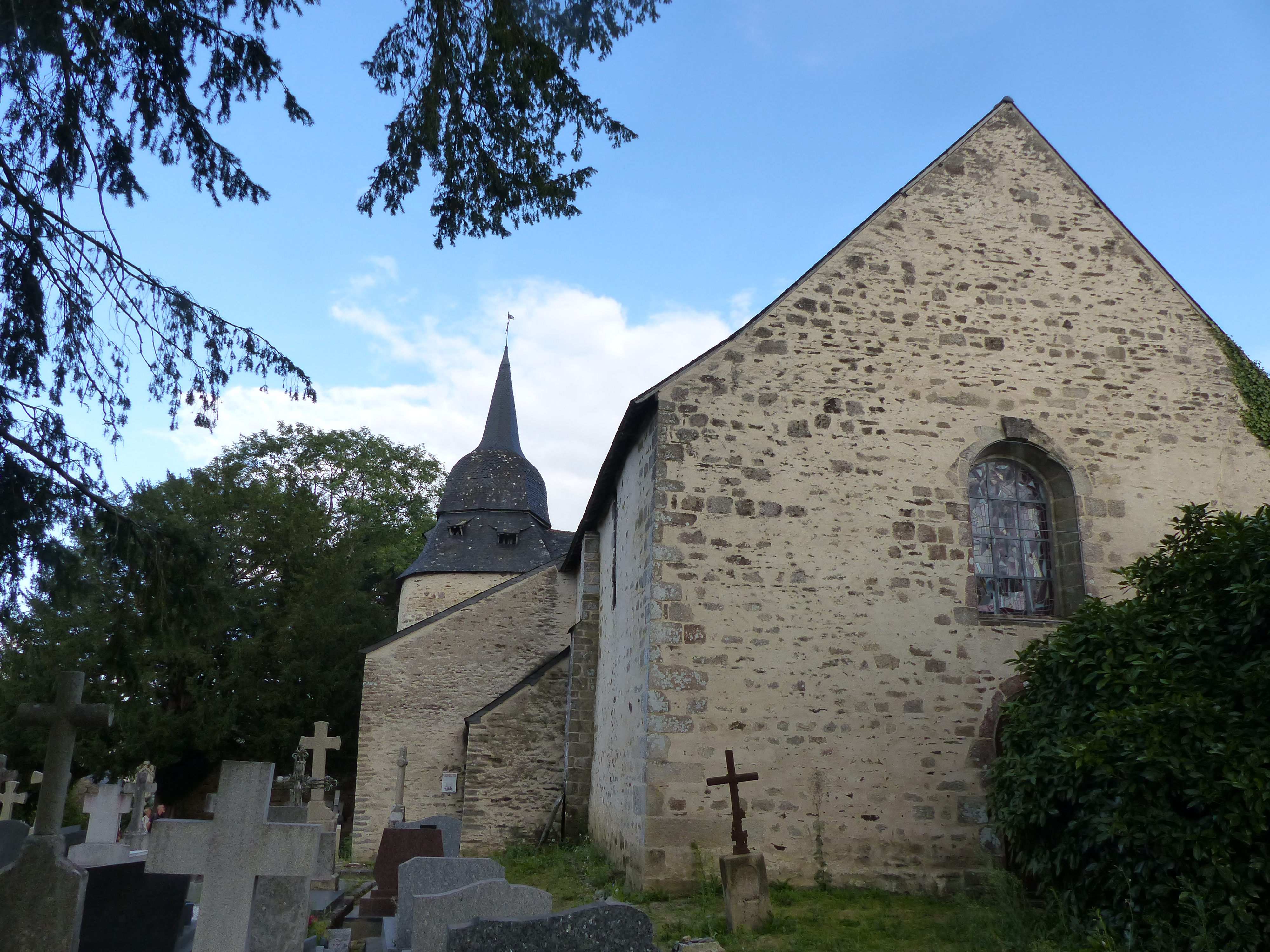
Chapelle Sainte-Croix : vue extérieure d'ensemble.
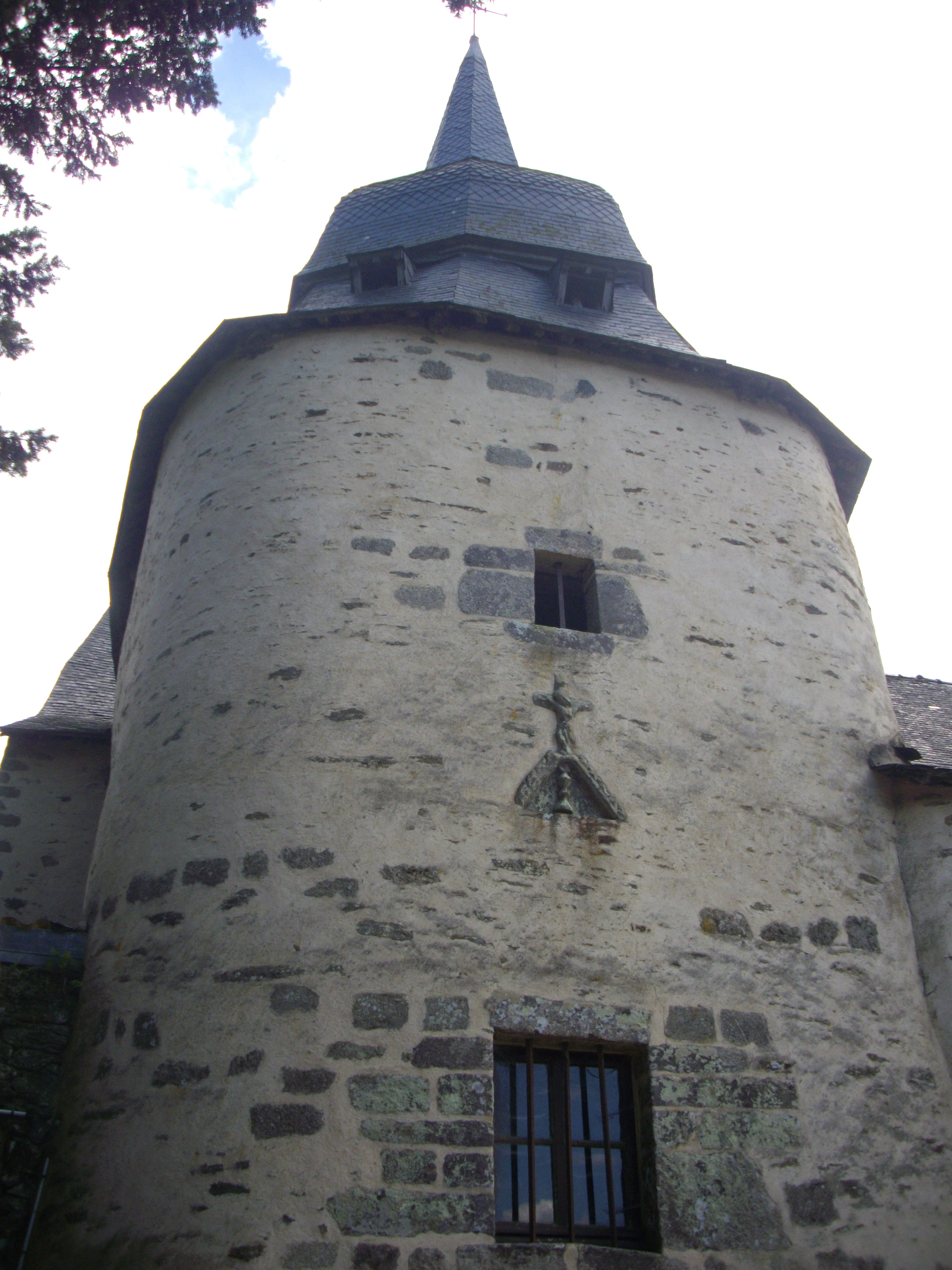
Chapelle Sainte-Croix : la tour-clocher.

- Le calvaire en granit de la Chapelle Sainte-Croix représente le Christ en croix, saint Laurent, saint Jean-Baptiste, sainte Anne couronnée et la Vierge à l'Enfant au pied du calvaire : il est inscrit monument historique depuis le 25 septembre 1928.

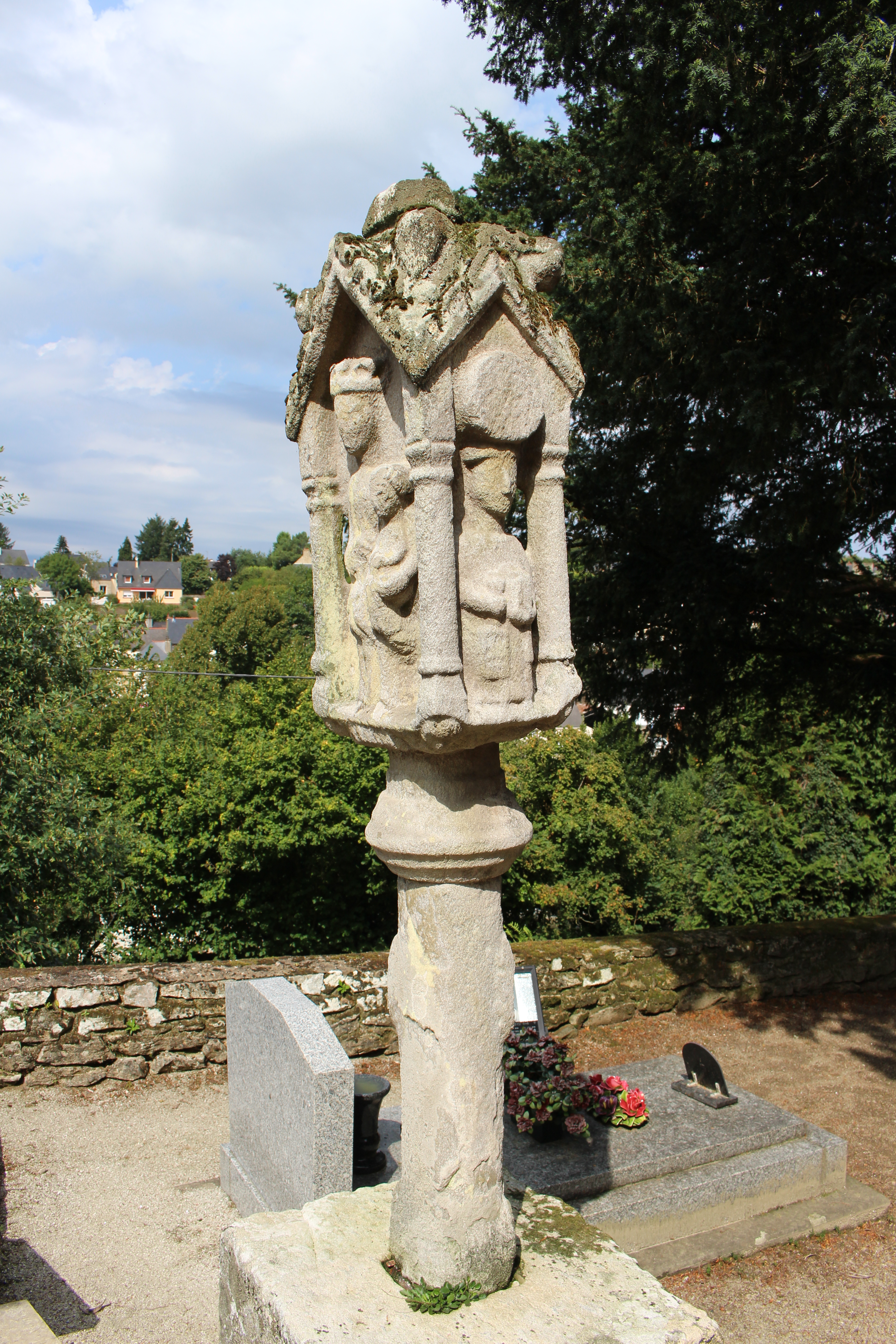
Calvaire de la chapelle Sainte-Croix : vue d'ensemble.
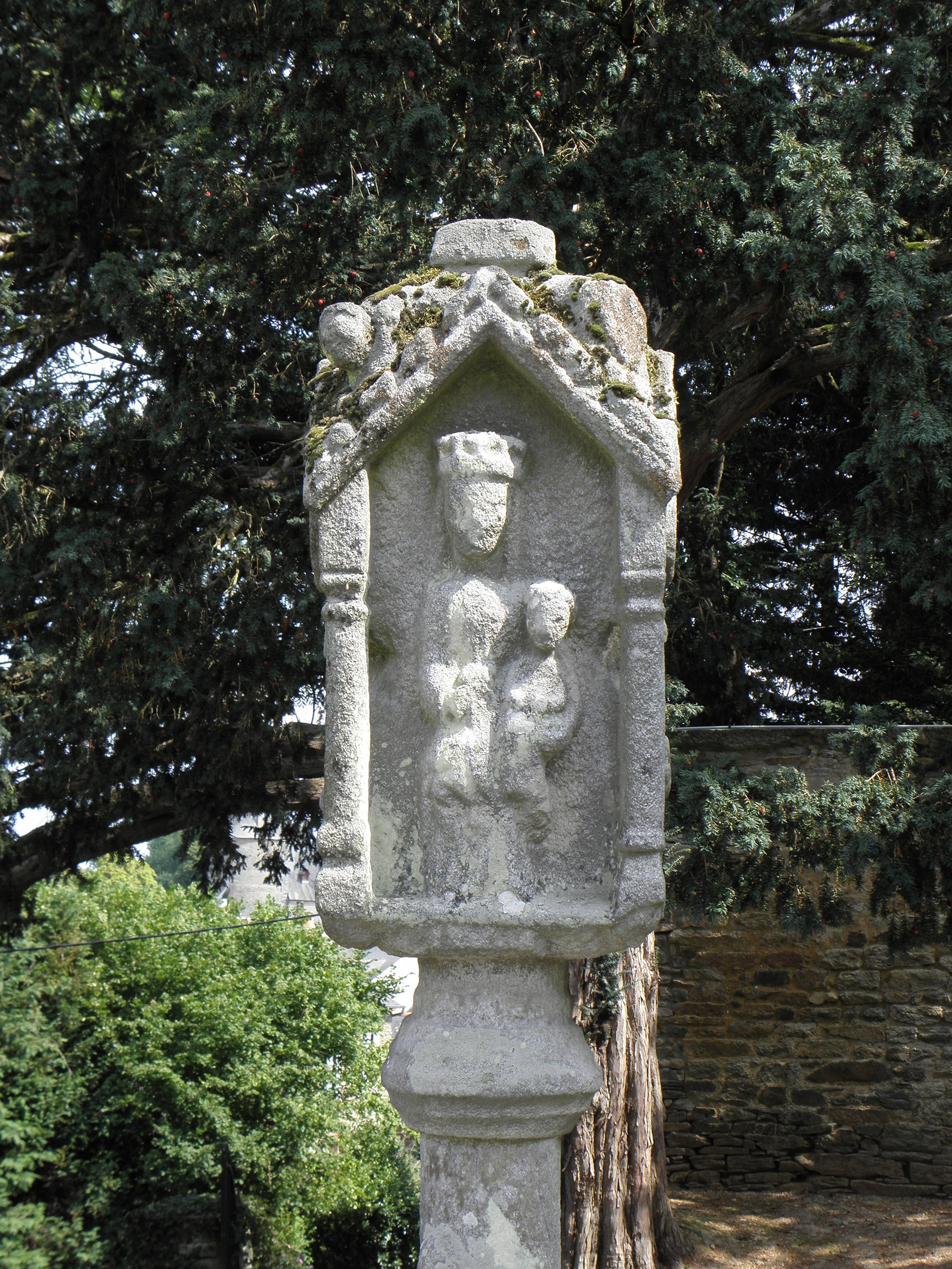
Calvaire de la chapelle Sainte-Croix : face ouest (sainte Anne et la Vierge).

- L'église Saint-Martin, qui dépendait du prieuré Saint-Martin de Josselin fondé en 1105, est devenue paroissiale vers 1400. Elle est très remaniée au XVIIe siècle, la nef est détruite au XIXe siècle et une chapelle est reconstruite à sa place. Elle est importante pour l'architecture romane bretonne car reproduit le véritable plan bénédictin. Elle est inscrite monument historique le 16 décembre 2003[77].

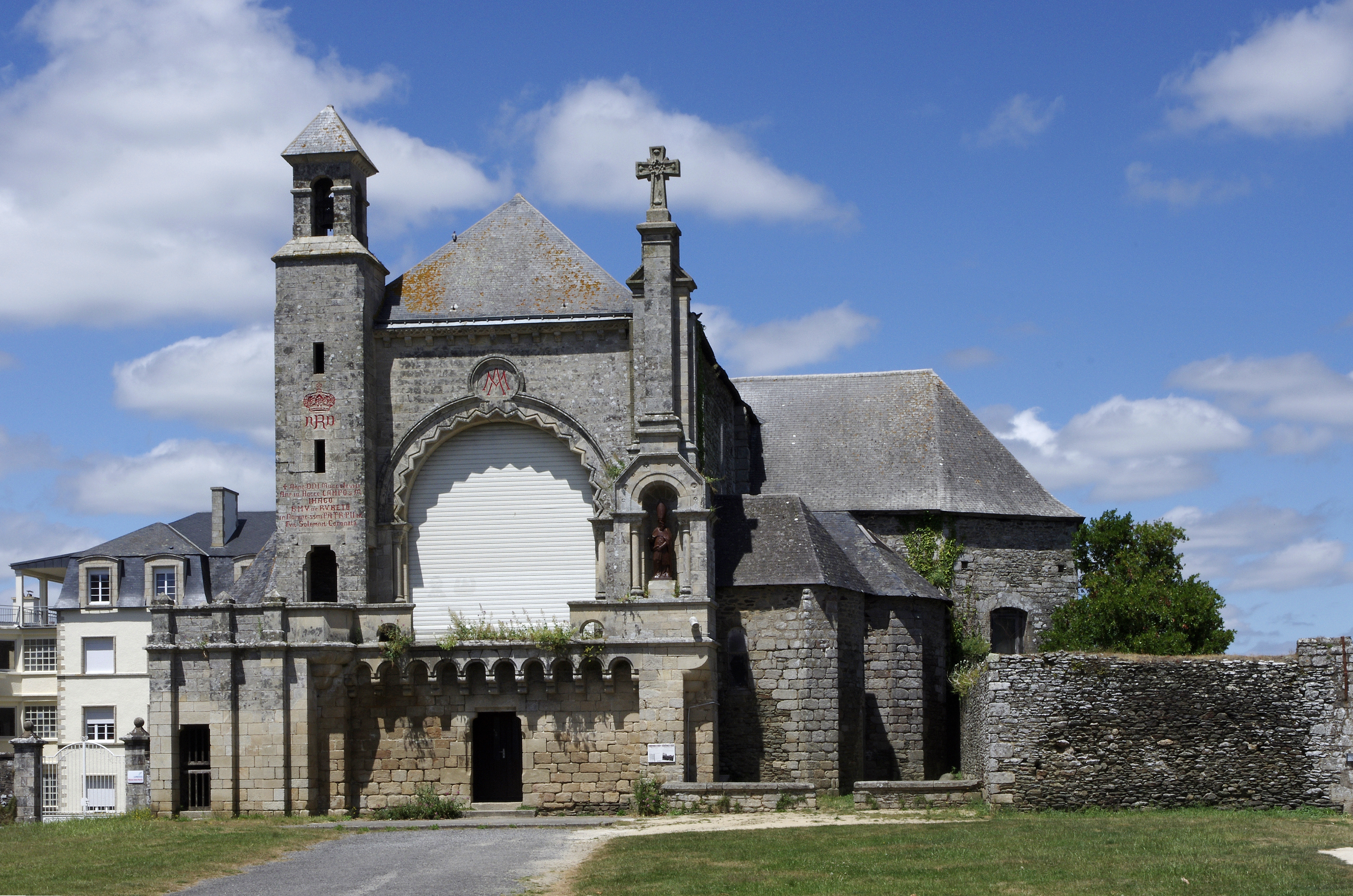
Église Saint-Martin : vue extérieure d'ensemble.
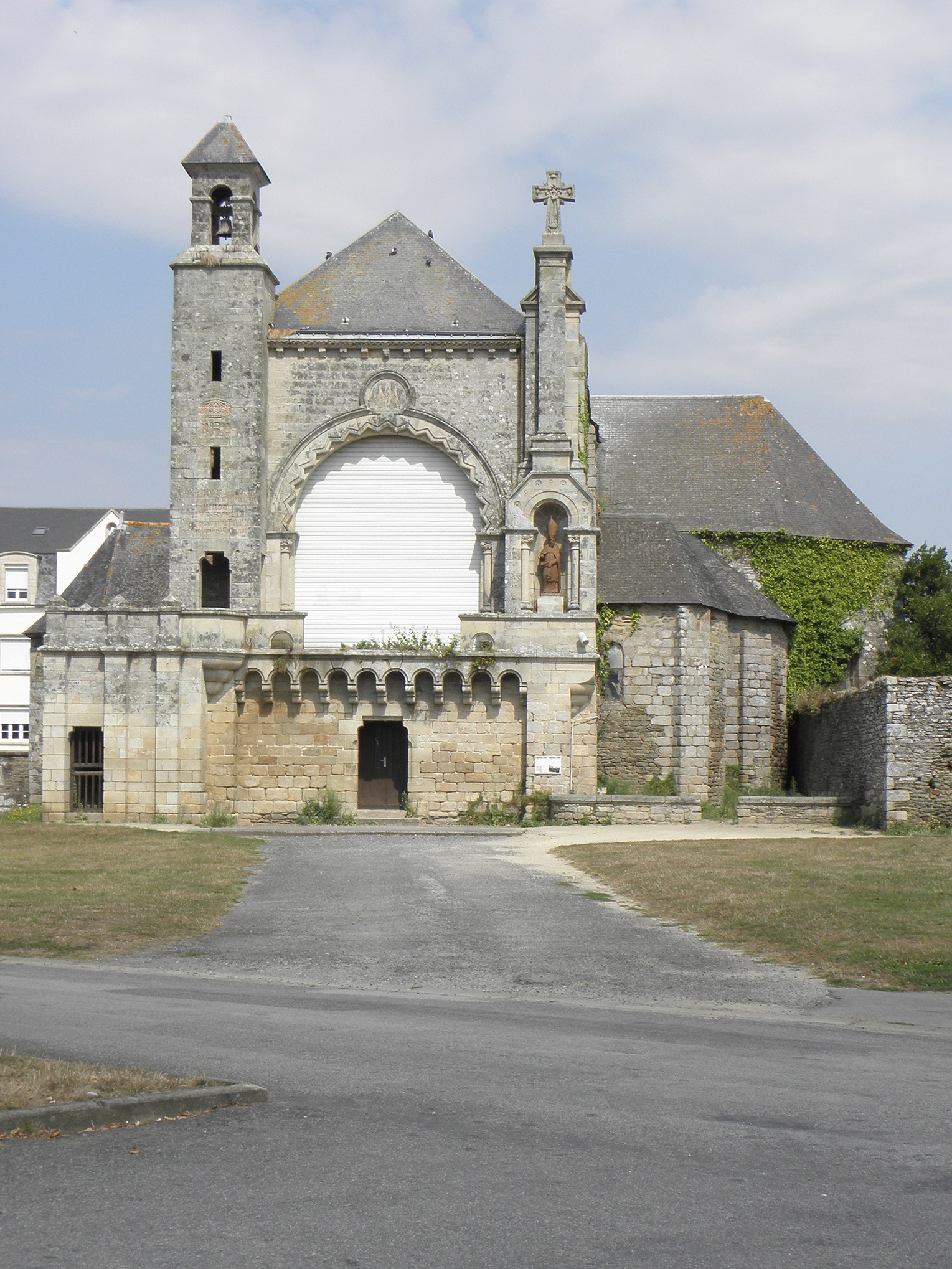
Église Saint-Martin : vue méridionale de la façade principale.

- Le couvent de Carmes Saint-Joachim dit de la Retraite, des Sœurs de la Sagesse, est construit à partir de 1640, agrandi en 1750 et la chapelle est reconstruite en 1975[78].
- Il ne reste que des vestiges restaurés du couvent des Ursulines Notre-Dame qui se sont établies en 1646.
- La chapelle de bénédictins, dite de la Congrégation, a été construite à partir de 1702 et surmontée d'un clocheton au XIXe siècle.

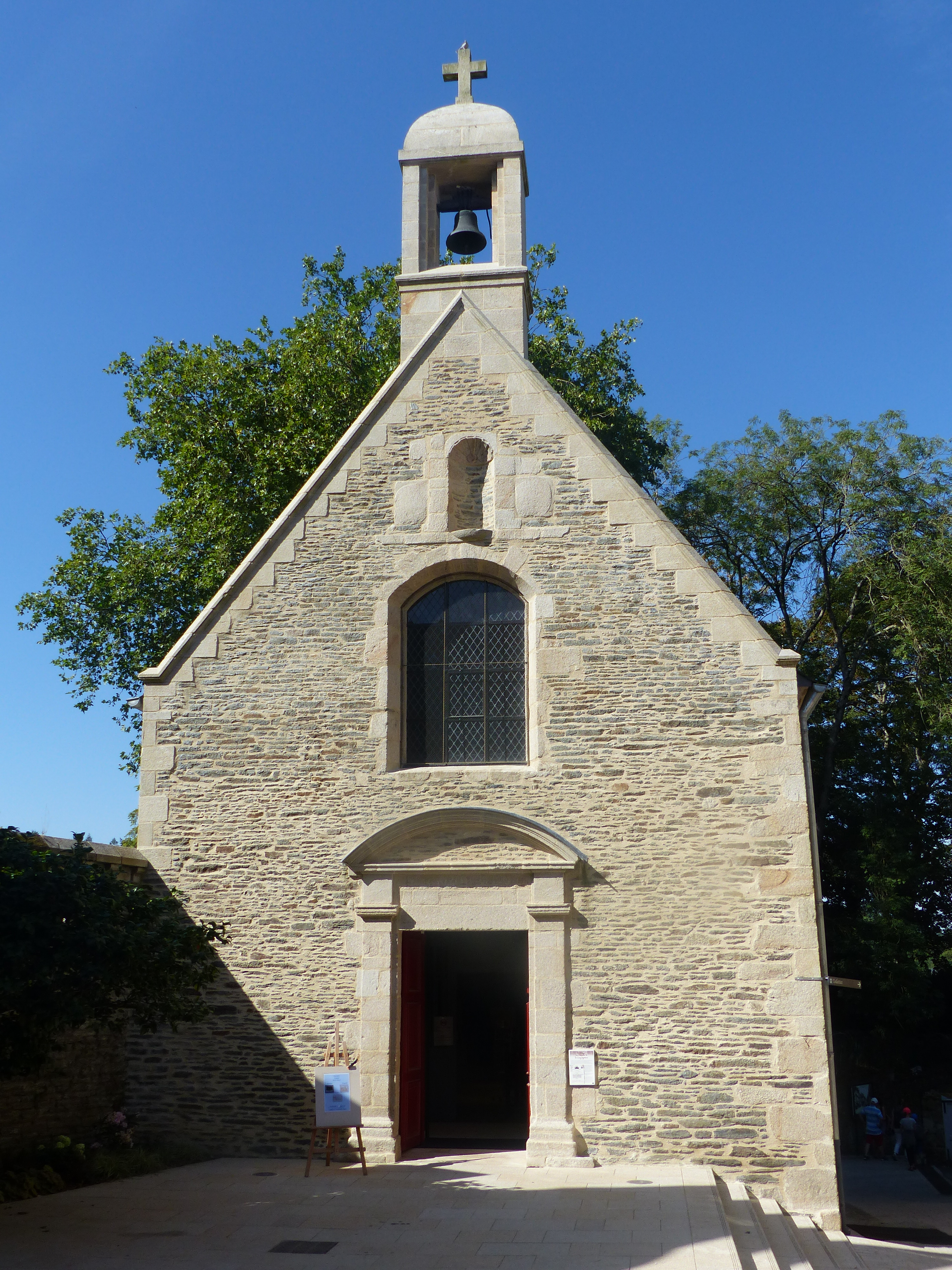
Façade de la chapelle de la Congrégation.
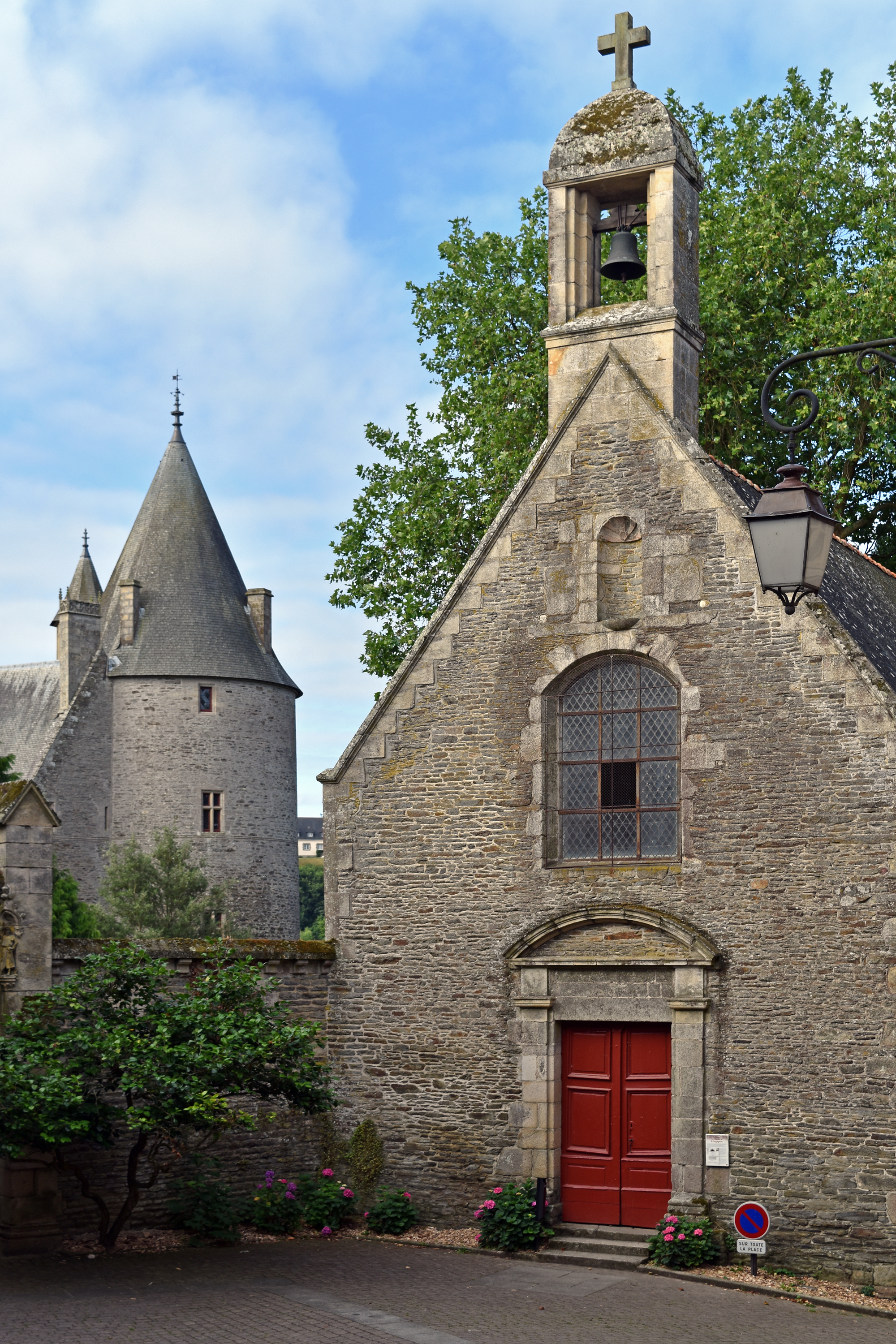
Chapelle de la Congrégation et tour du château de Josselin.

- Le calvaire de la rue de la Poterne.

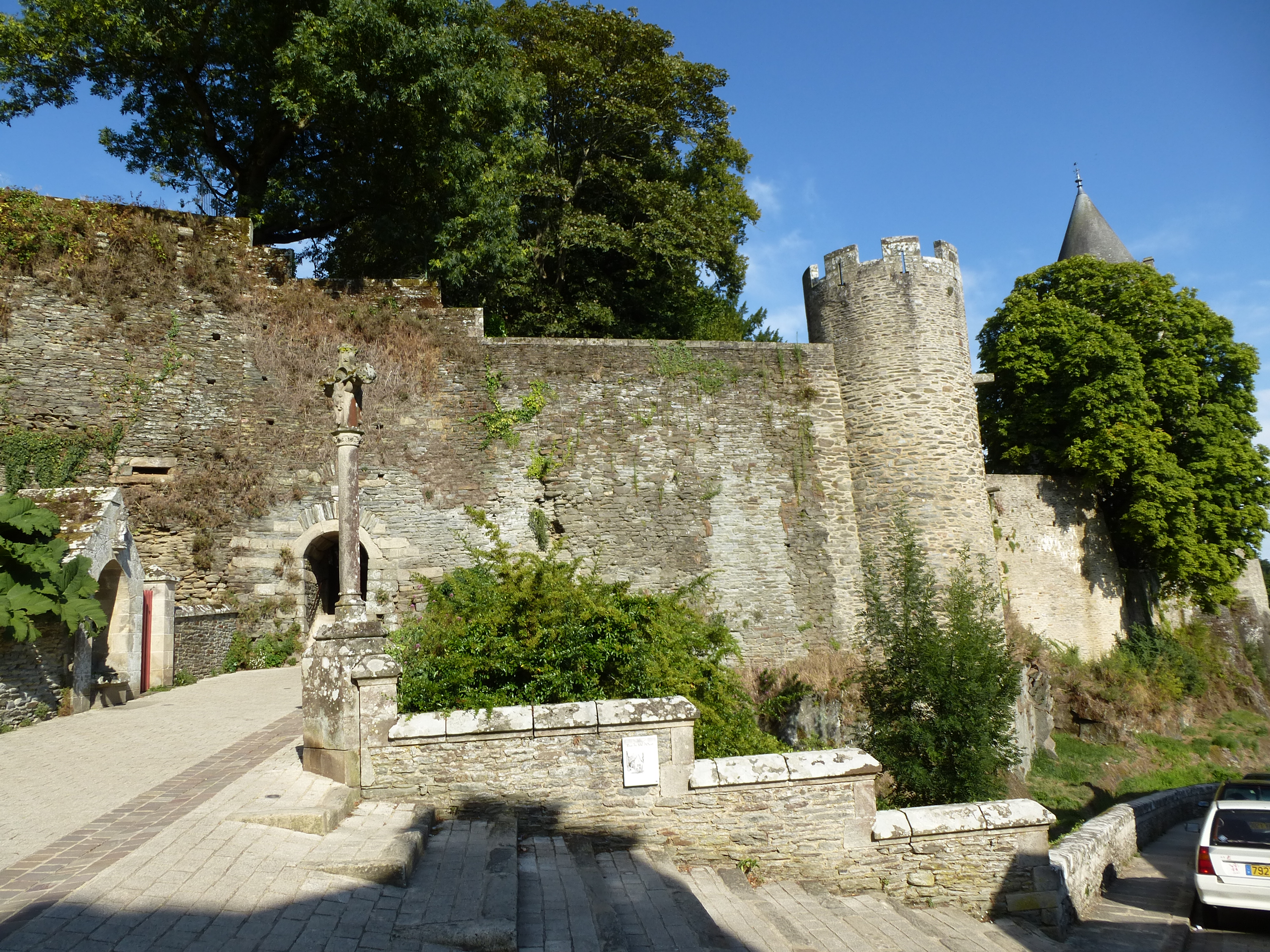
Le calvaire de la rue de la Poterne devant les remparts du château.
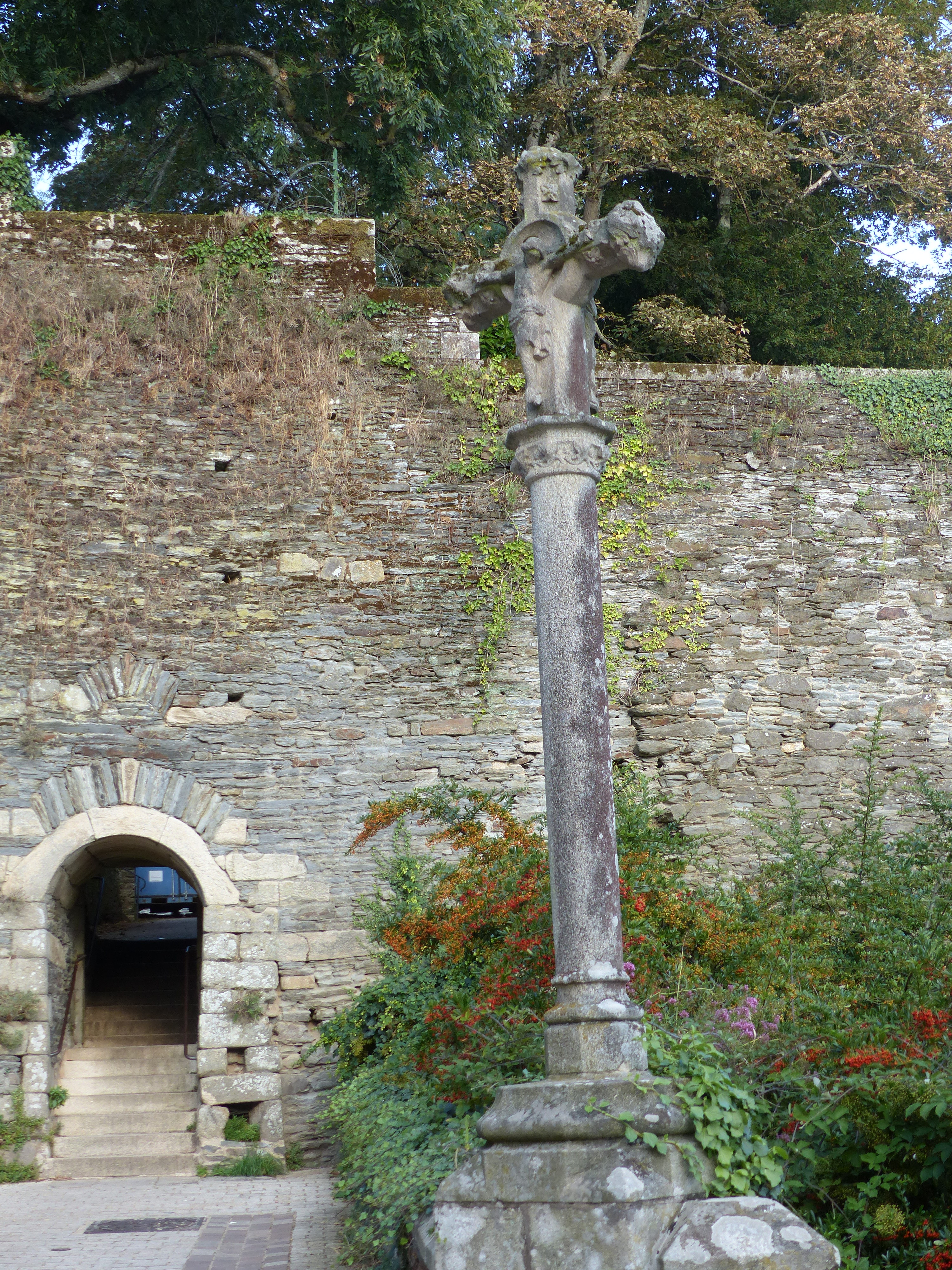
Le calvaire de la rue de la Poterne et la poterne du « trou du chat ».

#### Patrimoine civil
Dans le château se trouve le musée des poupées et des jouets de Josselin.
Le centre de la ville entre la basilique et le château est constitué de maisons médiévales à colombages et de maisons en pierres.

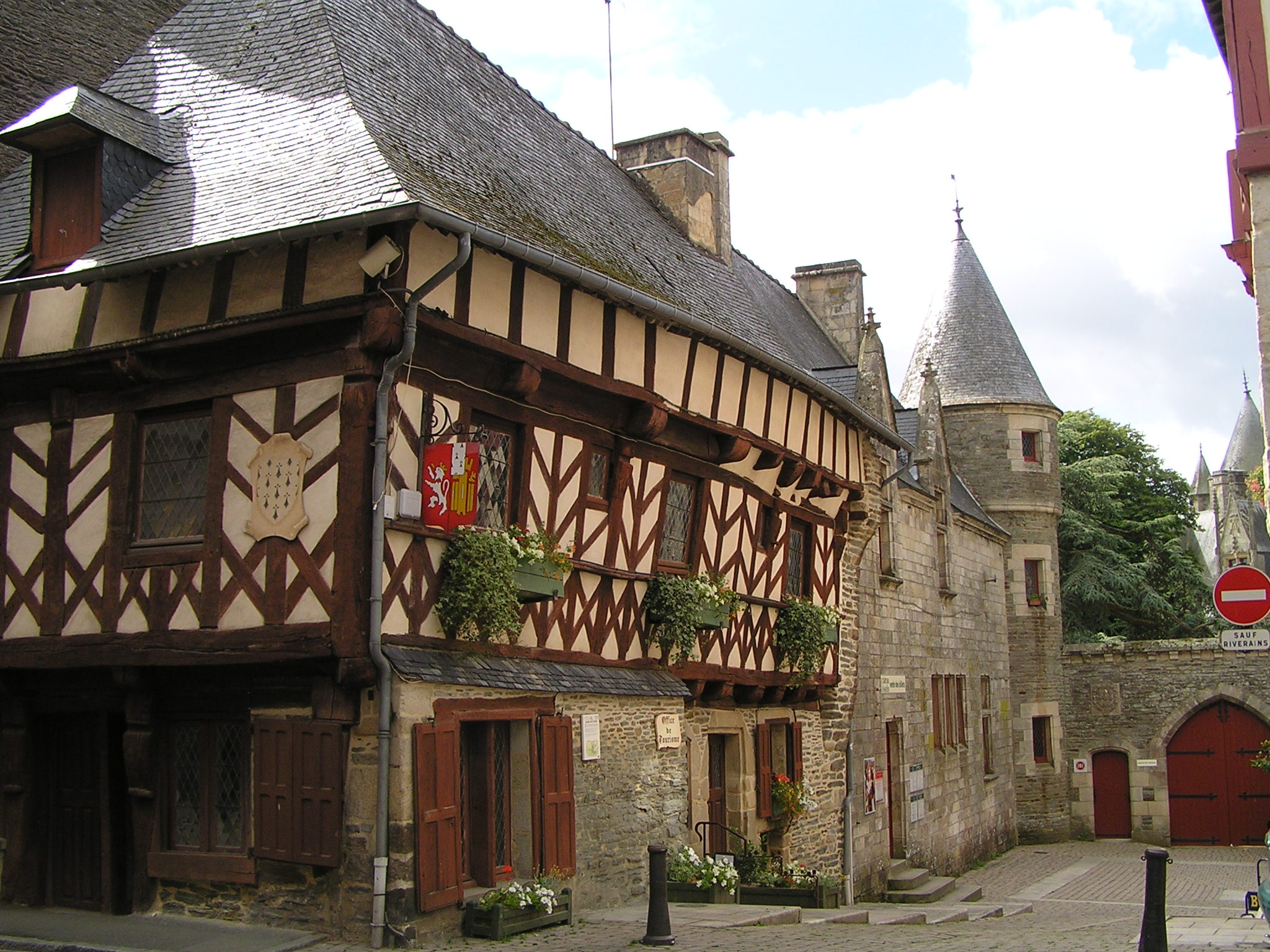
L'Office du tourisme.

Ont été inscrits monuments historiques :
- la maison de la place Notre-Dame construite au XVe siècle, inscrite le 17 avril 1931[79],
- la maison datée de 1538 à pilastres en fuseaux au rez-de-chaussée et pan de bois du 3 rue Georges-Le-Berd, l'ancienne Grande-Rue le 17 mai 1933[80],
- celle de la rue Glatinier datée de 1602 le 16 mai 1944[81],
- celle, dite maison Morice au 21 rue Olivier-de-Clisson inscrite en 1933 puis classée le 9 mars 1939[82],
- celles du 27 rue Olivier-de-Clisson inscrite en 1931[83],
- celle du 4 place de la résistance inscrite le 19 mai 1944[84],
- celle de la rue des Trente[85],
- celles du 5 et 7 rue des Trente[86],[87],[88],
- deux maisons rue Saint-Michel[89],
- l'immeuble du XVIe siècle du 3 rue des Devins le 16 mai 1944[90],
- l'hôtel particulier construit en 1763 au 6 rue des Devins le 4 juin 2007[91]
- le logis du 4 rue Olivier-de-Clisson, le seul de cette époque en pierre[92].
- le manoir des Cruyères date du XVIe siècle, il est inscrit à l'inventaire général du patrimoine culturel[93].

Certains autres bâtiments sont datés de 1538, 1634, 1653, 1680, 1683, 1754, 1769

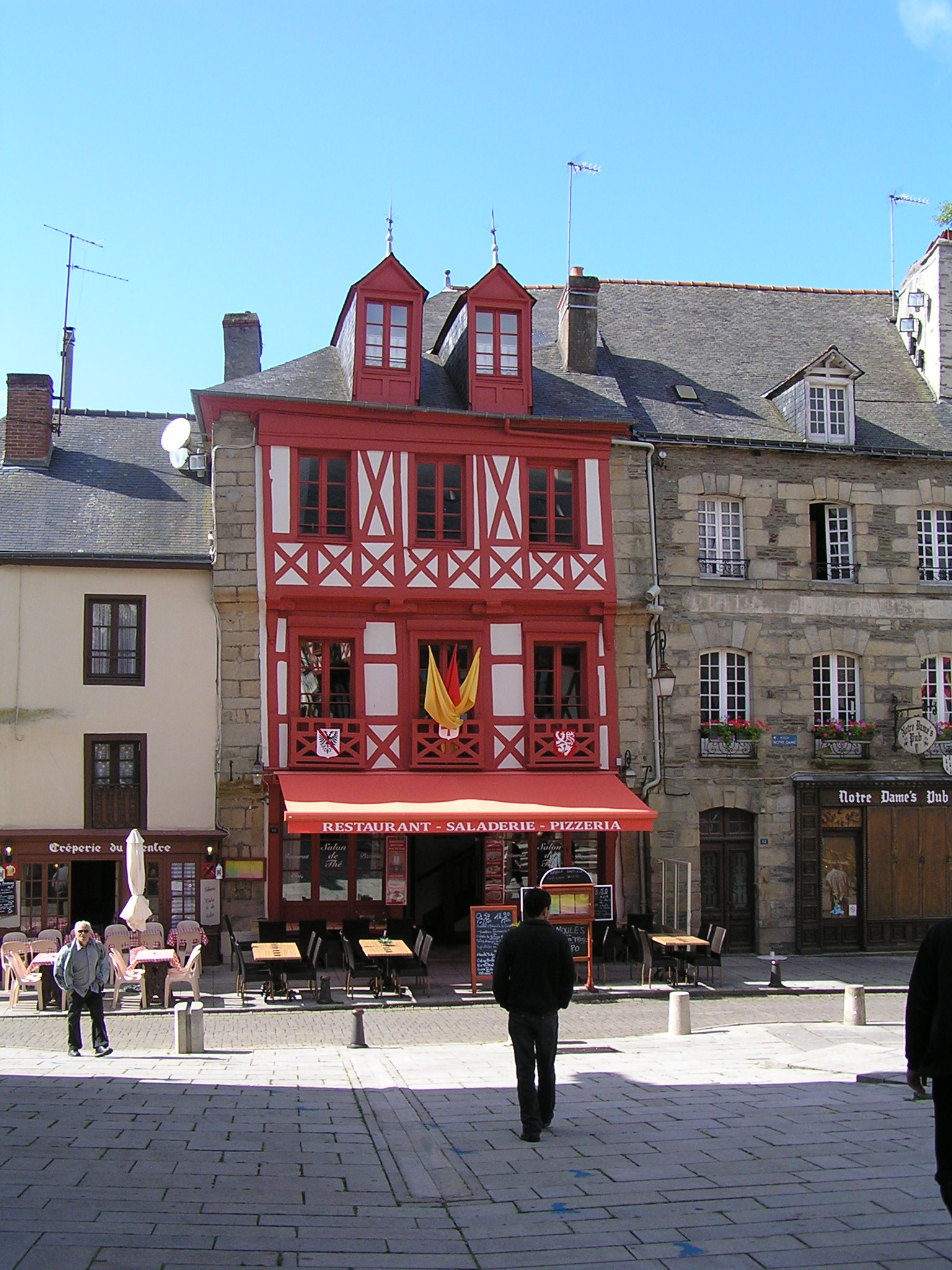
La maison du 24, rue des Trente.
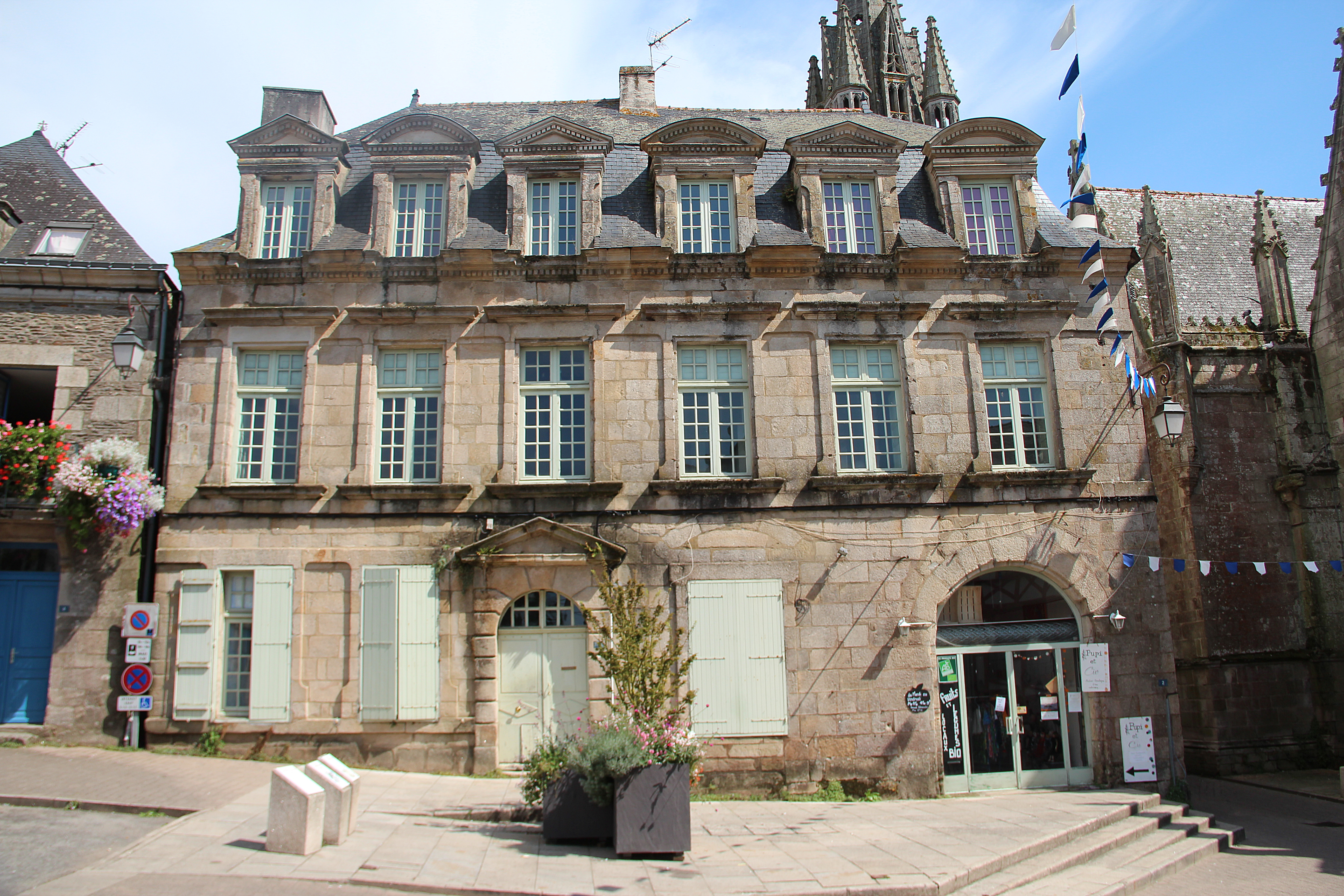
L'hôtel particulier du 4, rue Olivier de Clisson (XVIIe siècle).
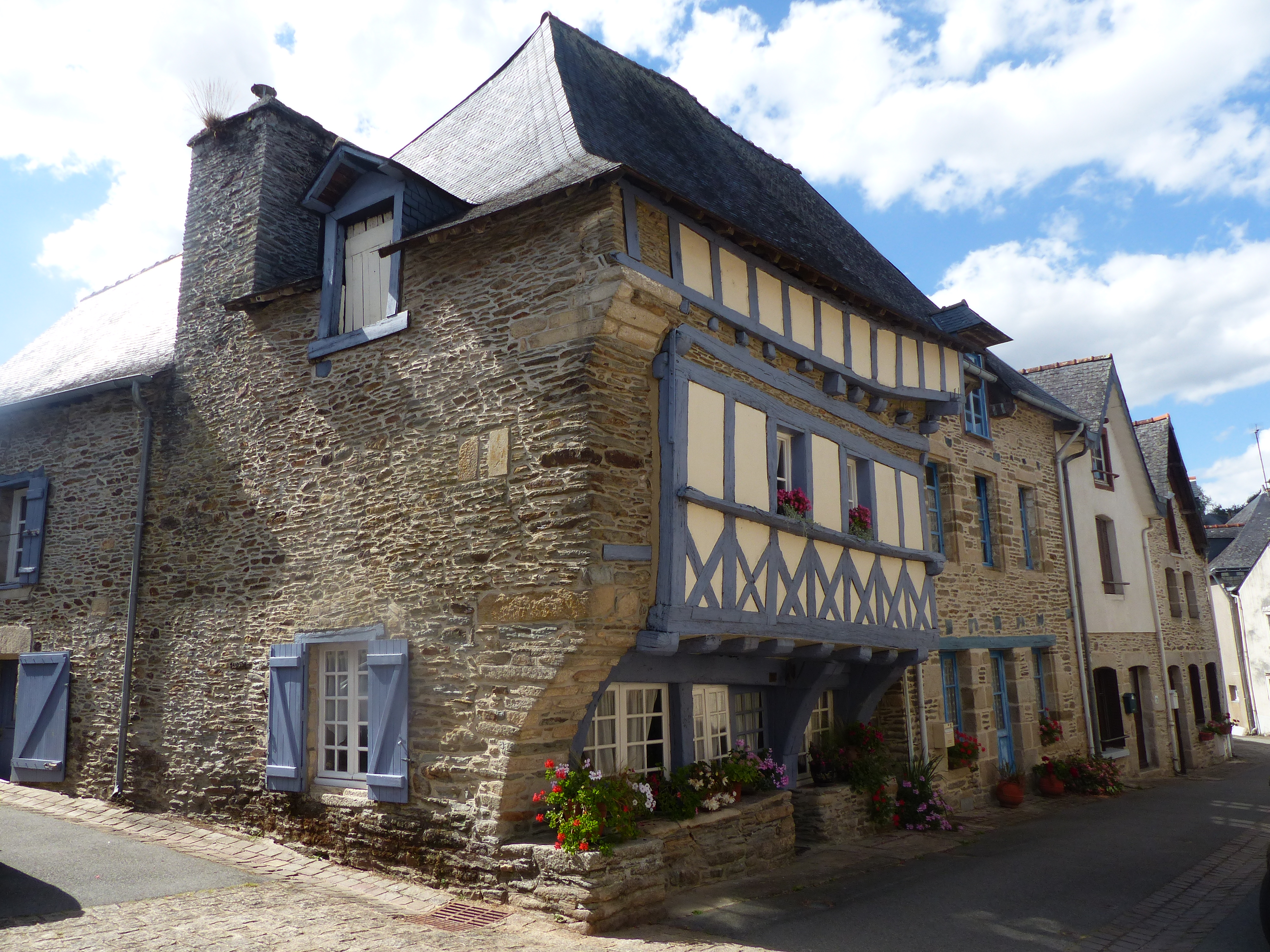
Maison à pans de bois 20, rue Sainte-Croix.
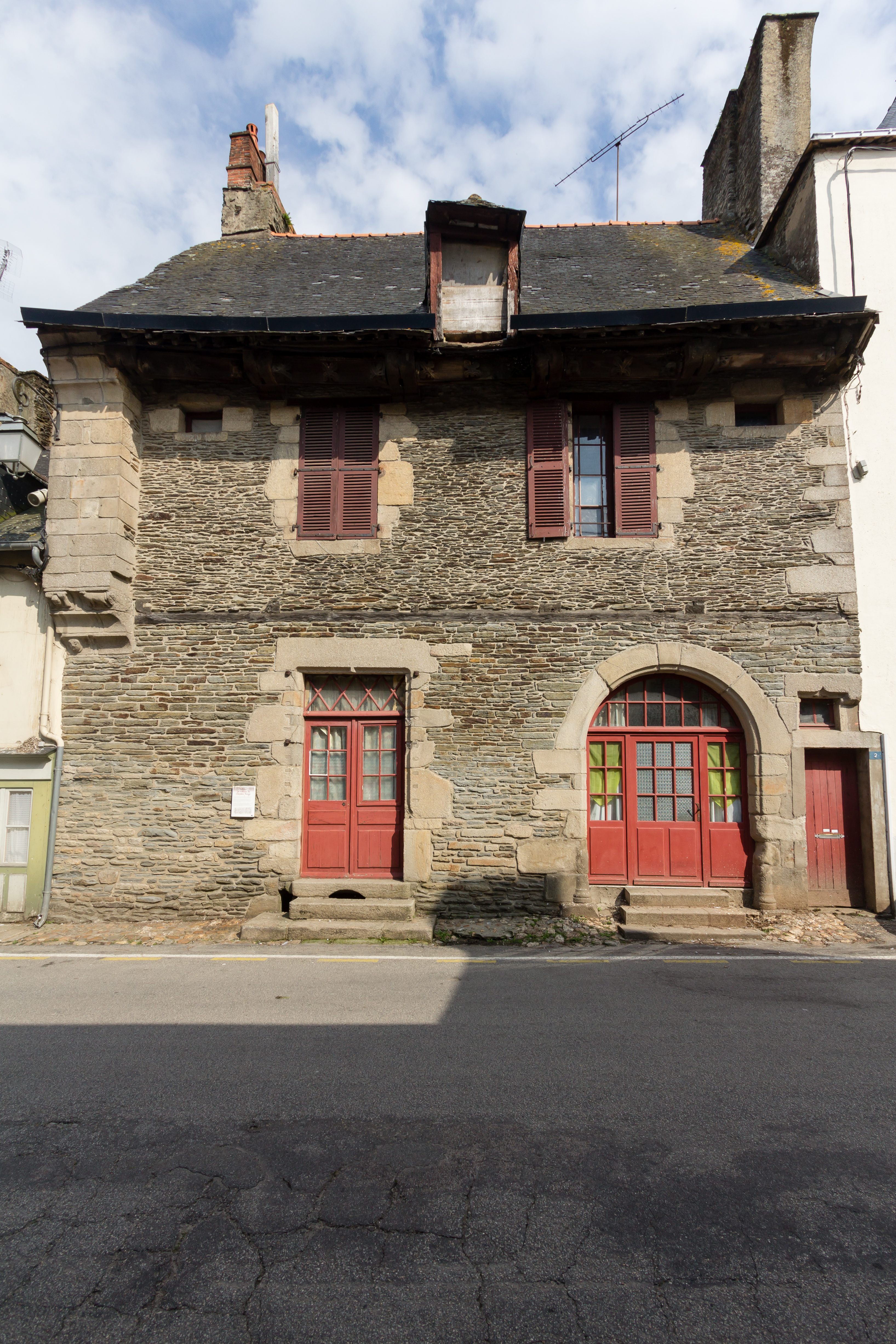
La maison du chapeau rouge.
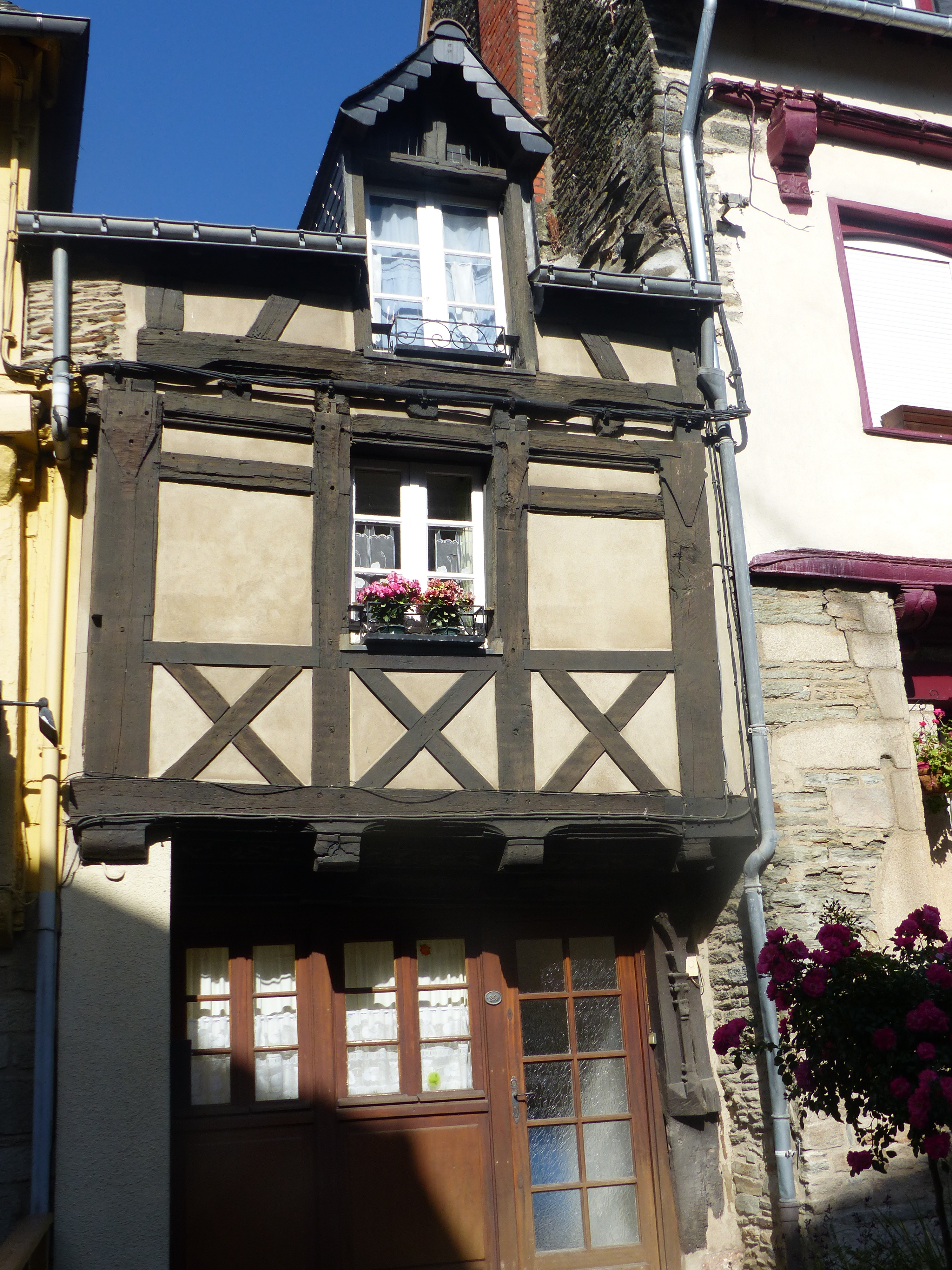
La maison du 29, rue Olivier de Clisson.
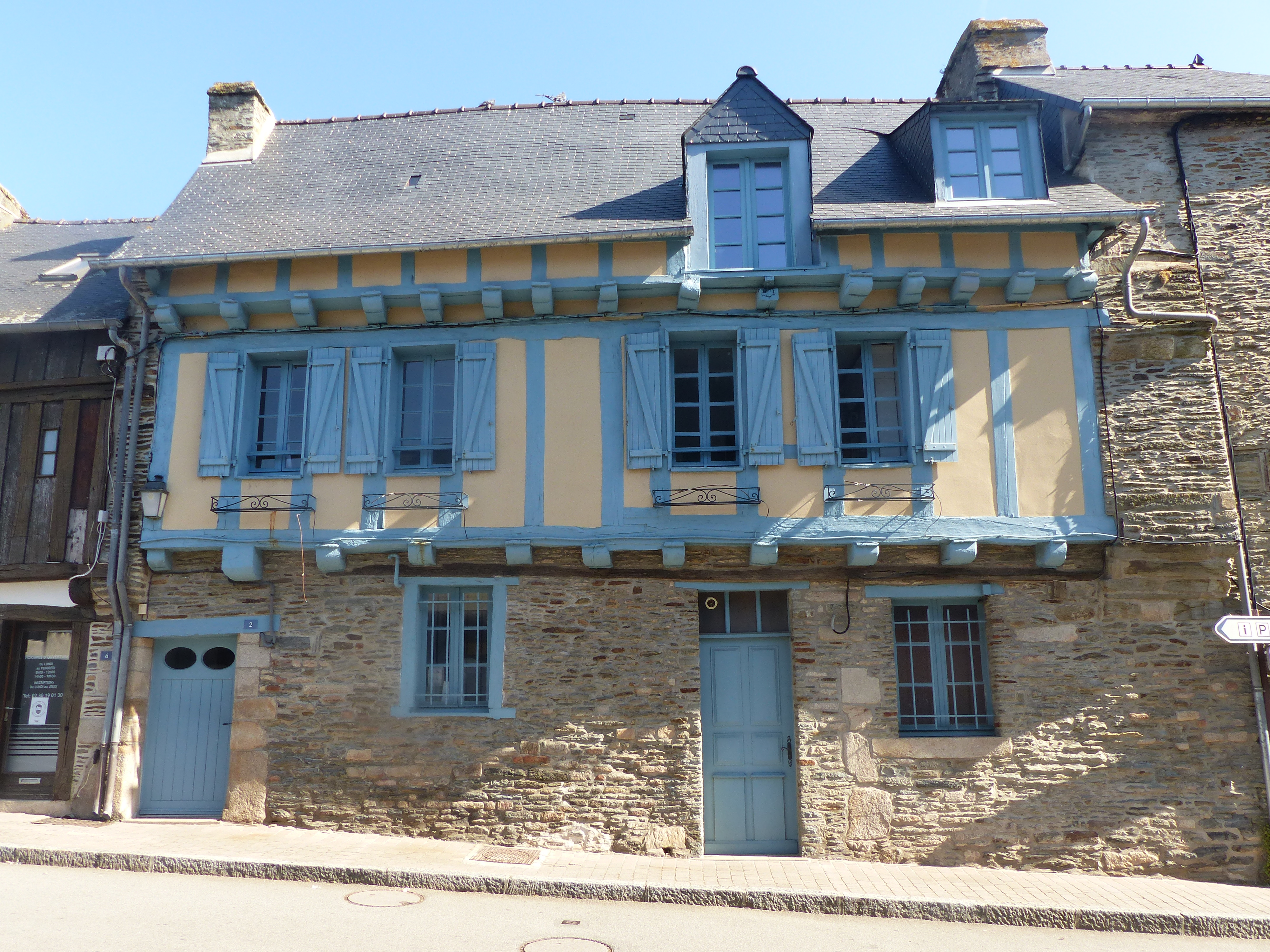
La maison du 2, rue des remparts.

#### Patrimoine environnemental

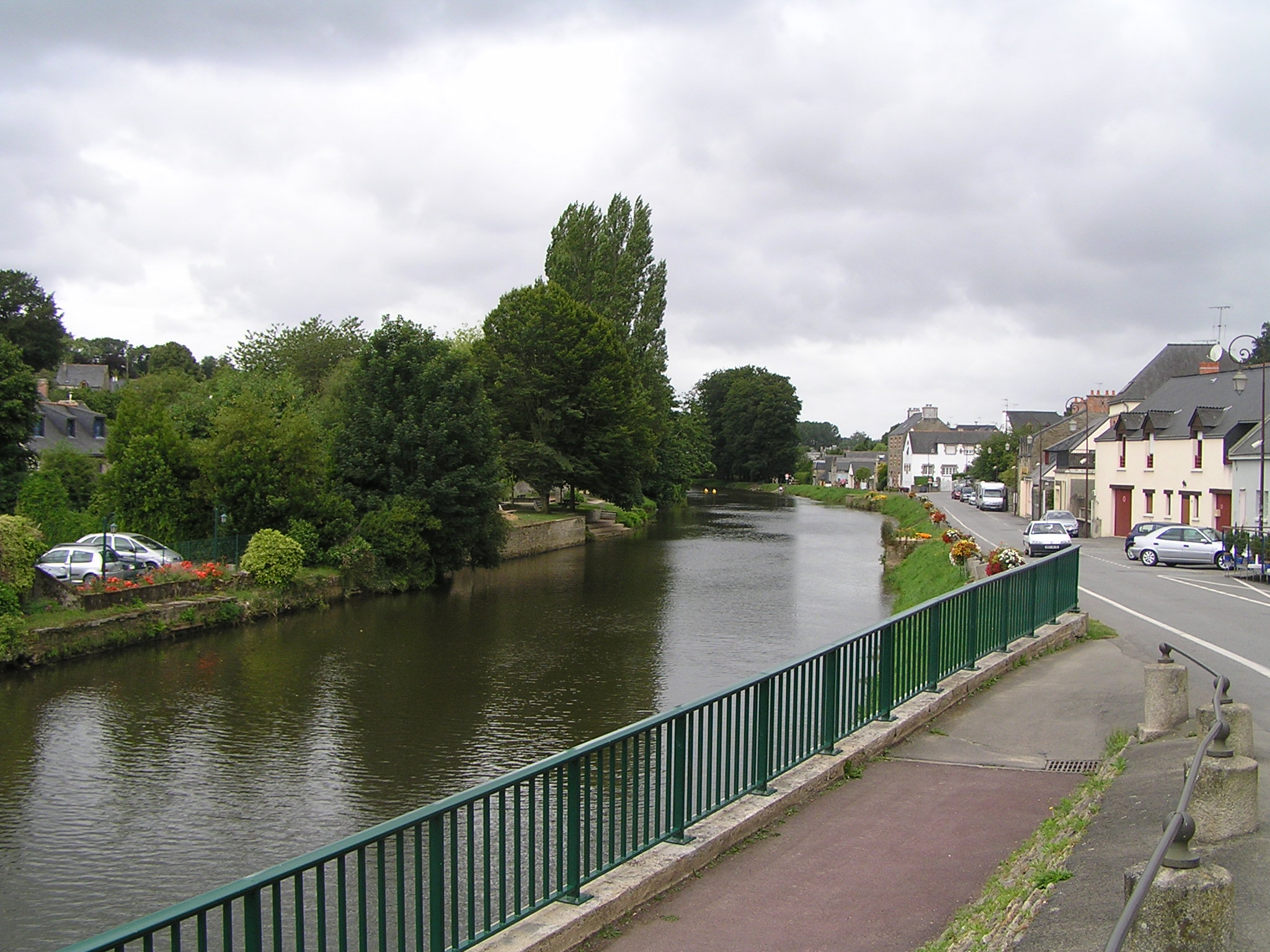
L'Oust et la rue du Canal en amont du Château.

L'Oust forme, avec les anciens remparts, la limite de la ville médiévale.
Le Mail constitue une promenade arborée en cœur de ville.
Josselin possède quatre fleurs au concours national des villes et villages fleuris depuis 2020,. Ce concours prend en compte les efforts menés par la ville dans le cadre de l'embellissement des espaces publics mais aussi pour son engagement écologique.
La commune ne compte aucune zone ou espace protégé que ce soit une zone naturelle d'intérêt écologique, faunistique et floristique (ZNIEFF), un site Natura 2000, etc.. Cela s’explique par la faible superficie du territoire de la commune conjuguée à son importante urbanisation.

### Équipements de proximité
La ville de Josselin dispose d'équipements sportifs en libre accès, comme un terrain multisports en aluminium.

### Héraldique
|  | Les armoiries de Josselin se blasonnent ainsi : parti au un de Clisson, et au deux du comté de Porhoët c'est-à-dire parti, au un de gueules au lion d’argent couronné et lampassé d’or ; au deux, aussi de gueules au château d’or de trois tours, ajouré de sable, au franc-canton d’hermine. |

## Personnalités liées à la commune
- Olivier V de Clisson (1336-1407), seigneur féodal breton mort à Josselin.
- Denise Josse-Elicot (1921-2014), résistante née à Josselin.
- François-Marie Picaud (1878-1960), ancien évêque de Bayeux et Lisieux né à Josselin.
- Louis-Anne Nogret (1798-1884), ancien évêque de Saint-Claude né à Josselin.
- Louis François Anne Robin de Morhéry (1741-1829), homme politique né à Josselin, député aux États généraux de 1789.
- Josselin de Rohan, ancien maire, sénateur UMP du Morbihan et propriétaire du château de Josselin.
- Eustache Roussin (1724-1806), maître forgeron de Versailles et ferronnier d'art né à Josselin.
- François Lefebvrier (1767-1828), avocat, administrateur et député du Morbihan né à Josselin.
- Jean-Marie Le Guevel (1779-1851), député du Morbihan né à Josselin.

## Jumelages
- Alzey (Allemagne) depuis 1973
- Quiberon (France)